# James Joyce
James Augustine Aloysius Joyce (2 tháng 2 năm 1882 – 13 tháng 1 năm 1941) là một tiểu thuyết gia, nhà văn viết truyện ngắn, nhà thơ và nhà phê bình văn học người Ireland, được đánh giá là một trong những nhà văn có ảnh hưởng nhất thế kỷ 20. Ông nổi tiếng nhất với tiểu thuyết bước ngoặt Ulysses (1922). Các tác phẩm chính khác của ông là tập truyện ngắn Dubliners (1914), các tiểu thuyết A Portrait of the Artist as a Young Man (1916) và Finnegans Wake (1939). Joyce còn là tác giả của các tập thơ Nhạc thính phòng (Chamber Music, 1907), Thơ một xu một bài (Poems Pennyeach, 1927), Colleted Poems, 1936. Dù số lượng không nhiều nhưng thơ của James Joyce có sự ảnh hưởng rất lớn đến các nhà thơ Anh phái Hình tượng. Giới phê bình ngày nay đặt Joyce ở vị trí hàng đầu chủ nghĩa hiện đại Anglo-Saxon, cùng với T. S. Eliot, Virginia Woolf và Ezra Pound.
James Joyce sinh ra trong một gia đình trung lưu tại Dublin. Thuở nhỏ, Joyce được giáo dục theo tinh thần Công giáo trong trường học nhưng về sau bội đạo. Tại Đại học Cao đẳng Dublin, Joyce học ngôn ngữ và văn học Anh cũng như các thứ tiếng khác. Năm 1902, Joyce đến Paris học y khoa nhưng sớm từ bỏ rồi quay lại Dublin. Năm 1904, Joyce gặp Nora Barnacle, sống chung và có 3 người con nhưng phải đến năm 1931 mới kết hôn. Cặp đôi sống xa Ireland trong gần 35 năm tại Trieste, Zürich và Paris. Joyce từng đi dạy tiếng Anh, gia sư hay viết bài đăng báo để kiếm sống. Sự nghiệp văn chương liên tục bị cản trở do những thiếu thốn vật chất, bệnh khiếm thị và hay chứng tâm thần của người con gái Lucia.
Với phong cách tự truyện rõ rệt, văn xuôi của Joyce in hằn thế giới Ireland, đặc biệt là Dublin, nơi ông sống thuở nhỏ và trưởng thành. A Portrait of the Artist as a Young Man khắc họa những xung đột nội tâm trong bản ngã khác của nhà văn, từ bỏ tôn giáo để đến với văn chương. Được coi là kiệt tác văn học Anh, tiểu thuyết Ulysses miêu tả một ngày trong đời nhân vật Leopold Bloom qua hình ảnh Dublin đồng nhất với ý thức chính tác giả. Ông tiếp tục đẩy thử nghiệm nghệ thuật của mình lên cực độ trong tiểu thuyết Finnegans Wake, một tác phẩm chất đầy mã hóa, nơi ý nghĩa ẩn giấu khó hiểu sau ngôn từ và phong cách độc đáo. Khi được hỏi vì sao lại chọn phong cách khó khăn như vậy, ông trả lời "để làm các nhà phê bình bận rộn trong 300 năm tới".
James Joyce được cộng đồng nói tiếng Anh tưởng niệm thường niên vào ngày 16 tháng 6 (Bloomsday) là ngày diễn biến trong tiểu thuyết Ulysses. Tác phẩm của Joyce ảnh hưởng đến Samuel Beckett (học trò ông), William Faulkner, Eugene O'Neill, Djuna Barnes, Jorge Luis Borges và Umberto Eco.

## Tiểu sử

### Hoàn cảnh và giáo dục

#### Chính trị xã hội
James Joyce sinh ra gần 30 năm sau Nạn đói lớn ở Ireland, một bi kịch thay đổi cả văn hóa chính trị đất nước, khiến Ireland sụt giảm ước tính 20-25% dân số. Từ năm 1801, Ireland bị sáp nhập vào Vương quốc Anh trở thành Vương quốc Liên hiệp Anh và Ireland (hoặc thường gọi là Đế quốc Anh). Đó là thời điểm đế quốc thuộc địa đạt đến đỉnh cao vào thời Victoria của Anh (1837–1901). Bị người Anh cai trị và áp đặt văn hóa, người Ireland nung nấu tâm lý phản kháng, ra sức cổ vũ cho phong trào Huynh đệ Fenian, một hình thức chủ nghĩa dân tộc ra đời năm 1858. Dưới ảnh hưởng của chủ nghĩa lãng mạn, người Fenian mơ về nước cộng hòa Ireland độc lập và thậm chí chấp nhận giải pháp bạo lực. Bầu không khí chính trị căng thẳng chuyển biến thành chủ nghĩa khủng bố cực đoan. Ví dụ như năm 1882 xảy ra vụ sát hại tân Thư ký trưởng Ireland bằng dao hay vụ thảm sát một gia đình họ Joyce. Một loại chủ nghĩa dân tộc khác ít cực đoan hơn, không chủ trương bạo lực được hình thành quanh Charles Stewart Parnell. Xã hội những năm đầu đời của James Joyce đầy dẫy các chi phối chính trị như phong trào Fenian, học thuyết Parnell, đôi lúc cả hai trào lưu cùng song song tồn tại đồng thời. Cha của Joyce lúc trẻ bị cuốn vào với Fenian, còn về sau lại tôn thờ Parnell. Những cuộc trò chuyện thường xuyên của người cha với bạn bè về chính trị gia này cũng như số phận Ireland thấm nhuần phần đầu tiên trong tiểu thuyết đầu tay của Joyce A Portrait of the Artist as a Young Man. Khi bị ốm, nhân vật chính Stephen dấy lên nỗi sợ chết đan xen với hình ảnh đau thương trong ký ức trẻ thơ về đám tang Parnell. Hay tại tiệc Giáng sinh, tuyệt vọng trước bối cảnh chính trị hỗn loạn, Stephen bước lên trưởng thành hơn. Tuy nhiên, huyền thoại Parnell vẫn là biểu tượng ghi dấu sâu đậm cho thời thơ ấu được Joyce lý tưởng hóa, mà ông gọi là "những ngày tháng Tám" trong Finnegans Wake (Finnegan thức tỉnh). Theo William Butler Yeats, văn học Ireland hiện đại bắt đầu ngay sau đó, khi hình tượng Parnell sụp đổ, xã hội "vỡ mộng và đau buồn" quay lưng lại với chính trị, toàn tâm dành cho văn hóa.

#### Cha mẹ
Cha của James là John Stanislaus Joyce (1849–1931) quê ở Cork, có họ hàng với chính trị gia nổi tiếng Daniel O'Connell "The Librator" (người giải phóng). Theo Richard Ellmann, "Joyce" xuất phát từ joyeux (hạnh phúc) trong tiếng Pháp hoặc jocax trong tiếng Latinh, giống như tiền định cho nhà văn coi văn học là "thánh thần hoan lạc". Tính tình phóng khoáng, vui vẻ và thích phiêu lưu, John Stanislaus Joyce đã có một cuộc sống đầy màu sắc. Năm 1859, ông được cha mẹ đăng ký theo học tại Cao đẳng Công giáo St. Colman tại Fermoy. Sau gần một năm, ông bỏ học phần vì đời sống khắc khổ cũng như sức khỏe yếu nên chỉ ham mê thể dục thể thao. Về sau, James thừa hưởng được niềm đam mê điền kinh và cricket từ cha. Khi còn thiếu niên, John từng làm việc trên thuyền hoa tiêu ở cảng Cork. Tại đó, ông học được nhiều tiếng lóng của thủy thủ khi thường uống rượu với bạn bè. John học y trong ba năm (1867–1870) tại Queen's College, Cork, nhưng không tốt nghiệp được do lối sống bừa bãi, chạy theo khoái lạc. Ngoài ra, John còn yêu thích diễn xuất và thể thao. Năm 1874 hoặc 1875, John chuyển đến Dublin làm thư ký tại một nhà máy chưng cất rượu, và tham gia nhiều hoạt động khác như săn bắn hay opera. Ca sĩ Barton McGuckin nổi tiếng thời bấy giờ đã gọi John là "giọng tenor hay nhất Ireland". Đa tài nhưng không tập trung lĩnh vực nào cụ thể, luôn cho rằng mình là nạn nhân của thời cuộc, đắm chìm trong lý tưởng chính trị, trong những cuộc trò chuyện bất tận và các thú vui phù phiếm như uống rượu hay ca hát, cha của James Joyce là hình mẫu gợi cảm hứng cho con mình với hình ảnh tràn trề sinh lực. Cách diễn đạt của cha được James khắc họa trong chương Cyclops của tiểu thuyết Ulysses, ví dụ like a shot off a shovel ("như một cái hất xẻng" ý là "nhanh") hay Twixt you and me, Caddereesh (Giữa anh và tôi, Caddereesh); hoặc như trong Finnegans Wake nhắc đến hình ảnh người lính Ireland Buckley do dự chĩa súng vào viên tướng Nga nằm trên trận địa Krym với chiếc quần tụt xuống, qua đó bày tỏ lòng trắc ẩn với những người dễ bị tổn thương. James dựng nên một số nhân vật quan trọng dựa theo hình mẫu cha mình như Simon Dedalus (A Portrait of the Artist as a Young Man, Ulysses), Humphrey Chimpden Earwicker (Finnegans Wake) hoặc Leopold Bloom (Ulysses). Trong A Portrait of the Artist as a Young Man, nhân vật Stephen Dedalus chính là hình ảnh bản thân James Joyce đã mô tả cha mình như sau:
| “                                                           | Một sinh viên y khoa, một tay chèo thuyền, một giọng nam cao, một diễn viên nghiệp dư, một người ham mê chính trị, một địa chủ nhỏ, một nhà đầu tư nhỏ, một người nghiện rượu, một người bạn tốt, một người kể chuyện hay, thư kí cho một ai đó, làm vài việc trong nhà máy rượu, một người thu thuế, một người vỡ nợ và hiện tại là một người ca ngợi chính mình trong quá khứ.Nguyên vănA medical student, an oarsman, a tenor, an amateur actor, a shouting politician, a small landlord, a small investor, a drinker, a good fellow, a storyteller, somebody's secretary, something in a distillery, a taxgatherer, a bankrupt and at present a praiser of his own past. | ” |
| — Bản dịch Chân dung một chàng trai trẻ của Nguyễn Thế Vinh | |   |

Ngày 5 tháng 5 năm 1880, John Stanislaus Joyce kết hôn với Mary Jane ("May") Murray. Sinh năm 1859 tại Longford, May lớn lên và được dạy dỗ ở trường Miss Flynn tại Dublin, trường cũng do hai bác gái của bà điều hành. Tại đây, May học thanh nhạc, dương cầm, khiêu vũ cũng như nghệ thuật giao thiệp. Có cha mẹ cảm thụ âm nhạc sâu sắc như vậy, ngay từ khi còn nhỏ James Joyce đã hòa mình trong bầu không khí đầy giai điệu và được khơi dậy niềm đam mê với tính nhạc trong ngôn ngữ. Mẹ James là tín đồ Công giáo mộ đạo, nên các biểu tượng lòng sùng kính như thánh giá, nến thánh, tràng hạt tràn ngập trong góc nhìn bé thơ của nhà văn thuở nhỏ. Nhưng cha James lại tỏ thái độ chống Công giáo và hàng giáo phẩm, giống như đa số người Ireland khi ấy tin rằng Giáo hội Công giáo có thể thỏa hiệp bất lợi với giới Kháng Cách Anh.

#### Thời thơ ấu (1882–1888)

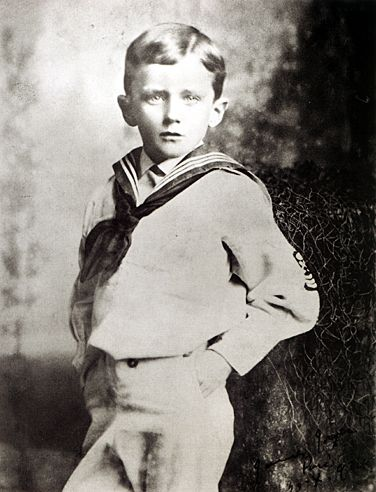
James Joyce năm lên 6 (1888)

James Joyce sinh ngày 2 tháng 2 năm 1882, đúng vào Lễ Đức Mẹ thanh tẩy. James là con thứ hai của John Stanislaus Joyce và Mary Jane Murray. Trước đó, Mary Jane sinh non con đầu lòng vào ngày 23 tháng 11 năm 1880 nhưng đứa bé chỉ sống được tám tuần. Mary Jane mang bầu cả thảy 17 lần (hoặc 15), nhưng chỉ 10 lần vượt cạn thành công. Với gia đình đông con như vậy, họ mướn một bà con xa của John là Elizabeth Conway đến giúp.
Joyce được rửa tội ngày 5 tháng 2 năm 1882 tại Nhà nguyện đường gần (chapel of ease) Thánh Giuse ở Roundtown (nay là Terenure ngoại ô Dublin). Trong giấy khai sinh, tên đệm bị ghi sai thành Augusta thay vì Augustine. Tên gọi âu yếm lúc nhỏ ở nhà là Sunny Jim, thể hiện mong ước của cha mẹ muốn con mình có cuộc đời sóng yên bể lặng. Lúc đầu, gia đình Joyce sống ở Dublin's Rathgar, 41 Brighton Square West. Cha James được thăng tiến vị trí trong xã hội, năm 1884 gia đình chuyển đến 23 Đại lộ Castlewood, rồi năm 1887 tới tòa nhà bên bờ biển thị trấn Bray, cách Dublin 20 km. Bạn bè John Stanislaus thường ghé thăm vào cuối tuần, một vài trong số đó đã gây cảm hứng cho nhân vật trong các tác phẩm của Joyce về sau. Ví dụ, người họ hàng bên nội William O'Connell chính là hình mẫu cho nhân vật "bác Charles" trong A Portrait of the Artist as a Young Man. Trong cùng tác phẩm còn có nhân vật "cô Dante" hiện thân của nữ gia sư Elizabeth Conway, người có ảnh hưởng nhất đến Joyce chỉ sau cha mẹ.

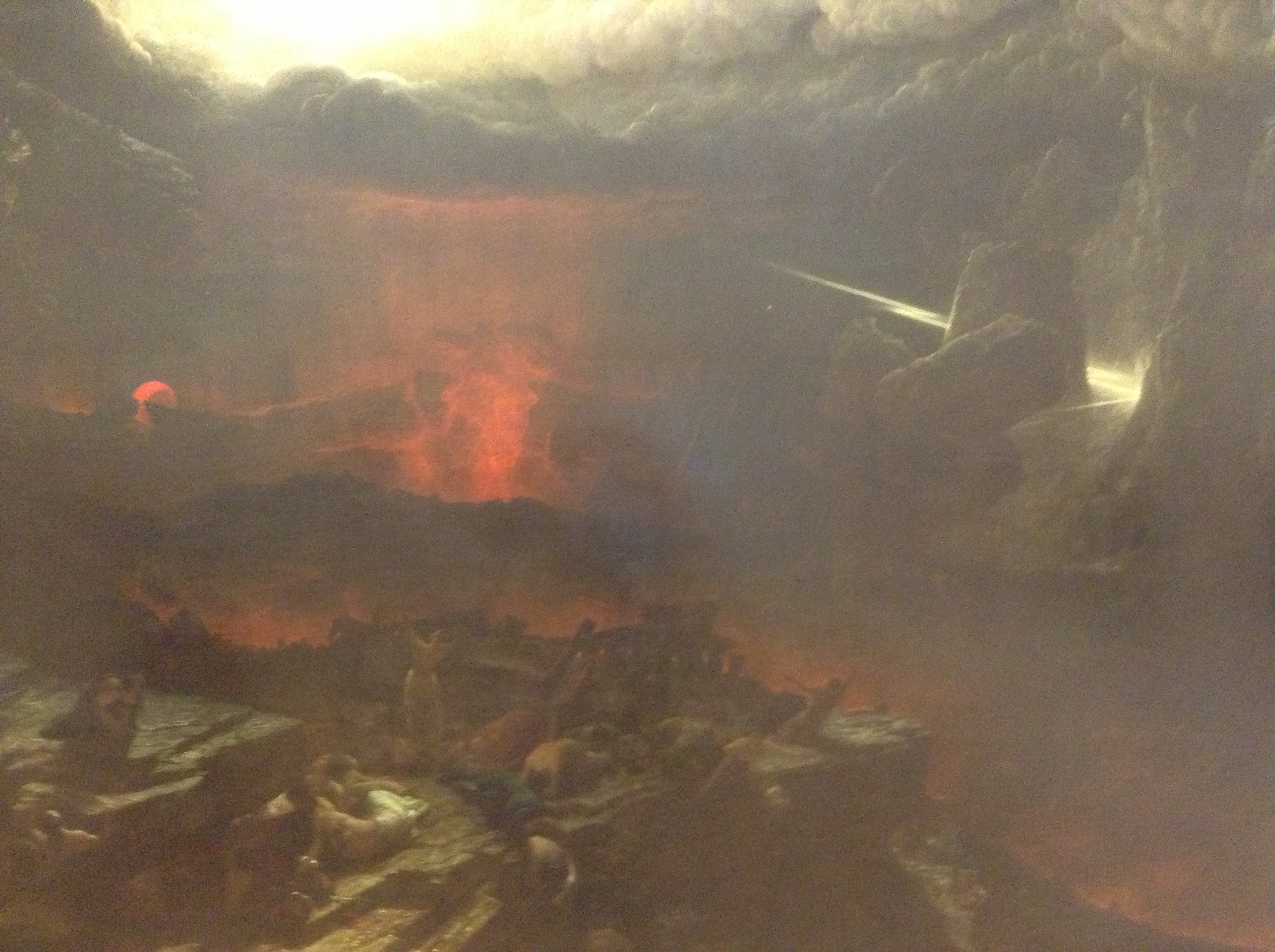
Opening of the Sixth Seal (Mở ấn thứ sáu), tranh của Francis Danby. Joyce thuở nhỏ xem bức tranh này khi được cô Dante đưa đến Phòng trưng bày Quốc gia ở Dublin. Hình ảnh kinh hoàng trong sách Khải Huyền để lại dấu ấn đậm nét trong tâm trí nhà văn tương lai.

Cô Dante rất nghiêm túc quan tâm đến việc giáo dục James Joyce, dạy cậu biết đọc, biết viết, cả số học và địa lý. Cô cố gắng nhồi cho cậu bé những tư tưởng dân tộc và tôn giáo của mình, nhưng chính những mệnh lệnh của cô đã tác động xấu đến tính thơ ngây non nớt của đứa trẻ. Trong Portrait, cô Dante hăm dọa cậu bé Stephen rằng "nếu không xin lỗi thì chim đại bàng sẽ lao xuống và móc mắt cậu ấy", giống như lời nguyền nghiệt ngã, Joyce lớn lên gặp vấn đề về thị lực. Những bài học tôn giáo của cô đầy dẫy hình ảnh ngày tận thế, in hằn trong Joyce nỗi sợ hãi sấm sét đầy phi lý về cơn thịnh nộ của Chúa. Joyce không bao giờ thoát khỏi nỗi sợ ám ảnh từ thuở nhỏ này, đến mức một người bạn hỏi vì sao ông lại sợ sét, nhà văn trả lời "Anh không được lớn lên tại Ireland Công Giáo đó". Trong Finnegans Wake, Joyce gọi Thiên Chúa là "Đấng giáng sấm sét từ trên cao" còn trong A Portrait of the Artist as a Young Man, nhân vật ăn năn trước quyền năng thiên thượng và tự hỏi "Sao Chúa không đánh chết cậu?". Ông còn một nỗi ám ảnh thường trực khác là chứng sợ chó, cũng hình thành từ thuở nhỏ, sau khi bị một con chó săn Ireland tấn công trên bãi biển Bray.
James Joyce vào học trường mẫu giáo của cô Raynor và mẹ tại Bray. Cậu kết thân với cô bé hàng xóm Eleanor (Eileen) Vance. Vì nhà Eileen theo Tin Lành nên cô Dante ngăn cản hai đứa chơi với nhau, cô đe James rằng nếu làm bạn với những ai không theo Công Giáo thì sẽ bị đày xuống hỏa ngục. Lời này phản tác dụng và có lẽ cũng muốn làm ngược lại, hai đứa trẻ lập ra bối cảnh "địa ngục" để chơi với nhau, James đóng vai ác quỷ còn cô bé là "nạn nhân" nằm dưới xe cút kít bị lật, tạo ra những tiếng động đáng sợ. James cũng làm một vở kịch nhỏ về nguyên tội, tự mình vào vai con rắn còn hai đứa em Stannie và Margaret Alice diễn Adam và Eva. Trùng hợp là nhiều năm sau, nhà văn bị bà chủ nhà ở Zürich đặt biệt danh là Ngài Satan vì lúc nào cũng để râu cằm nhọn, dáng đi mạnh mẽ cùng quần áo chỉnh tề.

#### Clongowes Wood (1888–1891)

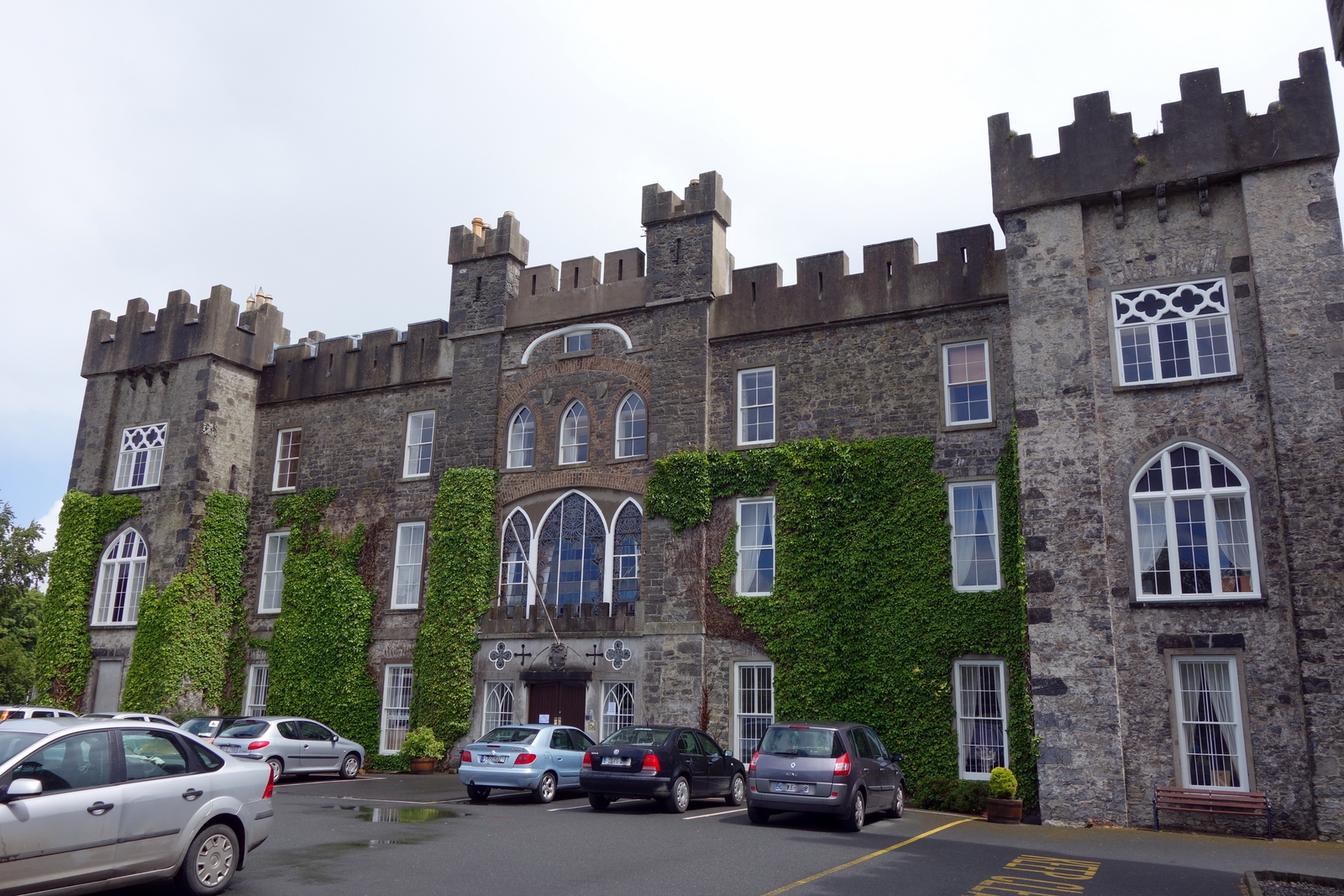
Trường Clongowes Wood ở Sallins, hạt Kildare

Tháng 9 năm 1888, James Joyce nhập trường Clongowes Wood tại thị trấn Sallins (gần thành phố Clane), hạt Kildare. Là trường Công Giáo nội trú do Dòng Tên thành lập năm 1814, với danh tiếng tại Ireland, Clongowes Wood có vẻ là lựa chọn hoàn hảo mà cha mẹ James muốn biến con trai mình thành một quý ông thực thụ. Học phí 25 bảng một năm nằm trong khả năng gia đình chi trả một cách dễ dàng. Ở trường, James được học tiếng Anh, toán, tiếng Latinh và tôn giáo, Cách học cơ bản là học thuộc lòng qua sách giáo lý dưới dạng vấn đáp. Cấu trúc giáo lý vấn đáp chính là khung sườn chương Ithaca trong tiểu thuyết Ulysses. Với trí nhớ phi thường, Joyce nhanh chóng đứng đầu lớp, gây ấn tượng với hiệu trưởng là Cha Conmee. Bạn học thì không hiểu được trí thông minh của Joyce và chỉ thấy cậu lầm lì, yếu đuối. Thực ra Joyce bị lũ bạn học là con cái giới thượng lưu dọa nạt. Để không bị khinh thường, trong A Portrait of the Artist as a Young Man, nhân vật Stephan Dedalus nói dối rằng cha mình là quý ông thượng lưu còn chú bác mình là thẩm phán và tướng quân. Ngày 21 tháng 4 năm 1889, cậu bé lần đầu tiên dự Tiệc Thánh, sự kiện quan trọng đối với đời sống tâm linh người Công Giáo. Giáo dục tôn giáo được tăng cường bằng cách thường xuyên dự lễ cũng như phải kỷ luật nghiêm ngặt trong trường. Có "Sách trừng phạt" để ghi lại lỗi học trò như quên sách vở, đi giày bẩn và nói tục là điều khiến Joyce có vẻ rất thích thú. Năm 10 tuổi, Joyce lấy tên Thánh Aloysius Gonzaga (Thánh bảo trợ giới trẻ và quý tộc) làm tên đệm nhưng không bao giờ dùng tới.
Tại Clongowes Wood, James Joyce cảm thấy xa lạ và cô đơn, như những trang đầu của cuốn tự truyện Portrait:
| “                                                           | Tất cả bọn chúng đang hò hét và các cha quản giáo kêu gào thúc giục chúng chơi bóng. [...] Cậu không di chuyển khỏi vị trí đang ở ngoài tầm quan sát của cha quản giáo và ngoài khu vực va chạm với những cẳng chân thô ráp, thi thoảng cậu giả vờ di chuyển. Cậu cảm thấy mình thật nhỏ bé và yếu đuối giữa đám đông những cầu thủ còn đôi mắt cậu thật mệt mỏi và đẫm nước.Nguyên vănAll were shouting and the prefects urged them on with strong cries. [...] He kept on the fringe of his line, out of sight of his prefect, out of the reach of the rude feet, feigning to run now and then. He felt his body small and weak amid the throng of players and his eyes were weak and watery. | ” |
| — Bản dịch Chân dung một chàng trai trẻ của Nguyễn Thế Vinh | |   |

Trong các môn thể thao, cậu chỉ thích chạy và cricket, đến tận khi trưởng thành, Joyce vẫn còn thích cricket. Trong các kỳ lễ của trường, Joyce tham gia diễn nhiều vở kịch khác nhau. Qua sách giáo khoa, Joyce được tiếp xúc với lịch sử cổ đại, thần thoại Hi Lạp-La Mã (lần đầu tiên biết về Ulysses) và những tác phẩm như Bá tước Monte Cristo hay thơ Byron. Có lần bị Cha Daly trừng phạt không công bằng trước cả lớp vì làm vỡ kính không cho học nữa, Joyce trở thành anh hùng trong mắt các bạn khi can đảm kể hết cho hiệu trưởng Cha Conmee. Cậu không được tận hưởng việc này lâu vì phải thôi học vào mùa thu năm 1891 do cha mẹ gặp khó khăn tài chính nên không thể trả nổi học phí, và cũng có thể do sức khỏe cậu không tốt.

#### Tự học (1891–1893)

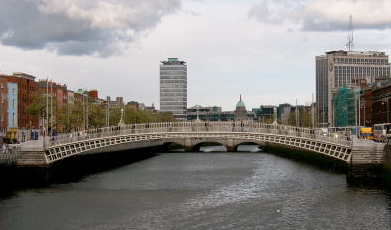
Sông Liffey, Dublin

Liên quan đến bê bối ngoại tình và bị Giáo hội Công Giáo cùng xã hội Ireland tẩy chay, Charles Stewart Parnell qua đời vào ngày 6 tháng 10 năm 1891. Khi ấy, cậu bé James Joyce mới 9 tuổi đã sáng tác một bài thơ Et Tu, Healy (Còn ngươi, Healy) để tố cáo Timothy Healy, kẻ đã phản bội Parnell. John Stanislaus ấn tượng với bài thơ của con trai đến mức đã cho in, phát cho bạn bè, thậm chí còn gửi cho cả Thư viện Vatican nhưng hiện nay không còn giữ được bản sao nào của tác phẩm "đầu tay" này. Sự sụp đổ của Parnell không chỉ làm John chìm vào thất vọng mà còn ảnh hưởng trực tiếp đến sự nghiệp của ông. Tên ông xuất hiện trong danh sách những con nợ phá sản trên tờ Stubbs Weekly Gazette và Perry's Gazette. Ông bị mất chức và buộc phải nghỉ hưu sớm. Buông thả theo số phận, ông ngày càng nghiện rượu, bộc phát bạo lực trước mặt vợ (thậm chí có lần định bóp cổ vợ) và các con. Gia đình Joyce buộc phải chuyển đến Blackrock (ngoại ô Dublin) và đổi nhà liên tục trong thời gian rất ngắn, cuối cùng về lại thủ đô.
Chi tiết về giai đoạn này của James không rõ ràng. James tự học ở nhà trong khi các em vẫn tiếp tục đến trường. Cậu làm thơ và bắt đầu viết tiểu thuyết với bạn hàng xóm. Thường xuyên dạo chơi trên đường phố Dublin, ghi nhớ toàn bộ kiến trúc thành phố, quan sát cuộc sống đa dạng của mọi người, Joyce có được nguồn cảm hứng vô tận cho các sáng tác mai sau. "Tượng đài" quan trọng nhất của thành phố là dòng sông Liffey thường được thần thánh hóa trong văn của Joyce và trở thành nét chủ đạo trong tiểu thuyết Finnegans Wake. Từ tháng 1 đến tháng 3 năm 1893, James và Stannie theo học trường O'Connell ở North Richmond dành cho các gia đình có hoàn cảnh khó khăn, về sau nhà văn cố gắng xóa bỏ chi tiết này trong tiểu sử mình. Cha của James bất ngờ gặp lại Cha Conmee chuyển từ Clongowes Wood tới Dublin, James Joyce được học miễn phí tại trường Belvedere College mới của Dòng Tên.

#### Belvedere College (1893–1898)
Belvedere College không phải trường nội trú nên học sinh hoàn toàn tự do vào buổi chiều và buổi tối. Chương trình học dành riêng cho giáo dục Công Giáo. Ngoài tôn giáo, toán học, ba ngoại ngữ (tiếng Latinh, tiếng Pháp, tiếng Ý), Joyce còn thích học tiếng Anh và văn học Anh, thầy George Dempsey sớm nhận thấy cậu học trò này là "cậu bé với vô số ý tưởng trong đầu". Môn ngữ văn tại Belvedere College không chỉ chú trọng từ nguyên học hoặc ngữ pháp, mà còn phát triển kỹ thuật dịch, chuyển ngữ trung thành với văn bản ngoại ngữ gốc. Kevin Sullivan nêu bật vai trò kỷ luật Dòng Tên trong việc hình thành nghệ sĩ ngôn từ trong Joyce, nhà văn bị cuốn hút, thậm chí ám ảnh về khả năng biến đổi của động từ.
Là học sinh ưu tú gương mẫu, James Joyce nhận học bổng và được bầu làm nhóm trưởng Hội tương tế Đức Mẹ Đồng Trinh Maria (Sodality of the Blessed Virgin Mary) trong trường. Chịu ảnh hưởng đặc biệt từ thơ Byron, Ferguson và Yeats, Joyce đã viết loạt phác thảo Silhouettes (Hình bóng) và tập thơ Moods (Tâm trạng). Theo Costello, đọc Lịch sử Florence của Machiavelli đã đưa Joyce đến nhìn ra bản chất bản sắc văn hóa thành phố quê hương Dublin. Tuy nhiên, ở mặt bí mật của tuổi đang lớn, cậu thiếu niên có những ham muốn xác thịt. Cậu tán tỉnh một cô hầu gái trẻ và quan hệ lăng nhăng với gái làng chơi. Mặc cảm tội lỗi được khắc họa qua cuộc trốn chạy ban đêm trong tiểu thuyết A Portrait of the Artist as a Young Man. Joyce hối hận, cảm thấy mình đã phản bội lý tưởng Công Giáo. Bài giảng nóng cháy của hiệu trưởng về cuộc đời Thánh Phanxicô Xaviê một lần nữa làm dấy lên trong chàng thanh niên nỗi sợ hãi sự đoán phạt của Thượng Đế. Trong vài tháng, James Joyce nỗ lực không mệt mỏi để lấy lại lòng yêu kính đối với Kitô giáo. Về sau, ông đã gọi một cách hài hước mỗi hành động sùng bái của mình khi ấy đều là một giao dịch thiên thượng:
| “                                                           | Cuộc đời cậu có vẻ như đã được kéo về gần với sự bất diệt: mọi suy nghĩ, lời nói, và hành động, ý thức có thể chuyển động lung linh trên thiên đường. Đôi khi cảm giác của cậu về những ảnh hưởng trực tiếp này rõ ràng, sinh động đến mức cậu dường như cảm giác được linh hồn mình đã hiến dâng, rõ như những ngón tay ấn vào bàn phím của máy gửi tiền để xem số tiền chi tiêu trên thiên đường, không giống như một con số mà giống như một cột hương trầm mỏng manh hay là một bông hoa mảnh mai.Nguyên vănHis life seemed to have drawn near to eternity; every thought, word and deed, every instance of consciousness could be made to revibrate radiantly in heaven: and at times his sense of such immediate repercussion was so lively that he seemed to feel his soul in devotion pressing like fingers the keyboard of a great cash register and to see the amount of his purchase start forth immediately in heaven, not as a number but as a frail column of incense or as a slender flower. | ” |
| — Bản dịch Chân dung một chàng trai trẻ của Nguyễn Thế Vinh | |   |

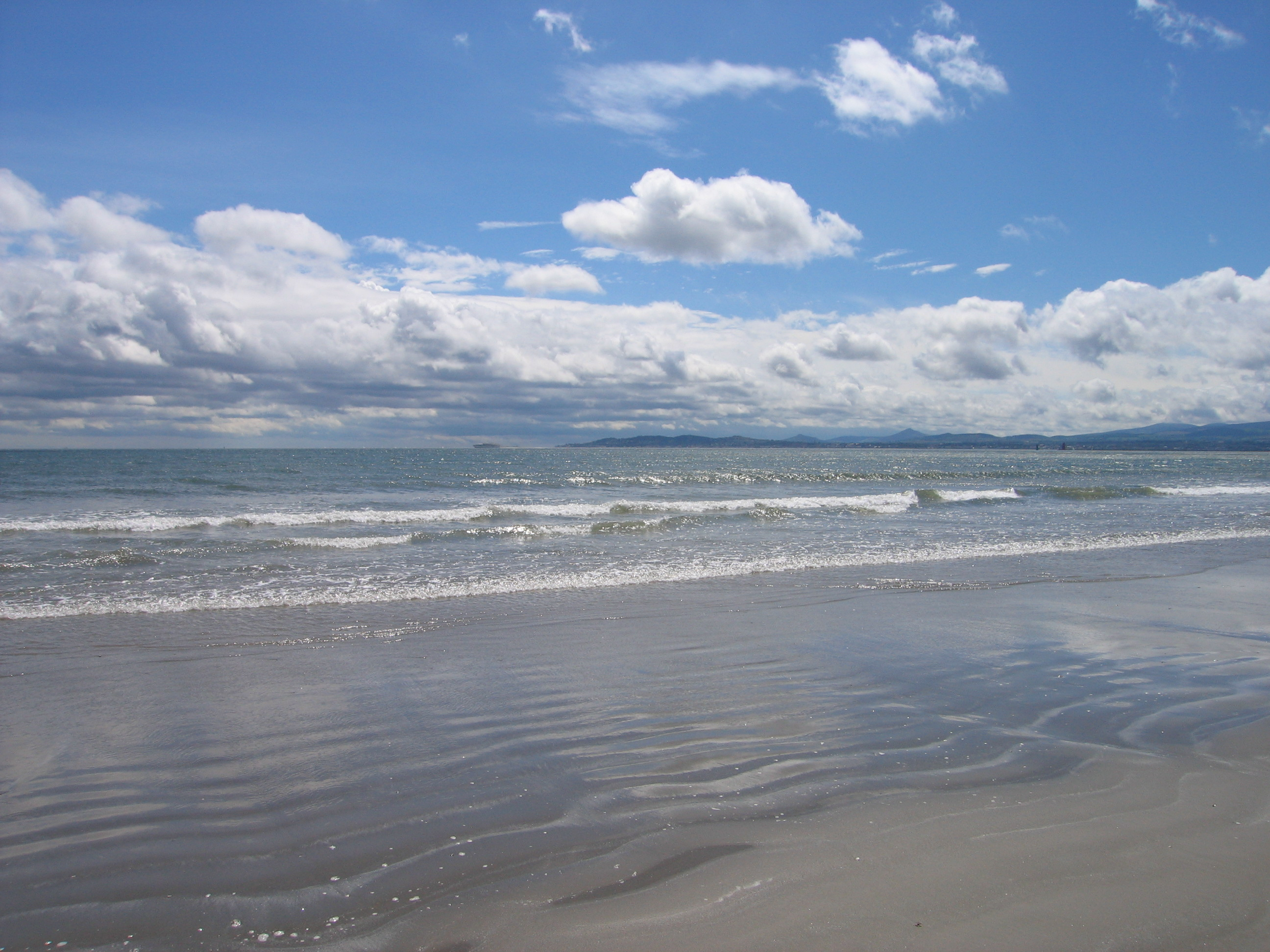
Bãi biển Dollymount Strand, nơi thiên thần đẹp đẽ hiển linh trong tiểu thuyết tự truyện A Portrait of the Artist as a Young Man

Dù cố gắng ngoan đạo, việc xa rời học thuyết Công Giáo là không thể đảo ngược, Joyce coi tín ngưỡng mới của mình là nghệ thuật, nơi ông cống hiến cả phần đời còn lại. Trong A Portrait of the Artist as a Young Man, Stephen Dedalus đã nhìn thấy một thị kiến (hay "epiphany - hiển linh" như lời nhà văn) trên bãi biển Dollymount Strand với hình ảnh cô gái đẹp chết người, tóc đen dài nữ tính chơi đùa trong làn nước. Hình ảnh lôi cuốn, khêu gợi như đối lập với sự dịu dàng thuần khiết của Đức Mẹ Đồng Trinh, trở thành biểu tượng kêu gọi đến với nghệ thuật. Lời của Stephen "Sống, phạm sai lầm, vấp ngã, chiến thắng và làm lại cuộc đời!" dường như là phát ngôn của một James Joyce trưởng thành.

#### Những năm đại học (1898–1902)

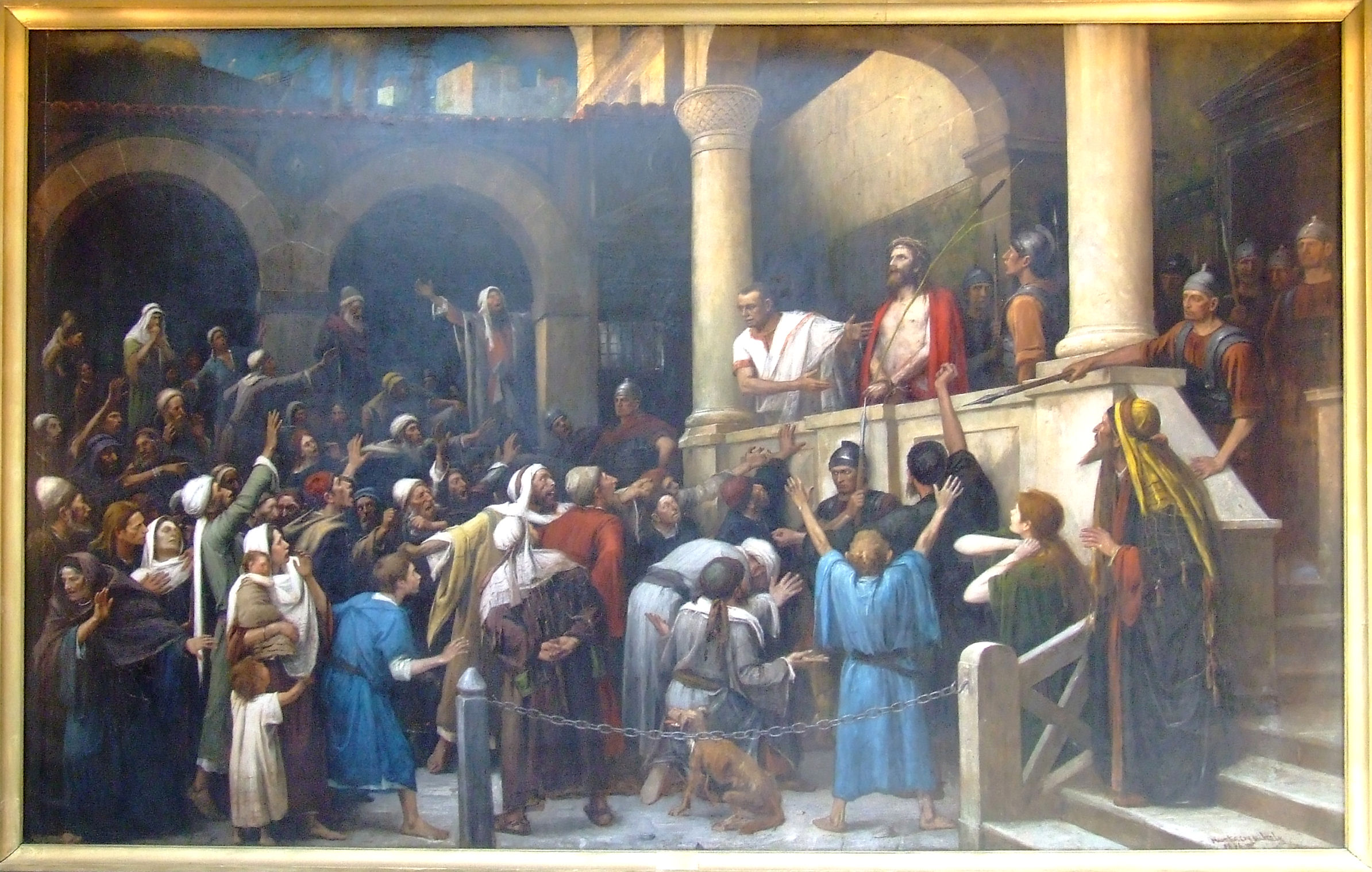
Ecce Homo của Mihály Munkácsy. Dựa trên bức họa Hungary này, James Joyce có bài phân tích phê phán xã hội Ireland khi còn là sinh viên.

Mùa thu năm 1898, James Joyce vào Đại học Cao đẳng Dublin (University College Dublin - UCD), tập trung học các ngôn ngữ hiện đại (tiếng Anh, Pháp, Ý). Năm nhất đại học, Joyce đọc các tác phẩm của Carlyle, Macaulay, Ruskin, d'Annunzio, Sudermann, Dante, Zola, Blake và Turgenev. Thích sân khấu, Joyce sáng tác vài vở kịch (nay không còn) trong đó có My Brilliant Career (Sự nghiệp rực rỡ của tôi) và coi đó là "tác phẩm thực sự đầu tiên trong đời tôi". Tuy nhiên, tác phẩm nói trên cùng tập thơ Shine and Dark (Sáng tối) bị nhà phê bình William Archer từ chối không được xuất bản. Mặc dù nhìn ra tài năng tuyệt vời của chàng sinh viên trẻ, Archer khuyên Joyce chưa vội ra mắt. Một ảnh hưởng đáng chú ý với Joyce đến từ nhà viết kịch người Na Uy Henrik Ibsen, người dung hòa các trào lưu văn học đương thời là chủ nghĩa hiện thực và chủ nghĩa tượng trưng qua các tác phẩm của mình. Năm 1900, Joyce viết cho tạp chí Fortnightly Review bài đánh giá khen ngợi vở kịch Når vi døde vaagner (Khi kẻ chết chúng ta thức tỉnh) của Ibsen. Ấn tượng về bài phê bình, Ibsen bày tỏ lòng ngưỡng mộ khi gửi cho chàng sinh viên 19 tuổi một lá thư tiếng Na Uy. Joyce cũng phúc đáp cảm ơn lại. Joyce viết nhiều bài báo phê bình văn học-nghệ thuật, thường qua đó bày tỏ thái độ bất đồng chính kiến của mình. Từ bức tranh Ecce Homo của Mihály Munkácsy, Joyce tố cáo xã hội giả hình, rập khuôn tôn giáo và thấp hèn vì đã tẩy chay Parnell giống như dân Do Thái khước từ Chúa Giêsu. Joyce ủng hộ Yeats khi vở kịch The Countess Cathleen (Nữ bá tước Cathleen) bị cáo buộc là dị giáo. Bạn học thời sinh viên của Joyce về sau trở thành những trí thức nổi bật có thể kể đến như John Francis Byrne, Thomas Kettle, Constantine Curran, Francis Skeffington và George Clancy, những người trở thành hình mẫu cho các nhân vật trong tác phẩm của Joyce. Tham gia Hiệp hội Văn học và Lịch sử (Literary and Historical Society) ở Dublin, tại đó Joyce có chuyên luận Drama and Life (Kịch và đời) thành công rực rỡ ngày 20 tháng 1 năm 1900. Càng ngày càng đam mê nghệ thuật và viết lách khiến Joyce không tập trung học được rồi nhận điểm thi kém. Trong khoảng thời gian đó, gia đình Joyce gặp cảnh thiếu thốn trầm trọng, nguồn thu nhập duy nhất là tiền trợ cấp của John Stanislaus. James Joyce chỉ về nhà vào ban đêm, thường sẽ ngồi lại Thư viện Quốc gia cho đến 10 giờ tối. Thomas Kettle nhớ lại về Joyce "ương bướng, khó tính, mê đắm nghịch lý elf... thể hiện tinh thần văn học".

### Trưởng thành và sự nghiệp

#### Khởi đầu xuất ngoại (1902–1904)
Ra trường với điểm số trung bình nên không thể kiếm được việc liên quan, Joyce quyết định theo học ngành khác là y khoa nhưng không phải ở Dublin mà là Paris. Lady Gregory trả tiền cho Joyce sang Paris, bà là nhà viết kịch, nghiên cứu văn hóa dân gian và bảo trợ nhiệt thành cho văn hóa Ireland. Cũng trong năm 1902, Joyce gặp gỡ hai nhân vật văn chương quan trọng: nhà huyền bí học George Russell và nhà thơ William Butler Yeats. Ấn tượng với khả năng thiên tài của chàng trai trẻ, cả Lady Gregory lẫn Russell hay Yeats đều cố gắng bỏ qua cách cư xử thô lỗ và thái độ kiêu ngạo thái quá của Joyce. Russell nói Joyce "cao ngạo như Lucifer". Bạn của Yeats là nhà thơ Arthur Symons miêu tả ông là "sự tổng hợp kỳ dị giữa thiên tài nham hiểm và tài năng bất ổn".
Ở Paris, Joyce phải chịu thiếu thốn đủ điều về vật chất, bị đói, chịu rét và thiếu mặc. Ông nghỉ học một thời gian ngắn và làm gia sư tiếng Anh để tự trang trải cuộc sống. Ông thường xuyên đến Thư viện Quốc gia Pháp và Thư viện Sainte-Geneviève. Tiểu thuyết Les Lauriers sont coupés (Cây nguyệt quế bị cắt) của Édouard Dujardin giúp ông khám phá kỹ thuật văn học mới độc thoại nội tâm, về sau được hoàn thiện trong các tác phẩm thông qua dòng ý thức và giúp Joyce nổi tiếng. Đồng thời, Joyce viết truyện về những khải thị mà các nhân vật chính nhận được (epiphany - hiển linh), qua đó bày tỏ cách nhìn nhận bản thân và thế giới hoàn toàn mới, đây là những mở đầu cho tập truyện Dubliners. Ngày 10 tháng 4 năm 1903, nhận được tin mẹ sắp qua đời, ông trở về Dublin.
Bị xơ gan nặng (hoặc ung thư như quan điểm một số nhà tiểu sử), Mary Jane Joyce bất động đợi con mình về. Bà khuyên con trai quay về nhà thờ xưng tội, hiệp thông trở lại nhưng Joyce từ chối. Ngày 13 tháng 8 năm 1903, bà qua đời sau vài giờ hôn mê, cả gia đình quỳ quanh bà để cầu nguyện, ngoại trừ hai anh em James và Stannie là những người đã bỏ đạo. Dù thể hiện là mình theo chủ nghĩa khắc kỷ, cái chết của người mẹ đã tác động lớn đến nhà văn. Khoảng thời gian kế tiếp ở Dublin, Joyce đến với rượu như cha mình, hoàn toàn chìm đắm trong các quán rượu say xỉn cùng với Oliver Gogarty. Một lần say rượu, ông bị một người lính đánh cho nhừ tử do hiểu lầm ở St Stephen's Green Park, may được người quen của cha là Alfred H. Hunter đưa về trị thương. Hunter bị cả Dublin đồn đại là người Do Thái có cô vợ lăng loàn, trở nên hình mẫu cho nhân vật Leopold Bloom trong Ulysses. Còn bản thân Gogarty trở thành Buck Mulligan qua cách thức hư cấu gợi lại tình tiết đáng xấu hổ:
| “                               | — Ồ, đêm ở đại sảnh Camden, khi các cô con gái của Erin phải vén váy để bước qua người anh lúc anh đang lăn trên bãi nôn nhiều màu, nhầy nhụa, nhớp nháp! — Đứa con trai ngây thơ nhất của Erin, Stephen nói, đó là người mà họ vén váy lên cho xem đấy.Nguyên văn— O, the night in the Camden hall when the daughters of Erin had to lift their skirts to step over you as you lay in your mulberrycoloured, multicoloured, multitudinous vomit! — The most innocent son of Erin, Stephen said, for whom they ever lifted them. | ” |
| — Trích trong Ulysses, tạm dịch | |   |

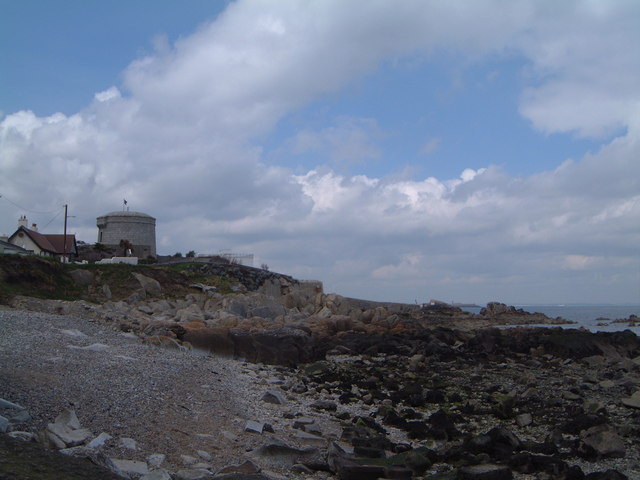
Tháp pháo đài ven sông Dublin, nơi Joyce ở sáu ngày với Gogarty, tháng 9 năm 1904

Tháng 1 năm 1904, được em trai Stannie gợi ý, Joyce thử gửi tự truyện ngắn với tựa đề A Portrait of the Artist (Chân dung nghệ sĩ) cho tạp chí Dana. Tác phẩm đánh dấu sự trưởng thành cây bút lại bị tòa soạn từ chối, ông quyết định dùng nó để viết tiểu thuyết Stephen Hero. Tuy nhiên, bản thảo gần nghìn trang này cũng bị bỏ lại và chỉ được xuất bản sau khi Joyce qua đời, còn nội dung chính được chuyển tải thành tiểu thuyết A Portrait of the Artist as a Young Man năm 1916. Ngày 10 tháng 6 năm 1904, Joyce gặp vợ tương lai là Nora Barnacle đang giúp việc tại khách sạn Finn. Ngày 16 tháng 6, họ lần đầu hẹn hò, ngày này về sau đi vào lịch sử văn học, trở thành ngày kỷ niệm Bloomsday của tác phẩm Ulysses. Cuộc sống những tháng cuối cùng ở Dublin trở nên khó khăn hơn, ông phải vay mượn bạn bè và làm thầy giáo bán thời gian tại một trường tư thục. Với chất giọng nam cao thiên phú, Joyce thậm chí còn ghi danh tham dự lễ hội âm nhạc Ireland Feis Ceoil, nhưng kết quả chỉ dành được huy chương đồng do không thể (và từ chối) đối mặt với thử thách "hát theo nốt nhạc". Cảnh nhà lộn xộn túng thiếu vì người cha say xỉn, Joyce chuyển ra thuê nhà của gia đình McKernan. Ngày 9 tháng 9, Joyce đến sống cùng Oliver Gogarty và Dermot Chenevix Trench trong tháp pháo đài ở Sandycove ven sông Dublin. Vào lúc nửa đêm sáu ngày sau, Joyce đột ngột chạy khỏi tháp, đoạn tuyệt với Gogarty mãi mãi. Ông tuyên bố Gogarty và Trench đã dàn dựng để chơi khăm mình khi dùng súng bắn lung tung trong phòng vào con báo do họ tưởng tượng ra, khiến kệ sách cùng xoong nồi đổ xuống người Joyce. Quá sốc trước màn náo động này nên ông mới bỏ đi vào giờ khuya đó. Ngày 8 tháng 10, Joyce rời Ireland lần thứ hai cùng với bạn gái Nora. Gia đình vẫn chưa biết gì về mối quan hệ của hai người nên trong khi Joyce tạm biệt người nhà tại bến tầu North Wall Quay thì Nora tẽ riêng lên tàu để tránh thu hút sự chú ý từ John Stanislaus.

#### Bên bờ Adriatic (1904–1909)
Ngày 11 tháng 10 năm 1904, James Joyce đến Zürich theo thư xác nhận được nhận vào dạy tiếng tại trường Berlitz. Hóa ra chỉ là nhầm lẫn nhưng giám đốc Zürich giới thiệu cho Joyce vị trí tương tự còn trống ở Trieste. Nhưng cũng bị từ chối ở đó, Joyce cuối cùng có được công việc ở trường Berlitz mới thành lập tại Pula trên bán đảo Istria. Cả Trieste (nay thuộc Ý) lẫn Pula (nay thuộc Croatia) khi ấy đều thuộc Đế quốc Áo-Hung, cư dân chủ yếu là người Ý, người Croat và người Sloven. Joyce cảm thấy Pula thật buồn tẻ trì trệ, mô tả nó "Siberia hẻo lánh [...] toàn thủy thủ quân phục bạc phếch", đầy dẫy "những người Slav ngu dốt đội mũ đỏ bé tí và mặc quần chẽn rộng thùng thình". Phương ngữ Ý tại đây gây khó cho nhà văn vốn chỉ quen với ngôn ngữ văn học kinh điển của Dante. Cú sốc văn hóa với Nora còn mạnh mẽ hơn vì không thích ứng được lối sống Địa Trung Hải. Tháng 3 năm 1905 xảy ra vụ bê bối gián điệp khiến chính quyền trục xuất tất cả người nước ngoài khỏi thành phố. Joyce đến Trieste, tiếp tục dạy tiếng Anh. Trước đó, ông chủ yếu dạy cho tầng lớp sĩ quan Áo-Hung thì giờ đây có thể có các sinh viên riêng hay cá nhân dân sự. Học trò nổi tiếng của Joyce có thể nhắc đến Ettore Schmitz người Do Thái (bút danh Italo Svevo) là nhà văn Ý hiện đại; hai người gặp nhau năm 1907 và trở thành bạn bè. Svevo giới thiệu văn hóa Do Thái cho Joyce và cô vợ anh Livia tóc dài chính là hình mẫu cho nhân vật Anna Livia Plurabelle trong Finnegans Wake. Philippe Soupault xác định "giai đoạn Trieste" là quan trọng nhất với cuộc đời Joyce, bản thân nhà văn cũng gọi thành phố mới này là "La nostra bella Trieste" (Trieste xinh đẹp của chúng ta). Khi ấy, Trieste có nhiều nét chung với Dublin như đều là cảng do nước ngoài nắm giữ, văn hóa sôi nổi sống động, âm nhạc, kịch hát và chuyện hài hước phong phú. Joyce thường ghé nhà hát Teatro Verdi thưởng thức các tác phẩm của Verdi, Bellini, Donizetti hay kịch Sudermann, Roberto Bracco, Strindberg và Ibsen. Ban đêm, ông thường lui tới các quán bar, nơi tiếp xúc đồng hóa những ý tưởng Chủ nghĩa xã hội liên quan đến tự do kinh tế, chủ nghĩa hòa bình và tránh xung đột chủ nghĩa dân tộc. Dù theo thuyết bất khả tri, ông vẫn thường đi lễ nhà thờ Chính thống giáo và Công giáo ở Trieste.
| “                                      | Tuy từ bỏ đức tin, Joyce vẫn còn bị tôn giáo ám ảnh sâu sắc. Chủ nghĩa chính thống trước kia hiện diện trong hầu hết các tác phẩm của Joyce thông qua những huyền thại cá nhân hay sự kiên trì phạm thượng thể hiện một tình cảm gắn bó ràng buộc.Nguyên vănTuttavia, abbandonata la fede, l’ossessione religiosa non abbandona Joyce. Presenze della passata ortodossia riemergono continuamente in tutta la sua opera, sotto forma di mitologia personalissima e di accanimenti blasfematori che a loro modo rivelano permanenze affettive. | ” |
| — Le Poetiche di Joyce của Umberto Eco | |   |

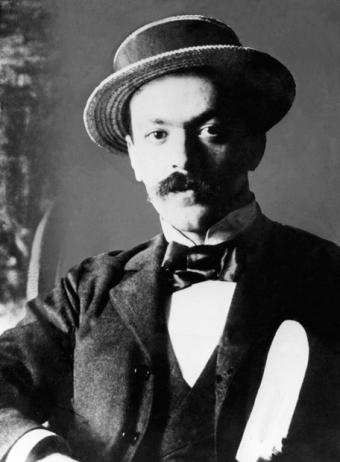
Italo Svevo, người tiên phong của chủ nghĩa hiện đại trong văn học, là bạn thân của James Joyce khi ở Trieste

Môi trường giao lưu nhiều nền văn hóa ảnh hưởng lớn đến cách viết của nhà văn. Joyce bị không khí bí ẩn kỳ lạ của phương Đông thu hút từ các vùng như Hy Lạp, Palestine, Ả Rập hoặc Tây Ban Nha, càng đậm nét tại cảng Địa Trung Hải này, như được phản ánh qua hoài niệm thơ ấu ở Gibraltar của nhân vật Molly Bloom trong Ulysses:
| “                               | ...và các cô gái Tây Ban Nha đang cười dưới lớp khăn choàng và cài lược cao và các phiên đấu giá buổi sáng của dânHy Lạp, Do Thái và Ả Rập và [...] đường Duke và chợ gà ồn ã bên ngoài Larby Sharons và những chú lừa tội nghiệp ngủ gật và [...] những bánh xe bò to và lâu đài cổ hàng nghìn năm tuổi vâng và những người Moor đẹp trai khoác áo và choàng khăn trắng như những vị vua mời anh vào ngồi trong cửa hiệu tí hon của họ và [...] những cây vả trong vườn Alameda vâng và tất cả những con đường nhỏ kỳ lạ và những ngôi nhà màu hồng, lam, vàng và vườn hồng, nhài, phong lữ và xương rồng... Nguyên văn...and the Spanish girls laughing in their shawls and their tall combs and the auctions in the morning the Greeks and the jews and the Arabs and [...] Duke street and the fowl market all clucking outside Larby Sharons and the poor donkeys slipping half asleep and [...] the big wheels of the carts of the bulls and the old castle thousands of years old yes and those handsome Moors all in white and turbans like kings asking you to sit down in their little bit of a shop and [...] the figtrees in the Alameda gardens yes and all the queer little streets and pink and blue and yellow houses and the rosegardens and the jessamine and geraniums and cactuses... | ” |
| — Trích trong Ulysses, tạm dịch | |   |

Đồng thời, Joyce học phương ngữ Triestino bản địa kết hợp nhiều yếu tố từ các ngôn ngữ thiểu số tại đó như tiếng Armenia, tiếng Anh, tiếng Tây Ban Nha, tiếng Thổ Nhĩ Kỳ, tiếng Sicilia, tiếng Đức, tiếng Croatia, tiếng Slovene, tiếng Séc và tiếng Hy Lạp. Sự pha trộn ngôn ngữ này là cảm hứng cho ông thử nghiệm bằng tiếng Anh trong Finnegans Wake mà John McCourt coi là sự nâng cao phóng đại của phương ngữ nói ở Trieste. Ví dụ, gió Bora được mô tả độc đáo qua một loạt hỗn hợp từ ngữ gợi hình ảnh ngày tận thế tham chiếu ngôn ngữ, văn học và thần thoại.
| "...the Boraborayellers, blohablasting tegolhutsa up to tettiesb and ruching sleets off the coppeehouses, playing ragnowrockc rignewreck, with an irritant, penetrant, siphonopterousd spuke"                                     | "Borabora la hét, thổi bay qua những ngôi nhà mái ngói, giật tung cửa các quán cà phê, chơi đùa phá hủy như Ragnarök, với con ma có cánh hình ống xuyên qua, khó chịu" |
| Finnegans Wake | (tạm dịch từ ngữ) |
| a tegola (tiếng Ý)= ngói b hai từ ghép tetti (tiếng Ý) = mái nhà và tatter (tiếng Anh) = giẻ rách c Ragnarök = (thần thoại Bắc Âu) khải huyền d sífon (tiếng Hy Lạp) = ống + pterón (tiếng Hy Lạp) = cánh e spuk (tiếng Đức) = ma | |

Khi ấy, Nora đang mang thai lại phải chịu đựng khí hậu nóng bức và món ăn Ý nên mệt mỏi, thường chỉ nằm cả ngày trên giường. Mối quan hệ "gia đình" được Joyce đưa ngay vào trong tác phẩm Dubliners, những cặp đôi bất hạnh, phản bội, không hiểu nhau là chủ đề gắn kết cả tập truyện. Ngày 27 tháng 7 năm 1905, Nora sinh con trai đầu lòng Giorgio, hai người tuyên bố đã kết hôn để con sinh ra là hợp pháp. Ông cố thuyết phục em trai Stannie cùng chuyển đến Trieste, hứa hẹn về cuộc sống đủ đầy khi làm giáo viên tại trường Berlitz. Trên thực tế, ông chỉ muốn lợi dụng em trai để có thể giúp đỡ thêm cho đời sống nghệ sĩ phóng túng của mình được dễ dàng hơn. Quan hệ với Stannie lúc ở Trieste ngày càng căng thẳng, đặc biệt là do lối sống hoang phí và phù phiếm của Joyce. Ngày 30 tháng 7 năm 1906, James cùng Nora rời Trieste đến Roma sống, Joyce làm việc tại ngân hàng. Công việc mới mệt mỏi mà không có nhiều tiền nên cả hai quay lại bờ biển Adriatic vào tháng 3 năm 1907 với bộ dạng "gần như ốm yếu và nghèo khổ như những người nhập cư Ý". Hè 1907, Joyce bị sốt thấp khớp, phải nằm viện một tháng và thêm ba tháng ở nhà để bình phục. Đứa con thứ hai Lucia chào đời ngày 27 tháng 7 năm 1907 trong nhà đỡ cho người nghèo, "gần như nằm trên đường phố".
Dần từ bỏ chủ nghĩa xã hội, Joyce tiếp nhận chủ nghĩa dân tộc và chủ nghĩa phục hồi lãnh thổ, nghiên cứu về đất nước mình cũng như đăng các bài viết về Ireland trên tờ Il Piccolo della Sera. Tháng 5, ông ra mắt tập thơ đầu tay Chamber Music (Nhạc thính phòng) do Elkin Mathews xuất bản. Một giai thoại nổi tiếng cho rằng tiêu đề tập thơ như vậy là do Joyce nghe tiếng động lớn người ta đi tiểu vào bô (chamber pot). Cùng năm, ông hoàn thành tập truyện Dubliners nhưng phải đến năm 1914 mới được xuất bản, trải qua hơn 20 lần bị 15 nhà xuất bản từ chối. Tháng 11 năm 1907, Stannie ghi lại ý định của anh trai mình mở rộng một câu chuyện được viết ở Roma cho đồ sộ hơn, giống như kiểu Peer Gynt cho Dublin, cùng với ảnh hưởng từ Hamlet và Faust. Đó chính là tác phẩm Ulysses chúng ta biết ngày nay.

#### Qua lại Trieste và Dublin (1909–1915)

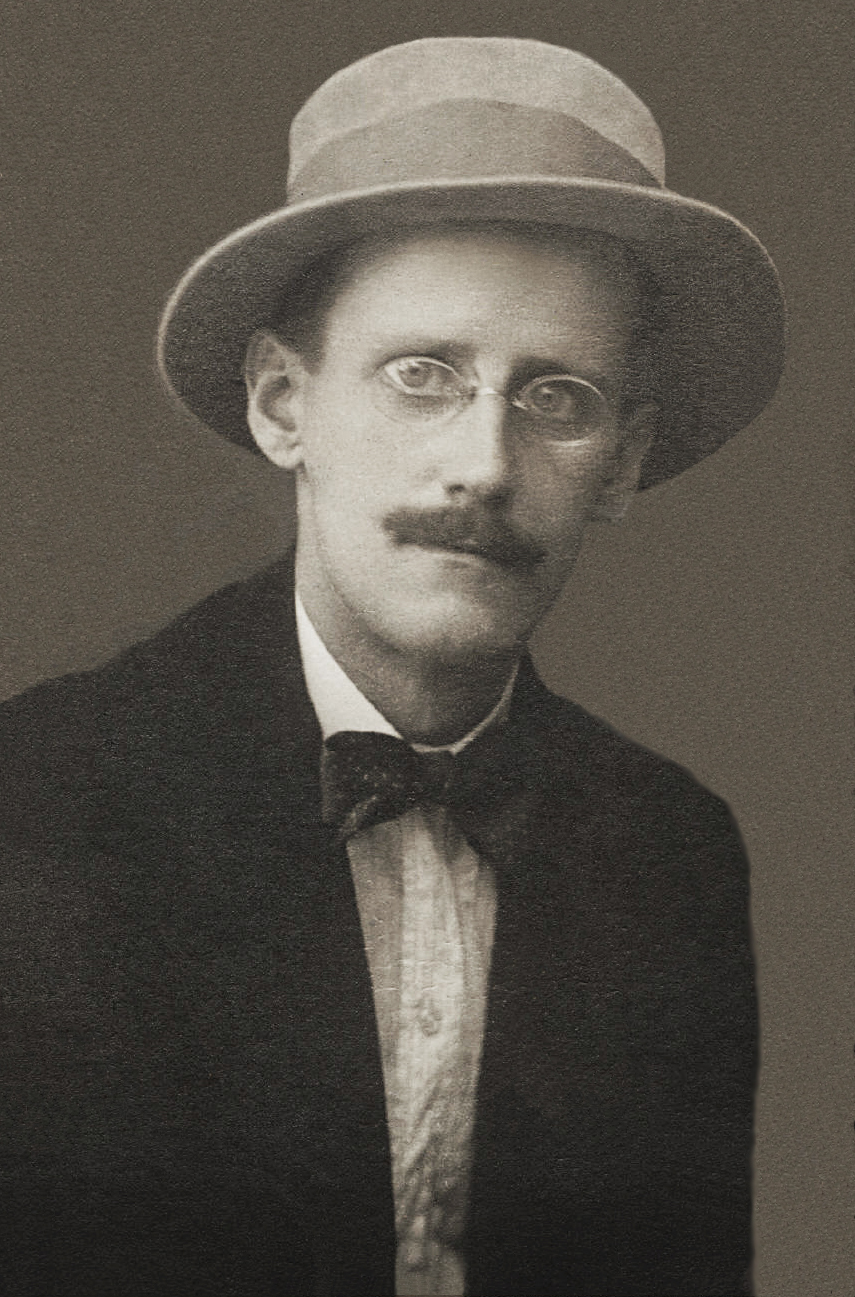
James Joyce 1915

Tháng 8 năm 1909, Joyce về Dublin để xem xét khả năng xuất bản Dubliners tại quê nhà. Nora ở lại Trieste, chỉ có Joyce mang con trai về gặp ông nội. Lần này, nhà văn lại là nạn nhân của trò đùa dở khóc dở cười do những người bạn là Cosgrave và Gogarty gây ra, họ khiến Joyce cho rằng Nora không chung thủy thậm chí đến mức nghi ngờ Giorgio không phải con mình. Trò đùa tác động lớn đến Joyce chỉ khi người bạn John Francis Byrne một mực phủ nhận, cũng như em trai Stannie và chính Nora xác nhận mới khôi phục lại được niềm tin của nhà văn vào vợ mình. Joyce đưa em gái mình là Eva cùng về Trieste nhằm thoát khỏi không khí gia đình u ám tại Ireland. Thích thú những rạp chiếu phim Ý, Eva đã gợi ý cho anh trai mở rạp chiếu phim đầu tiên ở Dublin. Ngày 20 tháng 12 năm 1909, Joyce cùng các cộng sự Ý mở Cinematograph Volta, thoạt đầu có vẻ thành công. Nhưng dấu hiệu bệnh về mắt khiến ông một lần nữa rời Dublin cùng với cô em gái khác là Eileen vào ngày 2 tháng 1 năm 1910. Nằm trong tay các đối tác, Volta chịu lỗ lớn, dẫn đến bị bán đi ngày 14 tháng 6 năm 1910. James Joyce thất vọng về các đối tác vì không kiếm được gì từ 10% như được hứa hẹn, không có khả năng quản lý và kiếm tiền có lẽ di truyền từ người cha. Tuy nhiên, từ chuyến kinh doanh phiêu lưu này, ông đã đưa niềm yêu thích điện ảnh vào Ulysses: các đề mục Aeolus làm giống như tựa phim của cảnh mới hay với kỹ thuật "góc quay" chuyển lấy nét từ điểm này sang điểm khác trong Wandering Rocks để giống như đoạn phim ngắn về Dublin.
Volta thất bại đặt dấu chấm hết cho những tham vọng kinh doanh khác của Joyce, ví như ý định mang vải tuýt Ireland bán vào Trieste. Tình hình vật chất vẫn không ổn định, có thể thấy qua những bài giảng tại Đại học Popolare: "Ireland, Island of Saints and Sages" (Ireland, đảo các thánh và hiền triết) ngày 27 tháng 4 năm 1907 và hai bài "Realism and idealism in English literature" (Chủ nghĩa hiện thực và chủ nghĩa duy tâm trong văn học Anh) tháng 3 năm 1912. Với văn học Anh, ông tập trung chủ yếu vào hai tác gia Daniel Defoe và William Blake tương ứng với nhân vật mà người Ireland coi là đặc trưng Anh Robinson Crusoe hay nhân loại nói chung Albion. Cuối tháng 8 năm 1910, nhà Joyce cùng các em gái chuyển đến căn hộ mới trên đường Via della Barriera Vecchia, ở đó cho đến tháng 9 năm 1912, họ cũng thuê quản gia Maria Kirn. Eileen nhớ lại một kỷ niệm suýt thay đổi thảm khốc sự nghiệp văn học của Joyce. Khi ấy, bị Nora trách chỉ tốn thời gian viết lách, Joyce tức giận đến mức ném bản thảo A Portrait of the Artist as a Young Man vào lửa; may là Eileen và Maria Kirn ngay lập tức lao vào lấy lại được. Tháng 4 năm 1912, ông đến Padua tham gia thi khảo hạch trình độ giáo viên Ý. Dù đạt được điểm số xuất sắc 421/450, ông vẫn không được tuyển dụng vì bộ máy quan liêu cứng nhắc không thừa nhận bằng cấp tương đương của ông tại Ireland.
Hè năm 1912, Nora cùng con gái Lucia đi thăm họ hàng ở Galway, để James Joyce lại Trieste. Nhớ nhung chờ đợi, nhà văn quyết định đến thăm rồi mang Giorgio về Dublin ngày 12 tháng 7. Khi biết Giorgio đã 7 tuổi mà chưa được rửa tội, họ ngoại nhà Joyce đã bí mật tiến hành lễ rửa tội trong nhà tắm. Joyce tận dụng chuyến về quê này để thương lượng lại việc xuất bản Dubliners. Ông sẵn sàng chiều theo ý nhà xuất bản George Roberts bỏ đi truyện An Encounter (Một cuộc gặp) khắc họa nhân vật đồng tính. Nhưng khi phải xác định nghĩa vụ tài chính trong trường hợp xảy ra kiện tụng do việc xuất bản tập truyện, Joyce một lần nữa đành phải từ bỏ dự định in ấn này. Vận rủi chưa hết, cuối tháng 7, chủ nhà gửi giấy không cho ở nữa vì nợ quá nhiều. Joyce đang ở Dublin nên Stannie tìm giúp qua địa chỉ mới tại số 4 via Donato Bramante. Tháng 9, Joyce trở lại Trieste. Đó là chuyến trở về Ireland cuối cùng của Joyce, về sau ngay cả khi cha mình hoặc Yeats mời gọi, ông cũng kiên quyết không trở lại "hòn đảo của các thánh và hiền triết".

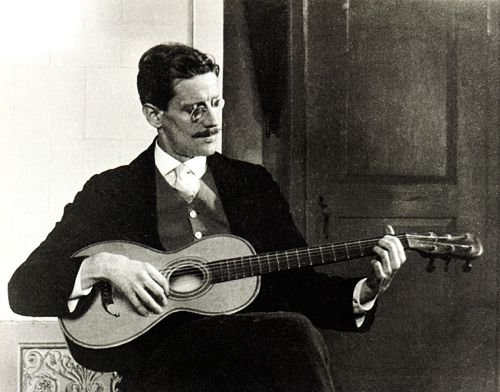
James Joyce năm 1915

Từ năm 1913, Joyce làm giáo viên tại trường trung học Scuola Superiore di Commercio Revoltella đồng thời vẫn dạy gia sư riêng. Trong số học sinh có Amalia Popper được Joyce dành cho tình yêu thuần khiết những năm cuối ở Trieste, cũng là nguồn cảm hứng chính cho nhân vật cô gái trẻ bí ẩn trong tự truyện "thơ tình" bằng văn xuôi Giacomo Joyce. Một số nhà viết tiểu sử còn coi Amalia Popper là nguyên mẫu của nhân vật Molly Bloom. Thủ pháp dòng ý thức được Joyce thể hiện đầu tiên trong A Portrait of the Artist as a Young Man, nhấn mạnh trong Giacomo Joyce và đạt đến toàn mỹ với Ulysses năm 1915. Giữa năm 1914-1915, ông viết kịch Exiles (Tha hương) về mối tình tay ba, lấy cảm hứng từ quan hệ với Nora Barnacle. Vận mệnh văn chương James Joyce thay đổi vào cuối năm 1913, khi một lá thư bất ngờ từ nhà thơ Mỹ Ezra Pound gửi đến mời ông xuất bản tác phẩm trên hai tạp chí bằng "quan hệ không chính thức" là The Egoist và The Cerebralist. Dựa trên thông tin ban đầu từ William Butler Yeats, đến khi nhận được bản thảo A Portrait of the Artist as a Young Man và Dubliners, Pound coi Joyce là nhà văn hiện đại sánh ngang với Henry James, William Henry Hudson hay Joseph Conrad. Ngày 2 tháng 2 năm 1914, A Portrait of the Artist as a Young Man bắt đầu được đăng nhiều kỳ trên tạp chí The Egoist dưới sự bảo trợ của Pound. Cùng năm, cuốn Dubliners được Grant Richards Ltd. ấn hành. Hai ấn phẩm đặt ông vào vị trí trung tâm của làng văn: Arthur Symons ngưỡng mộ chủ nghĩa hiện thực Pháp thể hiện theo nguyên bản kiểu Ireland còn Gerald Gould coi Joyce là "thiên tài". Có một số báo chí như tờ The Times Literary Supplement bất bình với các chủ đề trong Dubliners nhưng hầu hết đều là các đánh giá tích cực. Những thành công ban đầu này của nhà văn sớm bị lu mờ khi Chiến tranh thế giới thứ nhất bùng nổ năm 1914. Giao thông giữa London và Trieste bị chặn lại, các chương cuối Portrait bị trì hoãn xuất bản cho đến tận ngày ngày 1 tháng 9 năm 1915. Ngày 9 tháng 1 năm 1915, em trai Stannie bị Áo-Hung bắt giam suốt cuộc chiến vì quan điểm phục hồi lãnh thổ. Ngày 15 tháng 9 năm 1914, do cảnh sát mật can thiệp, James Joyce bị đình chỉ công việc tại Scuola Revoltella. Ông quyết định lưu vong một lần nữa, lần này là tới Thụy Sĩ.

#### Ở Zürich (1915–1920)

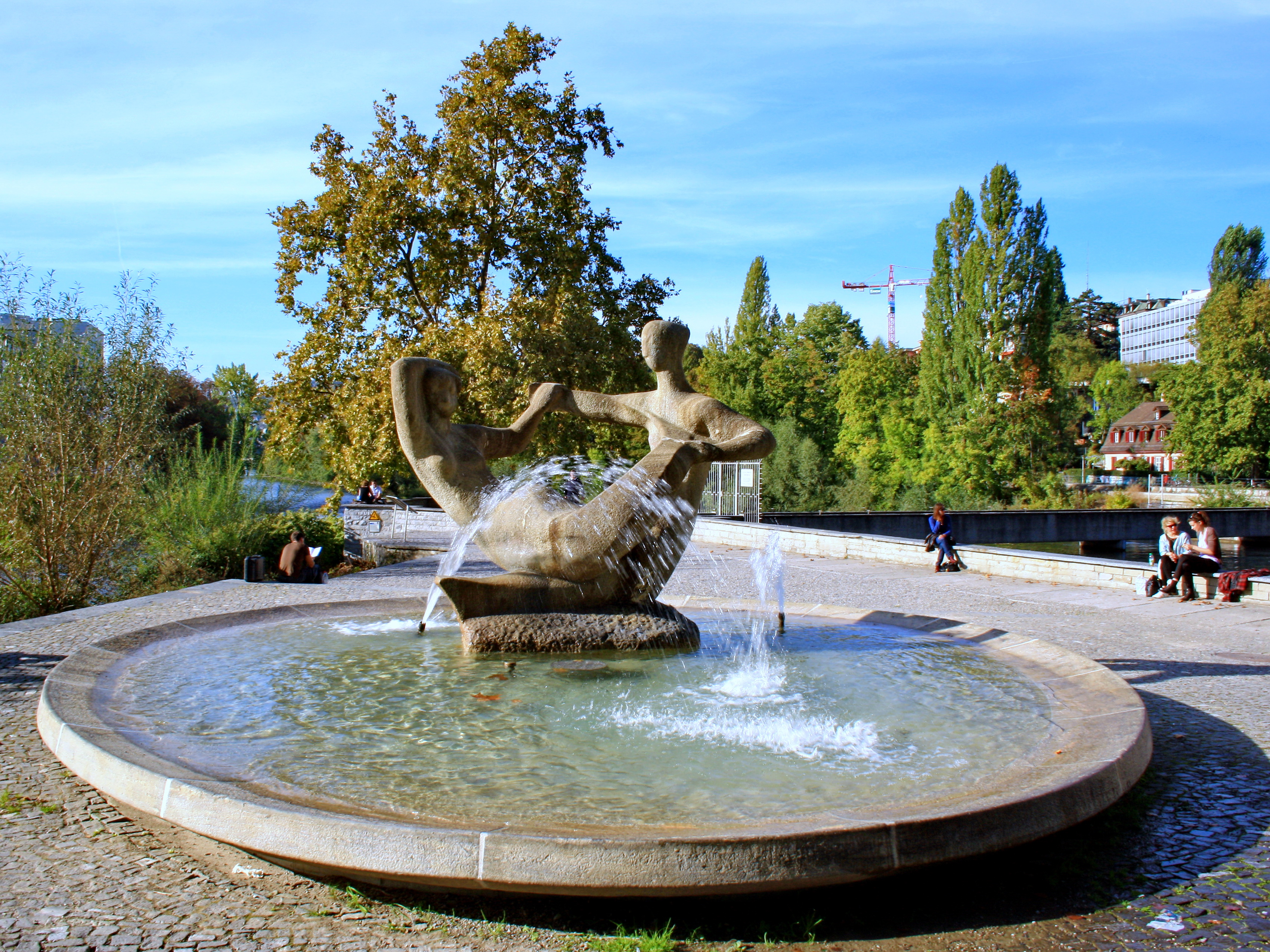
Đài phun nước James-Joyce-Kanzel, công viên Platzspitz, Zürich. James Joyce thường đến nghỉ ngơi thư giãn tại hợp lưu sông Limmat và Sihl.

Ngày 30 tháng 6 năm 1915, James Joyce cùng vợ con chuyển đến Zürich. Hơn bốn năm tại Zürich, gia đình đã bảy lần chuyển địa chỉ. Trong Chiến tranh thế giới thứ nhất, đây là nơi tập trung nhiều người tị nạn và lãnh tụ cách mạng như Tristan Tzara, Marcel Iancu, Carl Jung, Lenin. Ở Zürich, ông kết bạn với Ottocaro Weiss và Frank Budgen Rudolf Goldschmidt. Có được được danh tiếng nhờ những tác phẩm mới xuất bản nhưng cuộc sống vật chất của Joyce vẫn không thay đổi. Ông dạy gia sư tiếng Anh và được Pound, Yeats, Wells hỗ trợ tài chính lẫn tinh thần, đặc biệt biên tập viên The Egoist Harriet Shaw Weaver đã cho tới 23.000 bảng Anh năm 1930. Hơn nữa, ông còn thường xuyên được những người hâm mộ ẩn danh gửi tới 1.500 franc mỗi tháng. Trong khi đó, B. W. Huebsch cho xuất bản A Portrait of the Artist as a Young Man lần đầu tiên tại Hoa Kỳ ngày 29 tháng 12 năm 1916. Không lâu sau, Weaver lập nên nhà xuất bản Egoist Press để cho ra ấn bản tại Anh, khi mà dường như tất cả các nhà xuất bản khác đều đã từ chối.
Đầu năm 1917, Joyce bị tăng nhãn áp nghiêm trọng, ngay giữa phố mà không nhìn thấy gì, khó khăn lắm mới về được đến nhà. Mắt được chẩn đoán bị nhiều vấn đề như kích ứng, tăng nhãn áp, đục thủy tinh thể hay dính mống mắt khiến ông phải thực hiện phẫu thuật không dưới 25 lần từ năm 1917 đến 1930. Joyce thường phải đeo kính tròng tối màu để bảo vệ mắt khỏi ánh sáng chói, thậm chí có những lúc như bị mù hẳn. Theo lời khuyên của thầy thuốc, ông dành khoảng thời gian cuối năm 1917 tại thành phố Locarno. Tại đó, Joyce phải lòng yêu nữ bác sĩ Đông Phổ 26 tuổi Gertrude Kaempffer, ông còn viết cho cô về ham muốn tình dục đầu tiên của mình khi 14 tuổi. Gertrude xé thư, không trả lời. Trở thành nhân vật Gerty MacDowell trong Ulysses, cô gái trẻ có vị trí trung tâm ở chương Nausicaa, cùng với những xung động tình dục của nhân vật chính giảm xuống thành thị dâm. Trong năm 1917, ông cũng gửi Nora sách của Sacher-Masoch mà cả hai cùng thích, đây là tác giả về sau được gán tên cho hình thức khổ dâm (masochism). Ngày nay, có những bức thư tình Joyce gửi Nora cuối năm 1909 với lời lẽ đầy nhục dục được phát hiện và phổ biến tới độc giả.
Quá ảnh hưởng do chiến tranh, Joyce tập trung cho tiểu thuyết mới Ulysses, kết hợp các kỹ thuật văn học thời bấy giờ. Ông chia sẻ ý tưởng của mình cho người bạn Frank Budgen (về sau trở thành người viết tiểu sử Joyce) rằng: 
| “ | Tôi muốn tạo nên một bức tranh về Dublin hoàn chỉnh đến mức một ngày nào đó thành phố đột nhiên biến mất khỏi trái đất thì có thể dựng lại từ sách của tôi.Nguyên vănI want to give a picture of Dublin so complete that if the city one day suddenly disappeared from the earth it could be reconstructed out of my book. | ” |

Muốn tác phẩm có tính cách mạng về ngôn ngữ, nhà văn cố gắng phá bỏ một cách hệ thống và phát minh lại từ vựng, cú pháp tiếng Anh, như nói với Stefan Zweig:
| “ | Tôi không thể bày tỏ chính mình bằng tiếng Anh mà tự khép mình trong truyền thống. Tôi muốn một ngôn ngữ vượt trên mọi ngôn ngữ, một ngôn ngữ mà tất cả sẽ phục vụ.Nguyên vănI cannot express myself in English without enclosing myself in a tradition. I’d like a language, which is above all languages, a language to which all will do service. | ” |

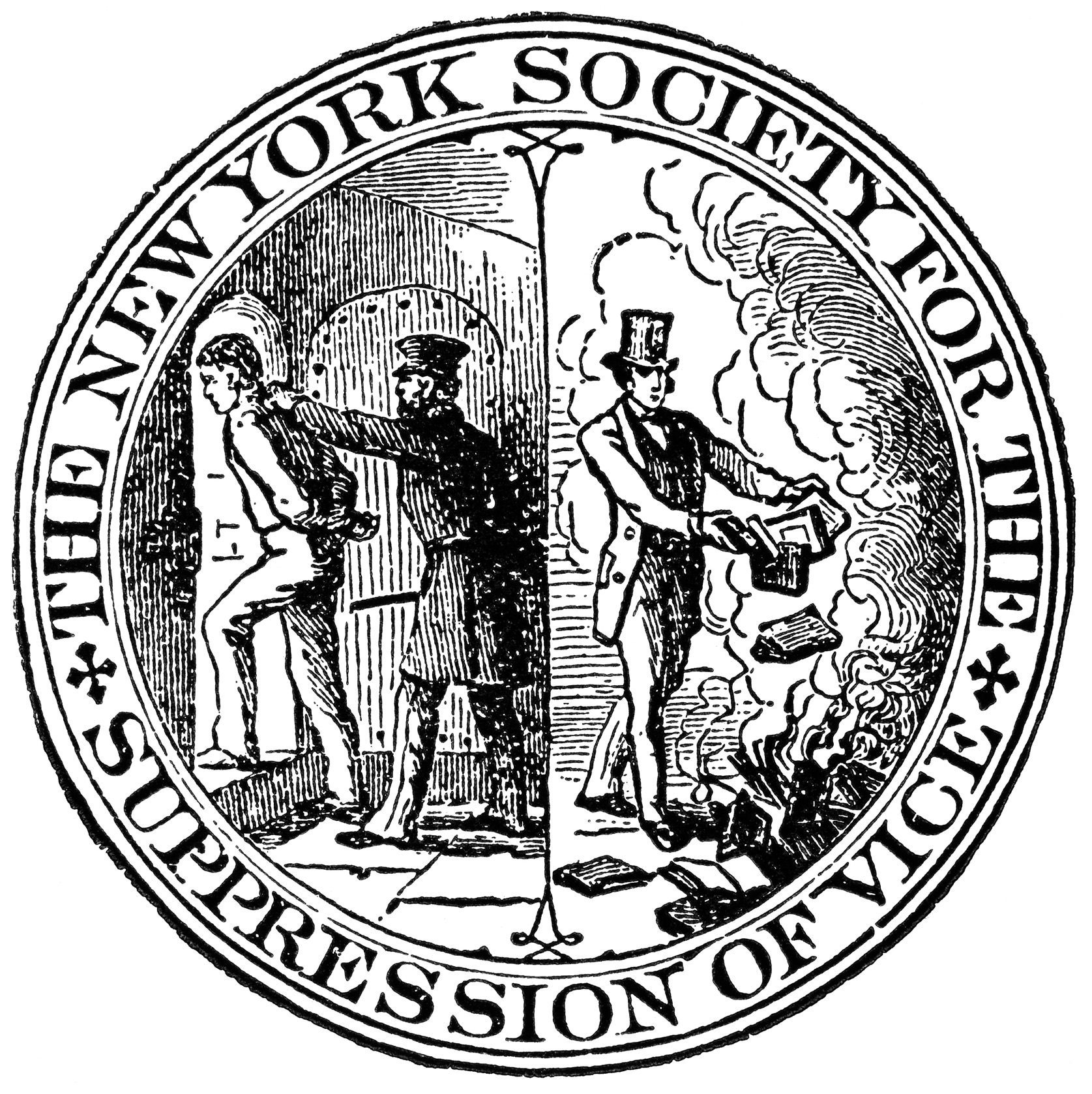
Logo của Hiệp hội chống đồi bại New York là tổ chức quyết định cấm tiểu thuyết Ulysses ở Hoa Kỳ

Nỗ lực táo bạo này nhằm xây dựng một ngôn ngữ phổ quát được nhà văn khởi đầu trong Ulysses và tiếp tục mở rộng đến mức cường điệu không thể dịch nổi trong Finnegans Wake. Việc lựa chọn hình tượng Ulysses huyền thoại cũng không phải ngẫu nhiên. Nhân vật là con trai của Laertes, cha của Telemachus, chồng của Penelope và người tình của tiên nữ Calypso, Joyce coi vua Ithaca đã thể hiện tất cả những nhược điểm của nhân loại nên mới là "con người hoàn chỉnh", tiêu biểu hơn cả Hamlet hay Faust. Ulysses cũng giống tác giả ở số phận ngao du, thích âm nhạc (Ulysses buộc mình vào cột buồm để nghe tiếng hát nàng tiên cá) và tính hài hước thể hiện qua câu thoại với Cyclops "Tên tôi là Outis (Không ai cả)". Theo các bản thảo hiện có, ông hoàn tất ba chương đầu Telemahiada vào cuối năm 1917 tại Locarno; chương 4-12 (từ Calypso đến Cyclops) được viết ở Zürich vào năm 1918-1919; Nausicaa và Boii Soarelui được hoàn thành ở Trieste từ tháng 11 năm 1919 đến tháng 6 năm 1920; bốn chương cuối được viết chủ yếu ở Paris cho đến tháng 12 năm 1921. Tháng 3 năm 1918, Ezra Pound hỗ trợ xuất bản tiểu thuyết này dưới dạng nhiều kỳ (giống như Portrait) trên tạp chí The Little Review tại New York. Khi đọc những câu đầu tiên chương Proteus, nhà sáng lập The Little Review Margaret Anderson đã phải thốt lên: “Đây là điều đẹp nhất mà chúng ta từng có. Chúng ta sẽ in nó ngay cả khi đó là nỗ lực cuối đời." Tuy nhiên, một số độc giả bảo thủ coi tác phẩm là thô tục, có tính phá hoại. Do đó, The Little Review bị New York Society for the Suppression of Vice (Hiệp hội chống đồi bại New York) theo dõi sát sao và tác động đến Bưu điện Hoa Kỳ tịch thu, thiêu hủy các số tạp chí: số tháng 1 năm 1919 đăng phần đầu Lestrigonii, số tháng 5 năm 1919 đăng phần cuối chương Scila và Caribda. Hè năm ấy, một phần của chương Nausicaa đầy tai tiếng bị gửi nhầm cho con gái của một luật sư ở New York, là nguyên cớ dấy lên sự đối đấu công khai giữa Thanh giáo truyền thống và chủ nghĩa hiện đại tân thời. Margaret Anderson cùng đồng nghiệp Jane Heap bị liên đới pháp lý về tội phát tán Ulysses có ngôn từ bẩn thỉu. Tại Anh là nơi ít khoan dung hơn cả Hoa Kỳ, Miss Weaver và The Egoist chỉ xuất bản những chương 2, 3, 6, 10 không tai tiếng trong khoảng thời gian từ tháng 1 đến tháng 12 năm 1919.

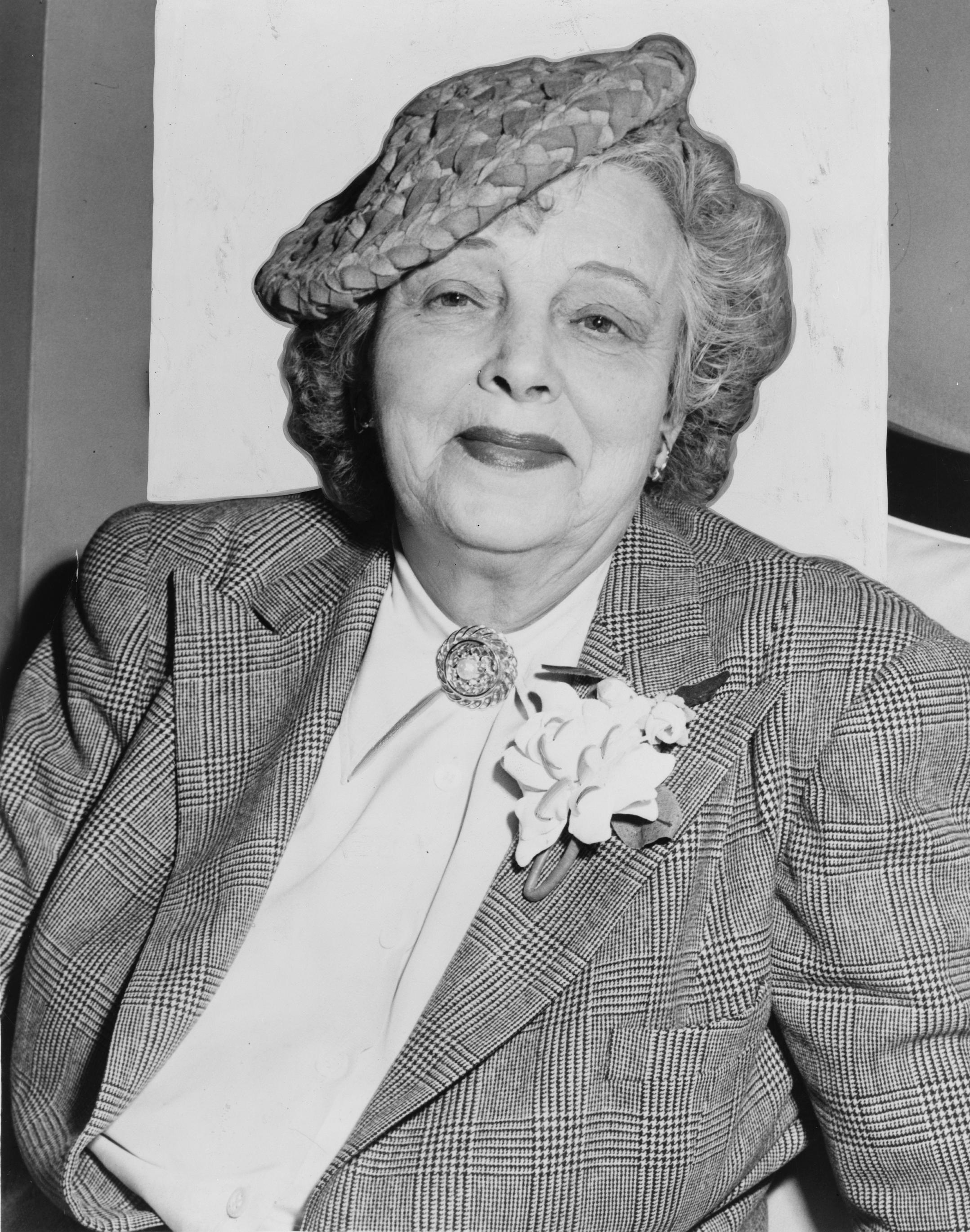
Margaret Anderson, người sáng lập và biên tập viên của The Little Review, xuất bản 13 chương đầu của Ulysses tại Hoa Kỳ cho đến khi bị cấm.

Niềm yêu thích sân khấu của Joyce càng được nâng cao nhờ môi trường văn hóa Zürich, qua một loạt biến cố, nơi đây đã trở thành trung tâm nghệ thuật kịch vào năm 1917. Cùng với nam diễn viên người Anh Claud Sykes, ông thành lập công ty kịch nghệ The English Players ở Zürich với mục đích quảng bá kịch Anh tại Thụy Sĩ. Tháng 5 năm 1918, Grant Richards (London) và Huebsch (New York) cuối cùng cũng xuất bản vở kịch Exiles. Năm 1919, theo đề xuất của Stefan Zweig, vở kịch được diễn ra mắt tại München. Năm 1918, diễn viên nghiệp dư là cựu quân nhân Henry Carr kêu ca đòi Joyce phải trả thêm tiền cho việc diễn trên sân khấu The English Players. Carr đe dọa "vặn cổ" Joyce dẫn ra hai vụ kiện cáo nhau trước tòa. Nhà văn đa tình còn vướng vào tình cảm với cô gái trẻ Marthe Fleischmann sống trong căn hộ bên kia đường. Quan hệ giữa hai người thể hiện qua những bức thư tình và bưu thiếp ký tên "Odysseus" gửi "Nausikaa". Nhưng hình ảnh Marthe sẽ được Joyce dùng làm nguyên mẫu cho các nhân vật của mình, giống như Nora, Amalia Popper hay Gertrude Kaempffer. Ngày 11 tháng 11 năm 1918, Thế chiến I kết thúc, hai tháng sau Chiến tranh giành độc lập Ireland bùng nổ. Khi được Budgen hỏi tại sao không trở về quê nhà, Joyce nêu lý do: "Vì tôi là một kẻ hèn nhát và sợ bị bắn", nỗi sợ khá chính đáng vì nhà văn bị coi là kẻ ủng hộ chính sách của Anh. Ông trở lại Trieste vài tháng nhưng chỉ còn thấy bầu không khí thù hận, thành phố hoang vắng không còn khơi dậy hứng thú lửa nhiệt tình như trước. Tháng 6 năm 1920, hai người khổng lồ của chủ nghĩa hiện đại Anh, James Joyce lần đầu tiên gặp Ezra Pound tại Sirmione. Pound gợi ý đến Paris sống, còn Joyce thấy trước khả năng dịch Portrait và Dubliners sang tiếng Pháp nên đã chấp nhận, tạo ra thay đổi mang tính quyết định cho hai mươi năm tiếp theo cuộc đời nhà văn.

#### Paris và tác động củaUlysses(1920–1924)
Ngày 8 tháng 7 năm 1920, gia đình Joyce đến Gare de Lyon, Paris, đánh dấu bước lùi trong sự phát triển tự nhiên của hai con trẻ, chúng không quen tiếng Pháp và khó khăn để thích nghi. Giorgio 15 tuổi muốn học ngành y nhưng buộc phải chọn nghề nhân viên nhà băng do rào cản ngôn ngữ. Lucia 13 tuổi bị khiêu vũ hiện đại thu hút, cô thường xuyên tập luyện với những nhân vật nổi tiếng như Raymond Duncan (anh trai của Isadora Duncan) và Lubov Egorova.
Ở Paris, Joyce áp dụng lối sống tỉnh thức và chậm rãi hơn, từ bỏ cách sống phóng túng lúc trước. Ông thay đổi chỗ ở 19 lần, lâu nhất là tại số 2 Square Robiac (tháng 6 năm 1925 - tháng 3 năm 1931) và số 7 phố Edmond Valentin (tháng 7 năm 1934 - tháng 4 năm 1939). Joyce dễ dàng hòa nhập vào giới văn học Paris do tình bạn với hai nhân vật văn hóa quan trọng là Sylvia Beach và Adrienne Monnier. Monnier giới thiệu với Joyce các nhà văn André Gide và Paul Valéry. Joyce cũng quen với một người hâm mộ Ulysses cuồng nhiệt tên là Valery Larbaud; ông đánh giá nó là cuốn tiểu thuyết "vĩ đại, toàn diện và nhân văn như Rabelais". Nhà văn và phê bình nghệ thuật gốc Dublin Arthur Power đã mô tả tình bạn vài năm với Joyce trong cuốn sách của mình với tựa đề Conversations With James Joyce (Trò chuyện với James Joyce). Trong số những người Mỹ định cư tại Paris, Joyce tiếp xúc với các nhà thơ E. E. Cummings và William Carlos Williams, nhà soạn nhạc tiên phong George Antheil hay nhà văn Gertrude Stein ghen ghét vì chiếm mất vị trí đi đầu của chủ nghĩ hiện đại đáng ra thuộc về mình. Ngày 15 tháng 8 năm 1920, Joyce cùng với Giorgio đến ăn tối với T. S. Eliot, tại đó ông lần đầu gặp họa sĩ người Anh Wyndham Lewis. Lewis mỉa mai nhớ lại: "Tôi thấy con người kỳ cục đi giày da thuộc, đeo kính to dày, để ria như bánh gừng, liến thoắng tiếng Ý với cậu học sinh cau có: vào vai gã Ireland hơi quá nhưng kỹ thuật vui nhộn". Joyce gặp cả Marcel Proust năm 1922, khi Stephen Hudson mời hai người đến dự tiệc. Nhưng lần gặp duy nhất của hai bậc thầy văn xuôi theo chủ nghĩa hiện đại không mang tính văn học chút nào: theo các giai thoại, cả hai nói chuyện về nấm cục, nữ công tước hay gái hầu phòng. Cùng năm, nhà văn Djuna Barnes phỏng vấn ông để đăng trên trên tạp chí Vanity Fair. Bà và bạn là Mina Loy mỗi người phác thảo chân dung của nhà văn. Hai bản ký họa nổi tiếng khác ra đời năm 1929 dự định dùng cho cuốn Tales Told of Shem and Shaun là phần trích từ Finnegans Wake. Bức đầu tiên bị nhà xuất bản từ chối coi là tầm thường nhưng bức thứ hai trở thành "biểu tượng của James Joyce" chỉ với hình xoắc ốc cùng các đoạn thẳng. Năm 1926, để chứng minh với bạn của ông, Myron C. Nutting, rằng thị lực của mình đã được cải thiện, Joyce thực hiện một bức vẽ nhỏ trên giấy về Leopold Bloom.

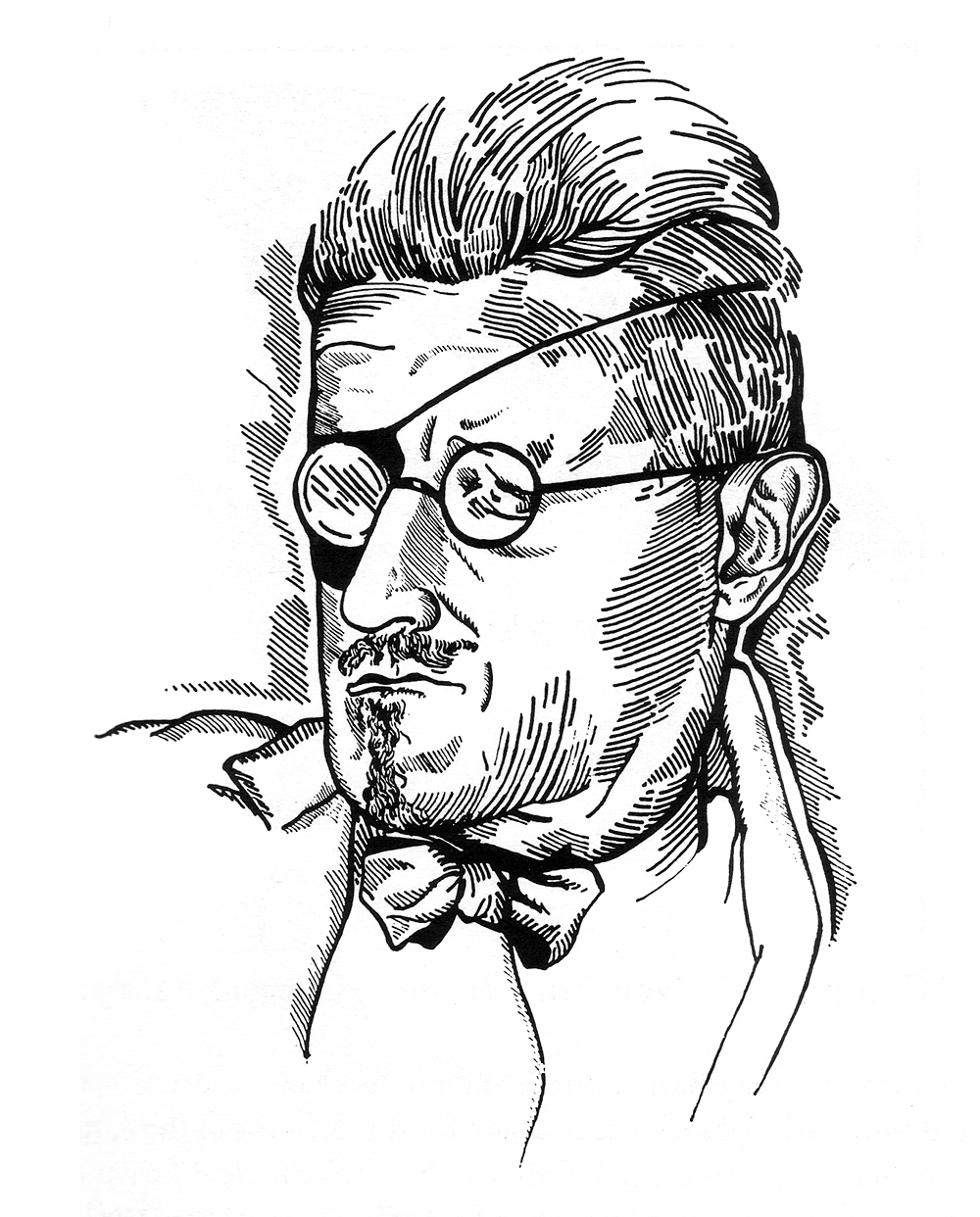
Ký họa năm 1922 của Djuna Barnes vẽ James Joyce che một mắt do vấn đề thị lực

Dù được luật sư John Quinn ra sức bảo vệ trường phái hiện đại trước tòa, The Little Review vẫn thua kiện, Anderson và Heap bị phạt, không được quyền xuất bản Ulysses ở Hoa Kỳ nữa. Trong bối cảnh ấy, người sáng lập hiệu sách Shakespeare and Company Sylvia Beach đề nghị in tiểu thuyết này ở Paris, dù bà chưa bao giờ xuất bản sách cả.
Joyce hoàn thành chương cuối vào năm 1921 nhưng quá trình xuất bản luôn gặp phải vấn đề. Ngày 8 tháng 4, thợ đánh máy Harrison hốt hoảng thông báo rằng chồng mình đọc được bản thảo chương Circe và đốt hết vì kinh tởm. Joyce buộc phải viết lại chương cuối này dựa trên bản thảo trước đó John Quinn còn giữ được. Nhà văn cảm thấy kiệt quệ và trống rỗng khi gấp rút hoàn tất cuốn tiểu thuyết:
| “                                                                 | Đầu tôi đầy đất đá và rác rưởi, diêm gãy, miểng chai thu thập từ gần như khắp nơi. Nhiệm vụ tôi tự đặt ra là viết một cuốn sách từ mười tám quan điểm khác nhau và từng ấy phong cách, tất cả đều chưa được khám phá, điều đó và bản chất huyền thoại được chọn sẽ đủ để làm đảo lộn sự cân bằng tinh thần của bất cứ ai.Nguyên vănMy head is full of pebbles and rubbish and broken matches and bits of glass picked up 'most everywhere. The task I set myself technically in writing a book from eighteen different points of view and in as many styles, all apparently unknown or undiscovered by my fellow tradesmen, that and the nature of the legend chosen would be enough to upset anyone's mental balance. | ” |
| — Thư Joyce viết cho Harriet Shaw Weaver ngày 24 tháng 6 năm 1921 | |   |

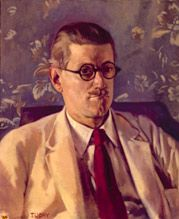
Chân dung James Joyce của Patrick Tuohy, 1924

Dưới nỗ lực của Sylvia Beach, Ulysses xuất hiện tại Paris ngày 2 tháng 2 năm 1922. Chỉ vài tuần trước đó, Beach đã chuẩn bị cho những độc giả tiềm năng đăng ký sách: các nhà văn Léon-Paul Fargue, Ernest Hemingway, Ezra Pound, Robert McAlmon, Yeats và André Gide, rổi cả Winston Churchill, cháu họ của Béla Kun là giám mục Anh giáo và lãnh đạo của phong trào cách mạng Ireland, những người quan tâm, trong đó Valery Larbaud tiên đoán về tác phẩm "sự trở lại văn học châu Âu cao cấp của Ireland một cách náo động". George Bernard Shaw từ chối đăng ký, xếp Ulysses vào loại "ghi chép nổi loạn về giai đoạn kinh tởm của nền văn minh nhưng chính xác". Chính Joyce chọn màu sắc cho ấn bản đầu tiên là xanh lam, trắng gợi nhớ đến quốc kỳ và địa lý Hy Lạp đặc trưng những hòn đảo trắng rải rác trên nền lam Biển Aegea. Các tiểu thuyết nhắm trở thành "sử thi của hai dân tộc Do Thái và Ireland" đặc trưng bởi ba nhân vật: nhà văn trẻ Stephen Dedalus, Leopold Bloom (người Do Thái làm việc trong lĩnh vực quảng cáo), Molly Bloom (ca sĩ opera).
Ulysses tạo ra một loạt phản ứng từ công chúng. Yeats ghi nhận tác phẩm là sự sáng tạo phi thường "không phải những gì mắt thấy tai nghe mà là tâm trí suy tưởng lang thang từ nơi này sang nơi khác". T. S. Eliot viết:
| “                                                                              | Tôi coi cuốn sách này là diễn đạt quan trọng mà thời đại ngày nay có được; là cuốn sách mà chúng ta đều mắc nợ và không ai có thể tránh khỏi được.Nguyên vănI hold this book to be the most important expression which the present age has found; it is a book to which we are all indebted, and from which none of us can escape. | ” |
| — Eliot, tiểu luận Ulysses, Order and Myth, tạp chí The Dial tháng 11 năm 1923 | |   |

Trên tờ The New Republic, Edmund Wilson gọi cuốn tiểu thuyết "có lẽ là tấm phim X quang chính xác nhất từng chụp về ý thức con người hàng ngày". Trong một bức thư, Hemingway đơn giản gọi nó là "cuốn sách tuyệt vời chết tiệt nhất" (a most goddamn wonderful book). D. H. Lawrence thấy Ulysses "kinh tởm hơn Casanova". Còn Virginia Woolf ghi nhật ký rằng "bối rối, buồn chán, cáu kỉnh và vỡ mộng" khi đọc Ulysses; trước ngôn ngữ thô tục, bà tự hỏi "Nếu có thịt chín, tại sao mọi người lại muốn ăn thịt sống?". Trên tạp chí Dublin Review, Shane Leslie mô tả cuốn tiểu thuyết bằng những từ ngữ xúc phạm như "chủ nghĩa Bolshevik viễn tưởng", "chống Cơ Đốc giáo", "đa tình" và "không thể đọc nổi",...
Do tính chất gây tranh cãi, Ulysses vẫn là cuốn sách bị cấm ở các nước nói tiếng Anh cho đến thập niên 1930. Hoa Kỳ trở thành quốc gia nói tiếng Anh đầu tiên (sau Ireland) cho phép tiểu thuyết của Joyce được tự do xuất bản năm 1934, nhờ vào phán quyết của Thẩm phán Liên bang John M. Woolsey bác bỏ cáo buộc về sự thô tục trong vụ United States v. One Book Called Ulysses. Trong số người hâm mộ tác phẩm không có Nora Barnacle, được cho là chưa bao giờ đọc Ulysses hoặc cố đọc nhưng không thích nên đã dừng "ở trang 27, bao gồm cả trang bìa". Hơn nữa, mối quan hệ nhân tình nhân ngãi lại căng thẳng trên thực tế, nên mặc cho ông khuyên ngăn, Nora đưa con về Ireland vào năm 1923. Nội chiến Ireland cũng làm bi kịch hóa bối cảnh, khi chuyến xe lửa Galway-Dublin bị đạn pháo tấn công khiến Nora và Lucia hoảng sợ nằm rạp xuống sàn tàu. Sức khỏe Joyce cũng không tốt: răng đau nhức nhối nên phải nhổ bớt đi. Ngày 28 tháng 4 năm 1923, bác sĩ Joyce Louis Borsch làm thủ thuật mở cơ thắt mắt trái cho ông, làm rộng đồng tử bằng cách loại bỏ một phần mống mắt.
Joyce được giảm đau bằng chườm đá và đỉa vào mắt rồi được kê đơn Ethylmorphine gốc morphin. Nhà văn có thể đã dùng cả cocaine, thời ấy cũng lan truyền đồn đại ông bị phụ thuộc vào ma túy.
Nhà văn dành hè 1923 ở Luân Đôn và nghỉ mát bên bờ biển Bognor, nơi bắt đầu nghiêm túc sáng tác Finnegans Wake. Trên thực tế, hai trang tác phẩm này như Joyce từng khoe "đã được viết ra ngay sau khi phần Da của Ulysses hoàn tất" từ tháng 3, miêu tả vua Ireland Roderick O'Connor. Đến lượt nó có lẽ cũng là phác thảo đầu tiên dựa trên Tristan và Iseult, viết dành riêng cho Nora khi gặp vấn đề về thị lực. Năm 1924, Joyce quảng bá cho cuốn tiểu thuyết La coscienza di Zeno (Lời tuyên xưng của Zeno) của người bạn cũ Italo Svevo nhằm khơi dậy sự quan tâm của công chúng tới kiệt tác văn học chủ nghĩa hiện đại dường như không còn tiếng tăm.

#### Work in Progress(1924–1932)

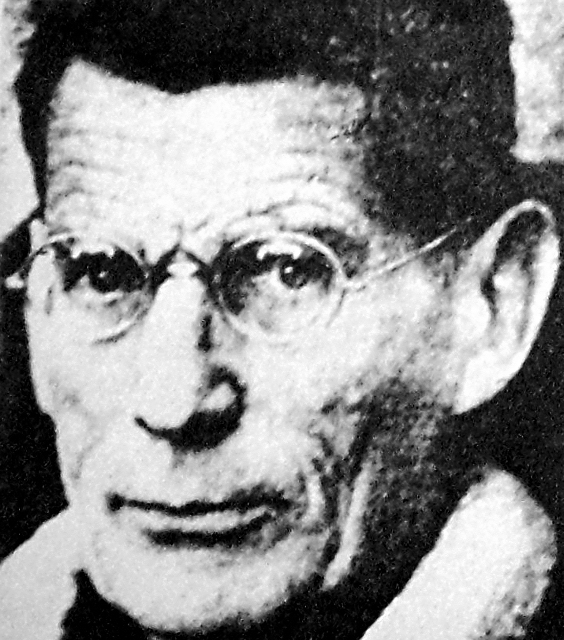
Samuel Beckett năm 1970. Gặp gỡ vào mùa thu năm 1928, Beckett trở nên học trò và giúp Joyce hoàn thành Finnegans Wake.

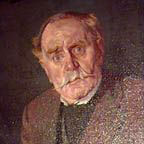
Chân dung John Stanislaus Joyce, cha của James Joyce, do Patrick Tuohy vẽ năm 1923.

Joyce say mê sáng tác tiểu thuyết tiếp theo Finnegans Wake, mỗi ngày cả buổi sáng từ 8 giờ sáng đến 12 rưỡi trưa, nghỉ trưa rồi lại ngồi từ 2 đến 8 giờ tối. Tiêu đề tác phẩm không được tiết lộ cho đến khi xuất bản năm 1939 mà thường được gọi bằng cái tên chung là Work in Progress (tác phẩm đang viết). Nếu Ulysses nắm bắt dòng ý thức con người ban ngày, thì Finnegans Wake là câu chuyện về đêm, nơi tiềm thức và giấc mơ xáo trộn quy ước tường thuật. Harriet Weaver là người trao đổi thư từ nhiều với Joyce khi ấy, viết rằng cuốn tiểu thuyết mới không có "chủ đề theo đúng nghĩa của từ này" mà có "cấu trúc phức tạp mờ ám xuất hiện và tái tạo một cách ngẫu nhiên". Phần đầu tiên của tác phẩm phức tạp này được xuất bản trên The Transatlantic Review ngày 1 tháng 4 năm 1924. Các phần khác tiếp tục xuất hiện trên Transition, tạp chí văn học của nhà văn Eugene Jolas cùng vợ là Maria Jolas. Hai người cổ vũ, khuyến khích nhà văn trong bối cảnh phản ứng công chúng khá tiêu cực cũng như The Dial từ chối xuất bản, khiến ông thấy mình như "cô gái 19 tuổi lần đầu vào đời". Nội dung Finnegans Wake xoay quanh một gia đình điển hình: người cha Humphrey Chimpden Earwicker (HCE) làm nghề pha chế rượu gốc Scandinavia nhân cách hóa cho thành phố Dublin (do người Viking lập ra); người mẹ Anna Livia Plurabelle (ALP), hiện thân cho dòng nước chảy, tiêu biểu là sông Liffey; hai con trai là nhà văn Shem và người đưa thư Shaun mâu thuẫn nhau như huyền thoại Cain và Abel; con gái út Issy (Isolde) bị HCE có tình cảm loạn luân, được xây dựng theo tính cách Lucia Joyce. Bên cạnh đó là nhân vật tập thể không phân biệt Mamalujo gợi lên Biên niên sử Tứ chúa Ireland Trung cổ, bốn tác giả Tin Mừng (bằng tiếng Anh là Matthew, Mark, Luke, John) hoặc bốn tỉnh của Ireland. Bản chất tuần hoàn của tác phẩm bắt đầu và dừng lại ở cùng một cụm từ (Harriet Weaver so sánh nó với Ouroboros) lấy cảm hứng từ lý thuyết lịch sử lặp lại của Giambattista Vico trong La Scienza Nuova. Một nguồn cảm hứng khác là Phúc Âm Kells. Một số nhà phê bình đương thời đó đã so sánh kỹ thuật ngôn ngữ mà Joyce sử dụng với tác phẩm của Lewis Carroll, đặc biệt là bài thơ vô nghĩa của Jabberwocky trong Alice ở xứ sở gương soi. Ông nói rằng mình không đọc Carroll, nhưng sự ảnh hưởng này có thể là do khi học opera bằng tiếng Anh.
Văn phong dày đặc, tối nghĩa của tiểu thuyết mới thu hút rất nhiều chỉ trích, ngay cả những người vốn ngưỡng mộ các tác phẩm trước đây như Ezra Pound và Stanislaus Joyce. Wyndham Lewis giờ đây cũng không ngừng chỉ trích Joyce với những ngôn từ như "mất trí", "nói lắp" và "không bền". Ngay cả người cung cấp tài chính cho nhà văn, bà Weaver cũng đầy những cảm xúc trái chiều với thử nghiệm mới này: dù rất thích đoạn độc thoại của Anna Livia Plurabelle (I.8) nhưng về tổng thể thì coi tác phẩm chỉ là "sự tò mò lớn về văn học". Đa số những lời này đã xúc phạm khiến Joyce bị suy nhược trong vài tháng. Coi Weaver là độc giả yêu thích của mình, Joyce gửi lại manh mối ý nghĩa của tác phẩm và đánh bóng những từ ngữ khó hiểu đã dùng. Ngày 27 tháng 5 năm 1929, mười hai nhà văn và bạn thân của ông cùng ký vào tập tiểu luận để xuất bản nhằm xua tan vẻ mập mờ văn chương bất thường của Work in Progress. Tựa đề nhại hài hước của tuyển tập này do chính Joyce chọn là Our Exagmination Round His Factification For Incamination Of Work In Progress. Dù thị lực kém, ông không từ bỏ những thú vui trí tuệ nho nhỏ. Không thể đọc quá nhiều, Joyce mua một chiếc máy hát cùng một số đĩa nhạc hoặc nhờ bạn bè như Mary Colum, Sylvia Beach,... đọc giúp. Ông học tiếng Flemish và tiếng Tây Ban Nha qua các bản ghi âm. Joyce liên tục áp dụng lộng ngữ, chơi chữ và thử nghiệm ngôn ngữ cho Finnegans Wake đến mức trở thành nỗi ám ảnh hàng ngày, khiến cho người bạn Frank O’Connor tin rằng ông đã mắc "hội chứng liên kết" (association mania). Tháng 11 năm 1924 và tháng 8 năm 1929, Joyce ghi âm lại giọng mình đọc các đoạn trích chương Aeolus (Ulysses), Anna Livia Plurabelle (Finnegans Wake). Bản ghi âm năm 1929 được thực hiện trong phòng thu của nhà ngôn ngữ học Charles Kay Ogden, Harold Nicolson nhận xét "Anh ấy có giọng tuyệt vời nhất mà tôi từng biết - nhẹ nhàng tinh tế như lời thì thầm dưới nước."
Ngoài việc suy giảm thị lực và thái độ không ủng hộ của độc giả, một loạt các sự kiện khó chịu đã ảnh hưởng đến nhịp độ sáng tác Finnegans Wake cuối thập niên. Tạp chí Two Worlds và Two Worlds Monthly của Samuel Roth đã in lậu Ulysses cùng các phần Finnegans Wake mà không tôn trọng quyền tác giả của Joyce. Joyce liền kêu gọi quốc tế ngăn chặn sự bất công bằng cách thu thập được 167 chữ ký từ những nhân vật quan trọng như Albert Einstein, Benedetto Croce, Giovanni Gentile, Hugo von Hofmannsthal, Luigi Pirandello, các nhà phê bình Virginia Woolf, Wyndham Lewis, D. H. Lawrence. Vụ này không được tòa xử cho đến cuối năm 1928. Mùa xuân năm 1927, kỳ nghỉ ngắn ngày trên bờ biển Hà Lan bị thời tiết xấu phá hỏng và trở nên ác mộng khi ông bị chó tấn công giống như thuở nhỏ. Cùng năm đó, tập thơ thứ hai Pomes Penyeach ra đời nhưng các nhà phê bình thờ ơ đón nhận. Tháng 11 năm 1926, chồng Eileen là Frantisek Schaurek tự sát vì vấn đề tài chính. Tháng 9 năm 1928, Italo Svevo qua đời vì một cơn đau tim.  Cũng trong năm 1928, Nora Barnacle phải nhập viện phẫu thuật vì nghi ngờ mắc ung thư. Nhưng tồi tệ nhất chắc chắn là cái chết của người cha ngày 29 tháng 12 năm 1931, Joyce cảm giác tội lỗi nặng nề vì đã gần 20 năm không hề thăm ông. Trong sự trầm uất lạ lùng, Joyce đặt tên cho các ngày trong tuần theo cách rất bi thương: Monday (thứ Hai) thành Moansday (ngày than khóc), Tuesday (thứ Ba) thành Tearsday (ngày nước mắt), Wednesday (thứ Tư) thành Wailsday (ngày kêu khóc), Thursday (thứ Năm) thành Thumpsday (ngày thổn thức), Friday (thứ Sáu) thành Frightday (ngày hãi hùng), Saturday (thứ Bảy) thành Shatterday (ngày vỡ nát). Giữa những xáo trộn và trở ngại đó, ông cho rằng mình sẽ không bao giờ hoàn thành nổi Work in Progress, thậm chí còn có ý định giao tác phẩm cho nhà văn James Stephens mà chỉ quen biết mơ hồ. Cách thức này dường như dựa trên một số trùng hợp "ngẫu nhiên": tên James Stephens dường như hợp nhất với Stephen Dedalus do nhà văn sáng tạo ra, ông còn nhầm tưởng Stephens cũng sinh ngày 2 tháng 2. Cuối cùng điều này cũng không xảy ra.
Vì "lý do thừa kế" đảm bảo quyền lợi hợp pháp của con cái, Joyce chính thức kết hôn với Nora Barnacle tại một văn phòng đăng ký hộ tịch ở Luân Đôn ngày 4 tháng 7 năm 1931. Dù dự định định cư lâu dài tại thủ đô nước Anh vào đầu hè, nhưng ông lại rời Kensington khi thu đến, vì Paris cuốn hút. Ngày 10 tháng 12 năm 1930, Giorgio cưới Helen Kastor Fleischman người Mỹ gốc Do Thái từng ly hôn. Ngày 15 tháng 2 năm 1932, họ sinh con đầu (và duy nhất) tên là Stephen James Joyce. Nhà văn ghi lại hai dấu mốc quan trọng đời mình - cha chết và cháu chào đời - thành những câu thơ bất tử Ecce Puer (1932):
| A child is sleeping: An old man gone. O, father forsaken, Forgive your son! | Trẻ thơ đang ngủ, Ông cụ qua đi. Ôi, cha từ bỏ, Tha thứ con mình! |
| Ecce Puer (1932)                                                            | Ecce Puer (1932)                                                  |

Câu này trùng hợp với lời sau cuối của John Stanislaus "Jim không bao giờ quên tôi".
Trong khi đó, Lucia Joyce luôn phải chịu áp lực phải bước ra khỏi cái bóng của người cha nổi tiếng khi đến tuổi trưởng thành. Năm 1929, sau một tháng "khóc", Lucia quyết định từ bỏ nhảy múa dù đã có thành công ban đầu khi chiến thắng cuộc thi Bal Bullier. Đam mê nghệ thuật thị giác, Lucia tham gia các lớp học vẽ, nhờ đó sau này trang trí chữ cái viết tắt cách điệu cho tập thơ A Chaucer ABC của Geoffrey Chaucer và Poems Penyeach. Bị chàng trai trẻ Samuel Beckett thu hút đầy ám ảnh, hai người bắt đầu hẹn hò vào năm 1930, nhưng hành vi kỳ lạ, lo lắng, bất an của Lucia cũng như sự can thiệp của Nora đã đẩy Beckett ra xa. Beckett nói rõ rằng mình quan tâm đến Lucia chủ yếu vẫn là do cha cô, khiến Lucia cảm thấy bị từ chối. Lucia dồn nén nỗi tức giận với người cha khổng lồ và người mẹ khắt khe. Ngày 2 tháng 2 năm 1932, nhằm sinh nhật Joyce, Lucia bộc phát thịnh nộ ném cả chiếc ghế vào mẹ mình, biểu hiện bệnh lý tâm thần. Trong ba năm tiếp theo, Lucia liên tục phải chuyển từ nhà đến các phòng khám và điều dưỡng khác nhau ở Pháp, Thụy Sĩ, với chẩn đoán bị tâm thần phân liệt thể thanh xuân (hebephrenia) hay tâm thần phân liệt (schizophrenia). Cô hai lần bị ngất nơi công cộng tại Gare de Nord và Zürich Bahnhof bị giảm trương lực kéo dài vài ngày cũng như nhiều khoảnh khắc cuồng loạn hoặc trầm cảm, cách điều trị thời bấy giờ (buộc phải bất động bằng áo khoác bó) càng làm trầm trọng rối loạn tâm lý của Lucia. Cô sống một thời gian ở Luân Đôn với Harriet Weaver, rồi ở Ireland cùng người thân, hay có những hành vi lệch lạc như đốt phá, tự sát hay chạy trốn khiến phải nhờ cảnh sát can thiệp. Năm 1934, cô trở thành bệnh nhân của Carl Jung, người sau khi đọc tiểu thuyết Ulysses đã kết luận rằng chính Joyce cũng bị bệnh tâm thần phân liệt. Jung ví hai cha con đều đang rơi xuống đáy sông, nhưng trong khi cô con gái tuyệt vọng chìm nghỉm thì người cha thể hiện khả năng lặn sâu chuyên nghiệp. Joyce đã cố gắng vô ích trong việc tái hòa nhập Lucia vào xã hội, sắp đặt đính hôn với một ông Alex Ponisovsky nào đó hoặc cố gắng biến niềm đam mê chữ cái của cô thành một nghề kiếm sống. Cuối cùng, tháng 4 năm 1936, người thân coi là bệnh không thể phục hồi, Lucia bị giam lại trong Ivry-sur-Seine Asylum gần 15 năm. Năm 1951, mười năm sau khi James Joyce qua đời, Lucia được chuyển đến St Andrew's, Northampton, Samuel Beckett có đến thăm một lần.
Bệnh tâm thần của Lucia Joyce đến giờ vẫn là một chủ đề nhạy cảm và gây tranh cãi, đặc biệt nhà viết tiểu sử Carol Loeb Shloss đã có những diễn giải mới trong Lucia Joyce: To Dance in the Wake năm 2003. Shloss nhấn mạnh Lucia có tài thực sự, được sinh ra trong chủ nghĩa hiện đại, giống như Icarus đã đến quá gần mặt trời , là nghệ sĩ "Dionysian", hoàn toàn không bị tâm thần phân liệt. Sách đề cập việc Lucia ghi chép Finnegans Wake cho cha mình, còn người họ hàng Bozena Schaurek nhìn thấy cô đang lặng lẽ nhảy múa trong phòng nơi Joyce chỉnh sửa bản thảo. Hai cha con dường như đã trao đổi sâu sắc song song giữa nghệ thuật, khiêu vũ và viết lách, từ đó mang lại cảm hứng cho Joyce sáng tác tiểu thuyết cuối cùng. Shloss cho rằng sự trừu tượng và mật mã trong Finnegans Wake đến từ "bảng chữ cái không thể diễn đạt được" dành riêng cho cử điệu khiêu vũ. Ngay cả lúc giãy giụa giữa nơi điều trị, Lucia cũng đang chật vật tìm nguồn cảm hứng mới cho cha. . Shloss kết luận "Nơi cô ấy [Lucia] gặp cha mình không phải ở ý thức, mà là ở nơi nguyên thủy hơn nhiều của tiền ý thức". Chính một người viết tiểu sử khác là Brenda Maddox cũng phóng đại mối quan hệ cha con nhà Joyce này là "một trong những chuyện tình vĩ đại của thế kỷ 20". Hơn thế nữa, Shloss lần lượt cáo buộc hai nhà viết tiểu sử Richard Ellmann, Brenda Maddox và cả Nora Barnacle khăng khăng khẳng định Lucia bị điên. Họ cùng những người thân, bạn bè khác của Joyce muốn xóa đi bất kỳ dấu vết nào của Lucia lập dị, bị coi là vết nhơ trong tiểu sử James Joyce. Năm 1988, Stephen James Joyce đã hủy bộ sưu tập gần ngàn lá thư Lucia gửi cha hoặc Samuel Beckett gửi Lucia. Năm sau đó, Stephen cũng đứng ra xóa bỏ đoạn kết dành riêng cho Lucia trong cuốn Nora: The Real Life of Molly Bloom (Nora: cuộc đời thực của Molly Bloom) của Brenda Maddox.

#### Cuối đời (1932–1941)
Tháng 10 năm 1932, Joyce từ chối lời mời của Yeats tham gia Viện Hàn lâm Văn học Ireland mới thành lập nhằm bảo vệ quyền các nhà văn khỏi sự kiểm duyệt ngày càng gắt gao của Nhà nước tự do Ireland bảo thủ và định hướng Công giáo. Lý do từ chối khá khó hiểu chỉ gói gọn rằng mình đã rời quê hương gần 30 năm trước nên hoàn toàn không hề có ý định sống ở Ireland nữa.
Do Lucia tâm lý bất ổn, năm 1933 thật sự khó khăn với James Joyce, sức khỏe ông tiếp tục xấu đi. Vào tháng 5, ông đến Zürich để gặp bác sĩ nhãn khoa riêng cũng như tìm cách điều trị cho con gái. ông ở lại vài ngày tại khu nghỉ dưỡng Évian-les-Bains nhưng không thoát khỏi cơn đau dạ dày sẽ hành hạ ông đến tận cuối đời. Được chẩn đoán "đau dạ dày do dây thần kinh" nhưng thực sự đây là bệnh viêm loét dạ dày tá tràng có thể gây tử vong. Gia đình nảy sinh biến cố mới, vợ của Giorgio là Helen cũng bị trầm cảm và tâm thần, phải nhập viện điều trị tại nhiều viện điều dưỡng khác nhau, chịu số phận giống như Lucia. Không còn mẹ, đứa bé Stephen được ông bà nội chăm sóc. Ngày 18 tháng 12 năm 1940, trước lễ Giáng sinh cuối đời Joyce, hai ông cháu mạo hiểm Zürich đầy tuyết trắng để tìm kiếm ấn bản sử thi Hy Lạp bằng tiếng Pháp.
Chống lại chủ nghĩa chuyên chế, Joyce không tin rằng những nhà độc tài như Mussolini hay Hitler sẽ thành công, còn các vấn đề chính trị Nội chiến Tây Ban Nha làm ông ngán ngẩm. Năm 1938, sau khi Đức Quốc Xã sáp nhập Áo, Joyce tạo điều kiện thuận lợi giúp đỡ cho khoảng 15, 16 người Do Thái đến Anh và Mỹ. Người nổi tiếng nhận giúp đỡ trong việc này chính là nhà văn thành Viên Hermann Broch.
Chủ yếu do hiểu lầm về vấn đề tài chính quanh tác phẩm Ulysses mà mối quan hệ với Sylvia Beach và Adrienne Monnier không thể hàn gắn được, Joyce buộc phải kiếm người bảo trợ kiêm quản lý mới, đó là Paul Léon, một người Nga nhập cư giàu có gốc Do Thái. Ông tập hợp xung quanh một loạt những người như Beckett, Budgen, Gilbert,... để giải thích tác phẩm theo đúng ý mình cho công chúng, trong khi hình ảnh thực thì không được tiết lộ, trở nên bí ẩn với những người không quen biết. Ông cũng khéo léo kiểm soát người viết tiểu sử cho mình Herbert Gorman để bỏ đi những đoạn không mong muốn. Joyce coi cả những sự cố nhỏ vô ý cũng là hành vi cố tình chống lại mình, ví dụ năm 1931, ông khởi kiện (nhưng không thành công) tờ Frankfurter Zeitung vì đăng bài người khác nhưng lại lấy tên mình. Dù phản đối việc kiểm duyệt Ulysses, nhà văn rất quan tâm đến việc dịch các tác phẩm của mình sang thứ tiếng khác. Bản tiếng Pháp của chương Anna Livia Plurabelle (Nouvelle Revue Française ngày 1 tháng 5 năm 1931) do chính Joyce cộng tác cùng với bảy nhà văn khác, được ông coi là "một trong những kiệt tác dịch thuật",  chứng minh "không có gì là không thể dịch được". Bản dịch tiếng Ý năm 1937 của Nino Frank bị ông ngạc nhiên cho rằng ngôn ngữ nhẹ nhàng đã phản bội lại nguyên tác. Ulysses được dỡ bỏ lệnh cấm tại Hoa Kỳ (tháng 12 năm 1933) và Vương quốc Anh (1936), các ấn bản đầu tiên Bennett Cerf, Random House xuất bản tại Hoa Kỳ và Bodley Head của Allen Lane cho ra mắt tại Anh.

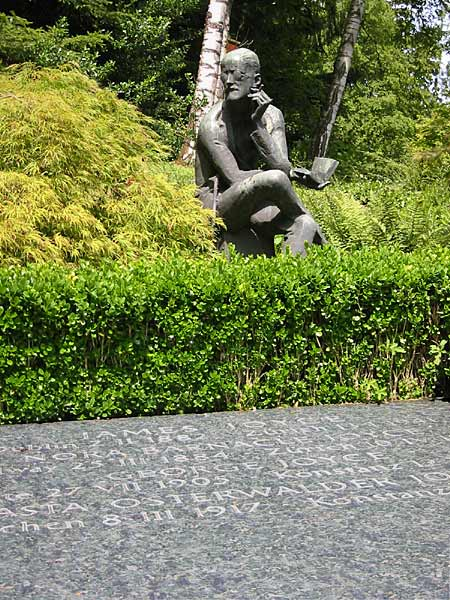
Mộ James Joyce tại nghĩa trang Zürich

Joyce lại tập trung vào Work in Progress bắt đầu từ năm 1922, tự ép bản thân làm cho nó "thật hơn cả thực tế". Bằng nỗ lực bền bỉ của cả nhà văn lẫn nhóm giúp cho Finnegans Wake ra mắt ngày 4 tháng 5 năm 1939. Trực giác Paul Léon mách bảo trước bối cảnh chiến tranh sắp xảy đến, tác phẩm sẽ khó liên hệ thời cuộc và khó hiểu với độc giả bình thường, nhưng cũng khẳng định:
| “                                  | Không thể phủ nhận rằng ông [Joyce] đã hành động theo lương tâm của chính mình và thực sự đã ăn nuốt gần như tất cả chất liệu, thể xác cùng tâm linh, đạo đức cùng vật chất của mình để viết sách để rồi bị những kẻ xấu tính chế giễu cộng với sự hỉ hả đau đớn của bạn bè. Bằng thái độ này, ông giữ thành thật với chính mình. Nguyên vănBut it is impossible to deny that he [Joyce] acted according to his own conscience and that he actually consumed almost all of his substance, physical and spiritual, moral and material in the writing a book to be received with derision by his ill-wishers and with pained pleasure by his friends. And in this attitude he remained true to himself. | ” |
| — Thư Paul Léon gửi Harriet Weaver | |   |

Phản ứng độc giả đối với Finnegans Wake năm 1939 trải từ bối rối đến khinh thường ra mặt. Sunday Times cho rằng nó "không liên quan đến văn học" (literary irrelevant) còn người bạn cũ Oliver Gogarty lại coi là "tác phẩm văn học khổng lồ nhất kể từ Ossian của Macpherson đến nay". Mặc dù cho đến cuối tháng 6 đã bán được 4.000 cuốn ở Hoa Kỳ nhưng bản thân Joyce lại coi đây là một "thất bại".
Chiến tranh bùng nổ, Đức chiếm đóng Pháp khiến Joyce phải tìm đường trở lại Thụy Sĩ. Thủ tục hành chính (xin giấy phép rời Pháp cũng như thị thực vào Thụy Sĩ, cũng như gia hạn hộ chiếu Anh) rất khó khăn, nhưng đến ngày 14 tháng 12 năm 1940, ngoại trừ Lucia, cả nhà Joyce đã được rời Pháp qua ngả Saint-Germain-des-Fossés (gần Vichy). Joyce nỗ lực đưa Lucia ra khỏi môi trường hỗn loạn này đã thất bại; cuối tháng 11, khi dường như đã xong mọi thủ tục thì Đức Quốc xã thu hồi giấy phép và Lucia phải ở lại viện điều dưỡng tại Pháp. Ông mong muốn chuyển con gái đến Zürich cho an toàn, nhưng việc ông đột ngột qua đời tháng sau đó đã chấm dứt mọi dự định. Nora và Giorgio thì có vẻ không quan tâm đến số phận Lucia.
Hồi 4:40 sáng ngày 10 tháng 1 năm 1941, cơn đau dạ dày hành hạ khiến Joyce tỉnh dậy. Ảnh chụp X-quang cho thấy có vết loét thủng, chảy máu bên trong. Ngày 11 tháng 1, bác sĩ tiến hành phẫu thuật, lúc đầu dường như có vẻ thành công hồi phục nhưng sau vài giờ, Joyce rơi vào hôn mê và được truyền máu. Hồi 1 giờ sáng ngày 13 tháng 1, ông tỉnh lại, kêu y tá gọi Nora và Giorgio, nhưng đã tử vong trước khi hai người có mặt. Khám nghiệm tử thi xác định nguyên nhân cái chết là do viêm phúc mạc. Nhà điêu khắc Paul Speck được yêu cầu tạo hình mặt nạ từ xác Joyce, ghi lại trung thực hình ảnh sầu khổ, mất hết sức lực. Ngày 15 tháng 1, Joyce được an táng tại nghĩa trang Fluntern ở Zürich. Khi được hỏi có thể tổ chức tang lễ theo nghi thức Công giáo, Nora trả lời "Tôi không thể làm điều như vậy với anh ấy". Về sau, Nora muốn cải táng cho Joyce về Ireland nhưng bị hàng ngũ giáo phẩm Công giáo phản đối. Như để trả thù, bà không nhượng lại bản thảo Finnegans Wake cho Thư viện quốc gia Dublin mà chấp thuận với Harriet Weaver chuyển nó về Thư viện Anh. Ngày 10 tháng 4 năm 1951, Nora Barnacle qua đời và được chôn cất cùng nghĩa trang với James Joyce. Năm 1966, cả hai cùng được cải táng, đưa về chung một "mộ vinh danh", phía trên đặt tượng James Joyce.

## Sáng tác

### Danh sách
- Stephen Hero (Người hùng Stephen, 1904 - 1946), tiểu thuyết xuất bản 1944
- Chamber Music (Nhạc thính phòng, 1907), tập thơ
- Giacomo Joyce (1907), tập thơ
- Dubliners (1914), tập truyện ngắn
- A Portrait of the Artist as a Young Man (1916), tiểu thuyết
- Exiles (1918), kịch
- Ulysses (1922), tiểu thuyết
- Pomes Penyeach (Thơ một xu một bài, 1927), tập thơ
- Collected Poems (Tuyển tập thơ, 1936), tập thơ
- Finnegans Wake (1939), tiểu thuyết
- The Cat and the Devil (Con mèo và ác quỷ, 1965), tập truyện ngắn
- The Cats of Copenhagen (Những con mèo Copenhagen, 2012), tập truyện ngắn

### Tác phẩm tiêu biểu

#### Dubliners

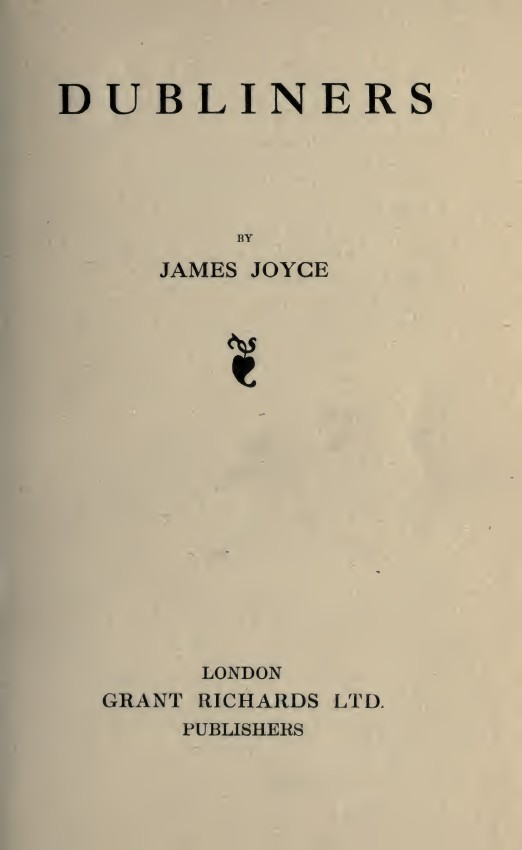
Dubliners, 1914

Dubliners là tuyển tập 15 truyện ngắn xuất bản lần đầu năm 1914, mô tả theo chủ nghĩa tự nhiên đời sống của tầng lớp trung lưu Ireland trong thành phố Dublin và vùng phụ cận đầu thế kỷ 20. Các truyện ngắn này được viết khi chủ nghĩa dân tộc Ireland cũng như quá trình tìm kiếm bản sắc dân tộc đang ở đỉnh cao. Joyce khắc họa bản sắc đó như bước đầu tiên trong công cuộc giải phóng tâm linh ở Ireland. Các truyện tập trung tư tưởng của Joyce vào sự thấu tỏ: khoảnh khắc khi nhân vật trải nghiệm được tự thân thấu cảm hoặc được soi sáng về thay đổi cuộc đời. Nhiều nhân vật trong Dubliners về sau tiếp tục xuất hiện là các vai phụ trong Ulysses. Những truyện đầu tiên được kể qua lời đứa trẻ nhân vật chính. Các truyện tiếp theo đề cập đến cuộc sống và mối quan tâm của những người đã trưởng thành già dặn hơn. Điều này phù hơp với việc tác giả chia tuyển tập thành ba phần tương ứng với thời thơ ấu, thanh thiếu niên và trưởng thành.

#### A Portrait of the Artist as a Young Man
A Portrait of the Artist as a Young Man xuất bản năm 1916 là bản thu gọn của tiểu thuyết Stephen Hero đã bị bỏ dở. Đây là một tác phẩm thuộc thể loại Künstlerroman, miêu tả thời thơ ấu và thiếu niên của nhân vật chính Stephen Dedalus cũng như sự trưởng thành từng bước về tự ý thức nghệ thuật. Tác phẩm vừa là tự truyện của tác giả đồng thời là chuyện đời của nhân vật chính hư cấu. Tác phẩm này gợi lên các kỹ thuật mà Joyce sử dụng trong các tác phẩm về sau như dòng ý thức, độc thoại nội tâm hay chú trọng phần tâm linh bên trong hơn là khai thác vẻ bên ngoài của nhân vật.

#### Exilesvà thơ ca
Dù lúc ban đầu rất yêu thích sân khấu, Joyce chỉ xuất bản một vở kịch với tựa đề Exiles vào năm 1918. Vở kịch đề cập đến mối quan hệ vợ chồng, là cầu nối từ The Dead (truyện cuối trong Dubliners) và chuyển tiếp tới Ulysses được Joyce khởi bút trong thời gian đang viết kịch.
Joyce xuất bản cả thảy ba thi phẩm. Tập thơ đầu tiên là Chamber Music (1907) gồm 36 bài, về sau được đưa vào Imagist Anthology do Ezra Pound biên tập. Các tác phẩm thơ khác mà thi sĩ xuất bản khi còn sống là Gas from a Burner (1912), Pomes Penyeach (1927) và Ecce Puer (1932). Những tác phẩm này đều được nhà xuất bản Black Sun Press đưa vào tuyển tập Collected Poems (1936).

#### Ulysses

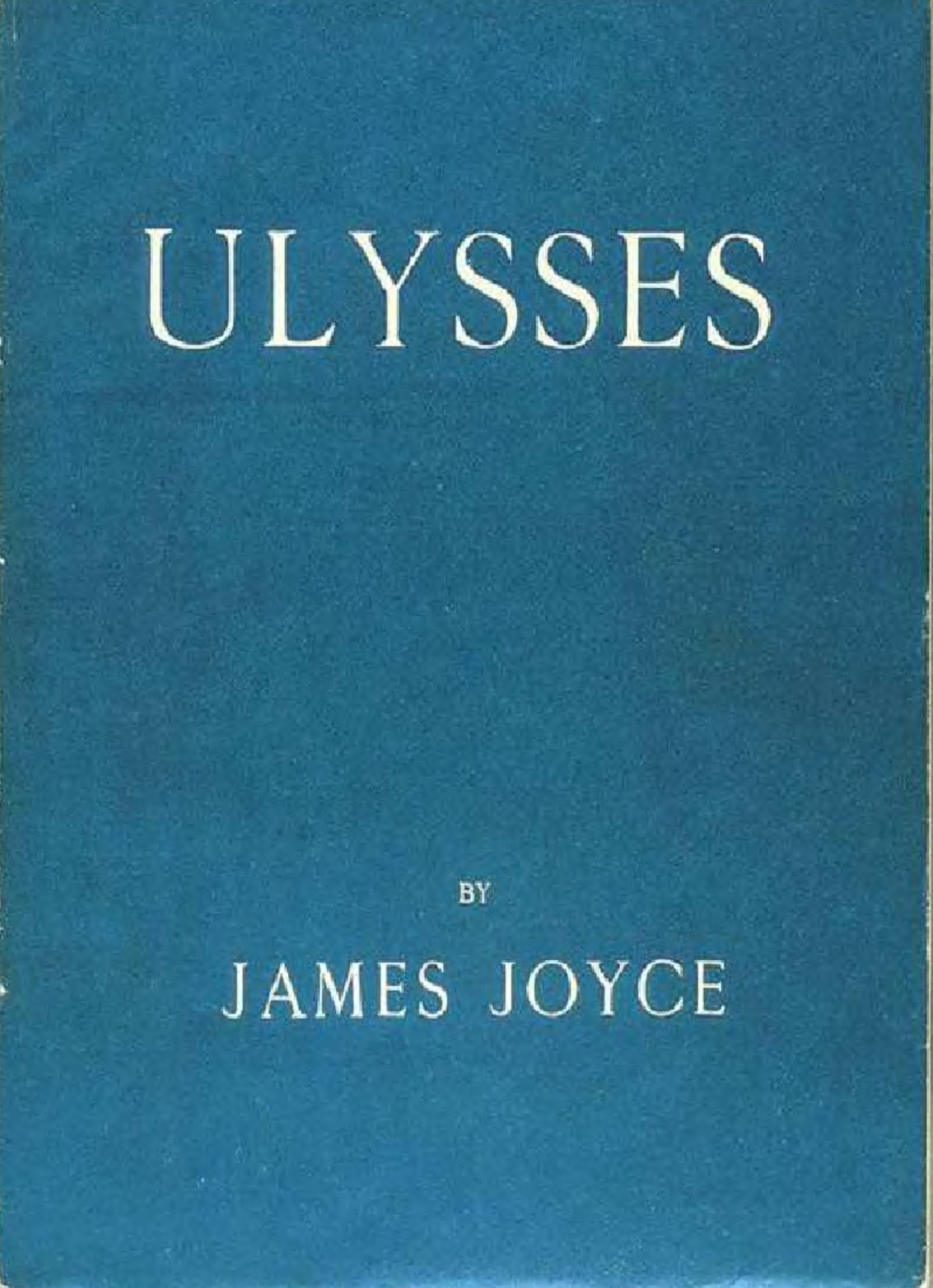
Ấn bản Ulysses đầu tiên năm 1922

Nội dung Ulysses bắt đầu lúc 8 giờ sáng ngày 16 tháng 6 năm 1904 và kết thúc khoảng sau 2 giờ sáng hôm sau. Diễn biến đa phần nằm trong tâm trí nhân vật, thông qua các hình thức như độc thoại nội tâm, đối thoại cho đến soliloquy. Tiểu thuyết gồm 18 chương, mỗi chương ứng với một tiếng đồng hồ trong ngày, bằng phong cách văn chương độc đáo. Joyce cấu trúc mỗi chương tương ứng với một phần riêng biệt trong Odyssey của Homeros cũng như một màu sắc, một ngành nghệ thuật hay khoa học cụ thể, một bộ phận trên cơ thể. Cấu trúc chương hồi này không có trong nguyên bản nhưng khoảng năm 1921, nhà văn đã đưa ra hai phiên bản cấu trúc tác phẩm cho Ulysses, gọi là Lược đồ Linati và Lược đồ Gilbert. Ulysses đặt nhân vật và diễn biến vào bối cảnh Dublin năm 1904, đại diện Odysseus, Penelope, Telemachus bằng Leopold Bloom và vợ Molly Bloom cùng Stephen Dedalus. Nó sử dụng tính hài hước, như nhại lại, châm biếm và hài kịch để đối lập nhân vật trong tiểu thuyết với hình mẫu của Homeros. Tác giả hạ yếu tố thần thoại xuống bằng cách bỏ hết tiêu đề chương để có thể đọc tác phẩm độc lập với cấu trúc sử thi Homeros.
Ulysses có thể coi là tác phẩm nghiên cứu Dublin năm 1904, khám phá các khía cạnh khác nhau của đời sống thành phố kể cả sự nghèo đói và đơn điệu ẩn chứa trong đó. Joyce từng nói nếu Dublin biến mất thì có thể dùng nó làm hình mẫu để dựng lại. Nhằm đạt được đến mức ấy, ông dựa vào trí nhớ của mình cũng như thu nhận từ người khác để tạo ra chi tiết thật tỉ mỉ. Nhà văn thường tham khảo Danh mục Thom ấn bản năm 1904 — liệt kê toàn bộ chủ sở hữu, người thuê nhà các khu dân cư và bất động sản của Dublin — để đảm bảo chính xác khi viết ra. Lối kết hợp cách viết đa sắc, dựa vào lược đồ chính thức để cấu trúc câu chuyện và chăm chút tinh tế đến từng chi tiết của tác phẩm đã đóng góp cho sự phát triển văn học hiện đại thế kỷ 20.

#### Finnegans Wake
Finnegans Wake là tiểu thuyết thử nghiệm đẩy dòng ý thức và ám chỉ văn học đến cực điểm. Mặc dù có thể đọc tác phẩm từ đầu đến cuối, Joyce dùng lối chơi chữ để biến đổi những ý tưởng, cốt truyện truyền thống cùng sự phát triển nhân vật, cho phép đọc không theo trình tự. Cách chơi chữ thể hiện bằng thứ tiếng Anh đặc biệt khó hiểu và phức tạp. Cách tiếp cận này có phần giống nhưng cao hơn nhiều so với Jabberwocky của Lewis Carroll, dựa trên nhiều loại ngôn ngữ. Tính chất liên tưởng của ngôn ngữ cấu thành khiến tác phẩm được hiểu là câu chuyện về giấc mơ.
Siêu hình học Giordano Bruno mà Joyce đọc lúc trẻ đóng vai trò quan trọng trong Finnegans Wake vì đưa ra khuôn khổ để các nhận dạng nhân vật tương tác và được chuyển hóa. Quan điểm Giambattista Vico về chu kỳ lịch sử đã cấu trúc nên câu chuyện của tác phẩm, thể hiện bằng lời mở đầu và lời kết. Nói cách khác, tác phẩm kết thúc bằng vế đầu của một câu và bắt đầu bằng vế cuối chính câu đó, biến câu chuyện thành một chu trình đồ sộ lặp đi lặp lại.

### Chủ đề
Theo Harry Levin, tác phẩm của Joyce xoay quanh hai chủ đề ám ảnh: nghệ sĩ và thành phố. Đô thị hiện đại kiểu mẫu Dublin thiếu hẳn vẻ đẹp, còn người nghệ sĩ truyền bá thẩm mỹ thì bị dư luận phẫn nộ coi là tà giáo, không thể hòa nhập được. Giải pháp duy nhất là cứ lưu vong tha hương.

#### Nghệ sĩ: Chủ đề thẩm mỹ
Lý thuyết quan trọng nhất của Joyce về nghệ thuật, thẩm mỹ, nghệ sĩ xuất hiện trong chương thứ năm của A Portrait of the Artist as a Young Man cho đến Proteus, Scylla và Caribda của Ulysses. Các quan điểm được thể hiện trong Portrait gắn chặt với học thuyết Tôma Aquinô và Aristoteles về trật tự và hệ thống (cosmos), dường như mâu thuẫn với văn xuôi Joyce về sau được chuyển sang vô trật tự hỗn mang (chaos). Trong Finnegans Wake, nhà văn ghép chaos với cosmos lại thành chaosmos để tổ hợp các mặt đối lập đặc trưng cho tác phẩm của mình. Umberto Eco tuyên bố "Portrait không phải là tuyên ngôn thẩm mỹ của Joyce, mà là bức chân dung nhà văn không còn tồn tại khi hoàn thành phác thảo tự truyện và bắt đầu sáng tác Ulysses."

##### A Portrait of the Artist as a Young Man
Bất chấp việc bỏ đạo, nghệ sĩ đối với Joyce vẫn là "một thầy tu với khả năng sáng tạo không giới hạn, chuyển đổi những kinh nghiệm trong cuộc sống sinh nhai hằng ngày vào trong một cơ thể lộng lẫy của cuộc sống bất diệt". Sự biến đổi hiện thực thông qua nghệ thuật do đó được so sánh với quá trình chuyển hóa thánh thể; ông thế tục hóa các hoạt động tôn giáo, chỉ giữ quy định nghi lễ và kỷ luật Dòng Tên. Theo Stephen Dedalus, ba giới luật do Tôma Aquinô đưa ra được dùng làm nền tảng cho sự sáng tạo thẩm mỹ: integritas (toàn vẹn), consonantia (hài hòa) và claritas (sáng lên). Integritas có nghĩa là tách biệt nghệ thuật ra khỏi thế giới và coi nó là một chỉnh thể. Consonantia nghĩa là nhận thức được độ phức tạp và khả năng phân chia của chủ thể, trong đó các yếu tố cấu thành kết hợp hài hòa với nhau. Claritas được Dedalus liên kết với khái niệm học thuật khác quidditas (bản thể) để chỉ khoảnh khắc tối thượng của sự mạc khải nghệ thuật. Nhà văn dùng thuật ngữ epifanie (hiển linh) để chỉ về trải nghiệm nghệ thuật theo cách gọi là "bắt giữ được thẩm mỹ", Joseph Campbell đặc biệt đề cao khái niệm này, hay còn gọi là stasis (trạng thái). Nhân vật chính phân biệt hai loại nghệ thuật: chuẩn tắc và bất quy tắc. Nghệ thuật bất quy tắc khơi dậy cảm xúc "động" (ham muốn hoặc từ chối), trong khi nghệ thuật chuẩn tắc là sự mặc khải "tĩnh" về cái đẹp, nỗi bi thương (thương xót hoặc kính sợ):
| “                                                           | Cái đẹp mô tả bởi người nghệ sĩ không thể đánh thức trong chúng ta một cảm xúc vận động hay một cảm giác đối với cơ thể theo quy luật tự nhiên. Nó đánh thức hay sẽ đánh thức; xui khiến hay sẽ xui khiến một sự cân bằng mĩ học, một lòng trắc ẩn tưởng tượng hay một nỗi sợ hãi tưởng tượng. Một sự cân bằng được đưa ra và kéo dài thêm, cuối cùng tan rã bởi cái mà tớ gọi là nhịp điệu của cái đẹp.Nguyên vănBeauty expressed by the artist cannot awaken in us an emotion which is kinetic or a sensation which is purely physical. It awakens, or ought to awaken, or induces, or ought to induce, an esthetic stasis, an ideal pity or an ideal terror, a stasis called forth, prolonged and at last dissolved by what I call the rhythm of beauty. | ” |
| — Bản dịch Chân dung một chàng trai trẻ của Nguyễn Thế Vinh | |   |

Vì vậy, nghệ sĩ là người khám phá ra ý nghĩa sâu xa của thế giới trong khoảnh khắc xuất thần (epifanie) rồi bày tỏ nó thông qua văn thơ, tái xác định thực tế bằng lời văn.

##### Ulysses

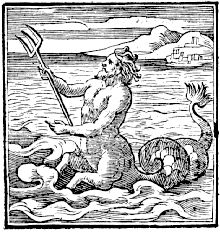
Thần biển Proteus với khả năng biến hình được Joyce sử dụng làm biểu tượng cho việc chuyển hóa hiện thực một cách nghệ thuật

Trong chương Proteus, Stephen Dedalus tiếp tục suy ngẫm về nghệ thuật trên Bãi biển Sandymount. Khởi nguồn từ luận thuyết Aristoteles De sensu et sensili (Cảm nhận và giác quan) và De Anima (Về linh hồn) cho rằng kiến thức con người thu được thông qua nhận thức (giác quan), nhân vật giả định rằng mắt người không thể nhận ra được bản chất sự vật, mà chỉ nắm được sắc màu ảo tưởng bề ngoài của vũ trụ đang biến đổi không ngừng. Nhận thức của con người bị giới hạn và sai lệch, đồng thời:
| “                               | Những vật quan sát được có tính chất không thể thay đổi: ít nhất là suy tưởng qua mắt tôi. Những dấu hiệu mọi vật mà tôi đọc được ở đây, bãi và vũng biển[...]Nguyên vănIneluctable modality of the visible: at least that if no more, thought through my eyes. Signatures of all things I am here to read, seaspawn and seawrack[...] | ” |
| — Trích trong Ulysses, tạm dịch | |   |

Nhân vật Dedalus cũng chịu ảnh hưởng sâu sắc từ Laokoon oder über die Grenzen der Mahlerey und Poesie (Laocoon hay về giới hạn của hội họa và thơ ca) của Lessing, trong đó phân biệt thẩm mỹ rạch ròi giữa nghệ thuật thị giác (hội họa, điêu khắc,...) với văn chương, nên không thể bắt chước hay sao chép nhau. Hội họa là nghệ thuật mang tính không gian khơi dậy cảm xúc khi sắp xếp các yếu tố cạnh nhau (nebeneinander) còn văn học lại có tính thời gian khi liên kết các phần nối tiếp với nhau (nacheinander) như âm nhạc. Proteus trở thành chương quan trọng trong toàn bộ Ulysses ở chỗ khởi đầu từ những nguyên tắc triết học truyền thống, nó tạo ra bước nhảy vọt theo chủ nghĩa hiện đại, phá vỡ quy ước nghệ thuật cũ một cách ngoạm mục. Nếu hai chương trước đề cập đến nền tảng triết học thì Proteus là sự tự do thử nghiệm. Theo Umberto Eco, chương này đã làm tan biến "triết học Aristotle trong nhạc biển rì rào" bằng kỹ thuật độc thoại nội tâm. Do đó, vị thần Proteus có khả năng biến hình là biểu tượng của sự đổi mới nghệ thuật và tư tưởng, chuyển thực tại thô sơ lên các hình thức cao hơn. Tuy nhiên Ulysses vẫn giống như thần Janus hai mặt, kết hợp truyền thống (chủ nghĩa cổ điển, chủ nghĩa hiện thực) với hiện đại.

#### Dị giáo: Chủ đề tôn giáo
James Joyce không bao giờ phủ nhận rằng linh hồn mình "vấn vương với học phái Aquinas" nhưng văn chương thu hút hơn sự kêu gọi thiên thượng. Đối với ông, nghệ thuật trên hết có nghĩa là tự do suy nghĩ và nổi loạn chống lại những khuôn mẫu sẵn có, thể hiện ra cái tôi cá nhân mà giáo hội lúc trước từng kết tội là dị giáo và sa ngã. Tự ví mình với "kẻ dị giáo" nổi tiếng Giordano Bruno bị giáo hội kết án, ông thậm chí còn lấy tên đó thành bút danh kiểu Anh cho mình là Gordon Brown. Tuy vậy, nhà văn vẫn gắn mình với một số biểu tượng Kitô giáo, ví dụ ông so sánh sự hy sinh của Chúa Giêsu với cách Parnell bị các đồng minh chính trị phản bội bỏ rơi, hay Đức Trinh Nữ Maria luôn là biểu tượng nữ tính. Umberto Eco so sánh Joyce với các giáo sĩ tự do thời Trung Cổ đã khước từ giáo luật nhưng vẫn giữ lại khuôn mẫu văn hóa giáo hội trong tư tưởng.
Thái độ rõ ràng của người nghệ sĩ được Stephen Dedalus thể hiện qua lời nói: "Tớ sẽ không phục vụ cái gì tớ không còn tin tưởng nữa, dù cái đó là gia đình, tổ quốc hay tôn giáo của tớ." Tôn giáo thất bại là chủ đề chính của hai truyện ngắn Sisters (Chị em gái) và Grace (Ân sủng) trong tập Dubliners. Trong Sisters, việc Cha Flynn không thể cầm chén thánh trong tay đánh dấu sự mất niềm tin và tâm linh lạc bước. Truyện Araby lấy lại biểu tượng chiếc chén để mô tả bí mật sự hấp dẫn tính dục đầu tiên cũng là mất đi tính thơ ngây con trẻ: "Tôi tưởng tượng mình đang ôm chặt một ly rượu thánh vượt qua tầng tầng lớp lớp kẻ thù." Đối với Hélène Cixous, chiếc chén trên tay đứa trẻ còn có ý nghĩa hơn thế, nó là biểu tượng Ngôi Lời cùng những giá trị nghệ thuật không giới hạn. Không giống với chén thánh tôn giáo "khô cạn" là những lời cầu nguyện vô ích đến Deus otiosus (Chúa vắng mặt), chén thánh nghệ thuật luôn đầy tràn ý nghĩa như "cái sừng sung túc". Truyện Grace nhại lại chủ đề cứu chuộc và cảnh báo rằng giáo lý tôn giáo không được người thường đón nhận đúng đắn: có thể bị chế giễu hoặc làm theo như mê tín dị đoan; như vợ nhân vật chính là Kernan được mô tả "Đức tin tôn giáo gần đây với chị ta cũng trở thành một thói quen,[...] nếu có thể, chị ta cũng sẽ tin vào thần banshee và Chúa Thánh thần."
Như là dấu hiệu chống lại quá khứ Công giáo, Joyce đưa một loạt yếu tố báng bổ, dị giáo hoặc ngoại giáo vào tác phẩm của mình. Trong chương Telemah, nhân vật Buck Mulligan bắt đầu "nghi thức" cạo râu bằng cách tụng Introibo ad altare Dei, rồi chia trứng tráng thành ba (cho anh ta, Stephen và Haines) và cầu In nomine Patris et Filii et Spiritus Sancti. Chúa bị Buck Mulligan coi là "kẻ thu thập dương bì" còn Stephen Dadelus gọi là "Người sói! Kẻ nhai thuốc độc!". Toàn bộ chương Circe thể hiện rõ ràng sự đảo ngược các chuẩn mực tôn giáo, đạo đức, lý trí hoặc hành vi, là cú đột phá của phân tâm học vào những vùng tối nhất trong tiềm thức. Joyce sử dụng các yếu tố tân ngoại giáo gắn liền với phong trào văn hóa Phục hưng Celtic ở Ireland đầu thế kỷ 20 cùng với triết học Nietzsche.

#### Đô thị: Chủ đề xã hội
Khi khắc họa thành phố hiện đại, James Joyce từ chối tô vẽ lên một hiện thực trần trụi và ngột ngạt: tập truyện Dubliners tập trung vào các mảnh đời bất hạnh bị những gì tầm thường đề bẹp. Khi bàn về một số tác phẩm Ireland bị tô vẽ lý tưởng hóa, ông cảm thấy ghê tởm coi đó là lời dối trá trắng trợn. Dubliners phản ánh các vấn đề như nghiện rượu, bạo lực gia đình, phản bội lừa đối, cô đơn... Các chủ đề nghiêm trọng hơn không được nhắc đến trực tiếp nhưng vẫn thể hiện ra như buôn thần bán thánh hay ấu dâm. Cixous so sánh tập truyện với tầng địa ngục thứ tám của Dante, với nhận xét rằng tập truyện bắt đầu với một cái chết và kết thúc bằng truyện có tựa đề The Dead (Người chết), đó là dấu hiệu đời sống Ireland luôn bị một thế giới quá khứ đã mất ám ảnh. Ý tưởng này được nhắc lại trong Ulysses, khi hồn ma mẹ Stephen hiện lên "với khuôn mặt thối rữa xanh lè và mất mũi" giống như banshee. Song trên tất cả, nội dung chính của Dubliners là sự bất lực đến tê liệt, được hiểu theo nghĩa đen trong Sisters và bóng gió bằng nỗi sợ, miễn cưỡng, thụ động trong các truyện khác. Chính Joyce từng tuyên bố trong thư rằng "Tôi kêu gọi loạt truyện Dubliners để phản lại sự bại liệt phân nửa hoặc hoàn toàn từ cốt tủy của một thành phố". Các nhân vật trong tập truyện đều ít nhiều đi ngược lại nhân tính thông thường, dường như cam chịu tê liệt ngay cả trong những khoảnh khắc đáng lẽ ra có thể nhận được hạnh phúc. Trong Eveline, nữ chính chỉ nhìn bạn trai vô định bất lực, không biết nên cùng đi Mỹ hay ở lại với gia đình tại Ireland, sự do dự đến mức sững sờ tê liệt không đáp lại nổi lời kêu gọi của người yêu:
| “                                     | Nỗi đau khổ của nàng gây nên một cơn buồn nôn trong người nàng và nàng cứ mấp máy môi theo bài cầu kinh nồng nàn câm lặng.[...] Nàng hướng gương mặt trắng toát về phía anh, thụ động, như con thú bơ vơ. Mắt nàng không còn cho anh thấy dấu hiệu nào của tình yêu hay lời tạm biệt hay dẫu chỉ là một sự nhận ra. | ” |
| — Bản dịch Dân Dublin của Thiên Lương | |   |

Tương tự như vậy trong các truyện khác, tiêu biểu với The Dead, Gabriel kể giai thoại con ngựa chuyên kéo đi vòng tròn nên không thể đi theo hướng khác được nữa. Đó là cách Joyce dùng biểu tượng để lên án sự thụ động của người Ireland. Frank Budgen đánh giá cao việc xây dựng tính cách nhân vật bình dị tầm thường của nhà văn, cho rằng nhờ đó mà có sức lan tỏa phổ biến, Ulyssess chỉ diễn ra một ngày tại một thành phố xác định nhưng hành trình của xác thể nào đang sống động và suy nghĩ thì khắp mọi nơi đều hiểu được, giống như âm nhạc hay hội họa vậy.
Harold Bloom cho rằng chủ đề của Ulysses thực ra rất đơn giản: lòng tốt vô điều kiện chiến thắng bạo lực và quyền lực thấp hèn. Từ góc độ này, tiểu thuyết có thể được coi là bản tuyên ngôn chống lại chủ nghĩa sô vanh tàn bạo.
Gia đình là một chủ đề quan trọng khác trong các tác phẩm của Joyce. Theo Hélène Cixous, thoạt đầu gia đình được xem như mô hình thu nhỏ của Dublin, mô phỏng tất cả các mối quan hệ xã hội của thành phố ở tầm cỡ nhỏ hơn. A Portrait of the Artist as a Young Man tập trung vào xung đột giữa người con trai nổi loạn với cha mẹ, Stephen ghét bỏ mẹ mình vì tôn giáo của bà và khinh thường cuộc đời người cha đầy thất bại. Đến Finnegans Wake, mỗi cá nhân thành viên trong gia đình trở nên ít quan trọng hơn, gia đình không còn được coi cấu trúc cho xã hội, mà tồn tại hoàn toàn độc lập. Cixous thấy rằng từ Finnegans Wake, gia đình không còn là thể thống nhất trong thế giới của Joyce, chỉ còn là "sự sắp xếp hỗn loạn xoay quanh người cha" Hình tượng người cha trong Portrait, Udyssess hay Dubliners thường hiện ra không có uy tín: nghiện rượu cùng bạo lực, nghèo đói cùng thất bại, hoặc là một "kẻ bị cắm sừng" dễ mến nhưng bất lực. Trong Scylla and Caribda, Stephen Dedalus nói rằng "Quan hệ cha con có thể là một hư cấu hợp pháp", từ đó đặt câu hỏi về tính xác thực của gia đình, "người cha" chỉ còn là sản phẩm của trí tưởng tượng mà không có tính thực tế tự nhiên.

### Phong cách và ngôn ngữ
Rất khó để đóng khung tác phẩm của James Joyce vào một khuôn khổ nhất định, đa số tương ứng với chủ nghĩa hiện đại (với kiệt tác Ulysses), nhưng cũng có cả trào lưu như chủ nghĩa hiện thực và chủ nghĩa tự nhiên (đặc biệt là các truyện trong tập Dubliners). Christopher Buttler cho rằng các tác phẩm từ Stephen Hero đến Finnegans Wake đánh dấu những bước phát triển văn học quan trọng từ thời đại Tượng trưng sang chủ nghĩa hậu hiện đại. Harry Levin nhận xét A Portrait of the Artist as a Young Man thuộc về chủ nghĩa tự nhiên còn Finnegans Wake là thử nghiệm chủ nghĩa tượng trưng. Stuart Gilbert so sánh phong cách của Joyce có sự tương đồng với trường phái Điểm họa của các họa sĩ như Seurat trong đó có kết hợp giữa chủ nghĩa tự nhiên, chủ nghĩa tượng trưng và sự chính xác nhìn thấy được. Trên hết, có nguồn gốc từ Ibsen, chủ nghĩa hiện thực của Joyce vẽ ra sự hủy diệt ảo vọng và lý tưởng con người khi đối mặt với thực tế tàn khốc.
Nhu cầu trình bày hiện thực này trực tiếp đưa Joyce đến những hình thức biểu đạt mới giúp xác định lại mối liên hệ giữa ngôn từ và nội dung. Ngôn ngữ trong Chân dung người nghệ sĩ thời trẻ phát triển song song với sự trưởng thành của nhân vật chính. Chương đầu tiên mang đến cái nhìn con trẻ thông qua vốn từ vựng ngây thơ, rồi dần mở rộng phát triển thành cách nói của người lớn, có liên quan chặt chẽ với nhau nhưng không lẫn vào nhau được. Hélène Cixous phân tích rằng khung cảnh là một loạt hình ảnh "tinh nguyên" in hằn lên tâm trí đứa trẻ trước khi đủ lớn để mà hiểu rõ. Truyện Sisters sử dụng những từ khó hiểu của người lớn như paralysis (tê liệt) hay simony (buôn thần bán thánh) đầy bí ẩn để tiên báo tuổi thơ ngây trong trắng mất đi do thực tại hư hoại và trống vắng khi trưởng thành. Khi Stephen Dedalus đã lớn, ngôn ngữ trong Portrait vay mượn nhiều thuật ngữ triết học hơn và tự nội tâm hóa bản thân, không còn nhạy bén với kích thích bên ngoài mà trở nên trầm lắng, báo hiệu một tâm lý độc lập nhưng cũng lạ lùng so với trước đó.
Từ thời thơ ấu, Stephen Dedalus đã thấy ngôn ngữ không hề hoàn thiện, có sự phân biệt như "God" hay "Dieu" đều chỉ về một Thiên Chúa. Tiếp sau trong Scylla and Charybdis, ngôn từ được đơn giản hóa và nghĩa mơ hồ hơn. Có lẽ chân dung tự họa này của Joyce đang cố gắng tìm kiếm một ngôn ngữ mới, để rồi tạo ra một thứ tiếng mới thực sự trong Finnegans Wake được Robert McAlmon gọi là "Quốc tế ngữ trong tiềm thức". John P. Anderson nói về Finnegans Wake "Giống như Tháp Babel. Hơn nữa, nếu trong mơ ai đó nói tiếng Na Uy với anh, anh cũng không hề ngạc nhiên vì vẫn hiểu được".
Tương tự như Portrait, mỗi chương của Ulysses thể hiện một ngôn ngữ biểu đạt phát triển ở mức hoàn hảo, nhưng độc giả không chỉ bắt gặp một ý thức duy nhất mà là của cả một nhóm nhân vật. Chủ nghĩa nhiều quan điểm (pluriperspectivism) đặt ba nhân vật chính (Stephen Dedalus, Leopold Bloom, Molly) vào trung tâm, cùng các nhân vật phụ mang tính hỗ trợ. Joyce chuộng phương pháp tâm lý độc thoại nội tâm (dòng ý thức) để nhân vật bộc lộ suy nghĩ trực tiếp, hoặc phong cách tự do gián tiếp khi quan điểm chủ quan của nhân vật chính kết hợp và hòa vào với người kể chuyện ở ngôi thứ ba. Nhiều lần, đặc biệt trong phần hai, Ulysses tránh khỏi quan điểm của một nhân vật cụ thể để khám phá ý thức tập thể của cả thành phố hoặc văn hóa nói chung. Katie Wales coi cả Stephen Dedalus lẫn Leopold Bloom đại diện bách khoa cho văn hóa nhân loại: Stephen hiện thân cho cao tầng (triết học, biện chứng,...) còn Bloom tiêu biểu cho bình dân đại chúng. Niềm yêu thích của nhà văn với sự phát triển văn hóa được thể hiện chủ yếu bằng vòng lặp trong văn chương, tích hợp và bắt chước các phong cách sáng tác, phương thức giao tiếp, dùng cả tiếng lóng cho đến những thuật ngữ chuyên ngành khô khan. Ví dụ rõ nét có thể thấy ở chương Oxen of the Sun, tác giả tán dương và nhại lại mọi phong cách văn học Anh từ Trung cổ đến thế kỷ 19, đối chiếu giữa quá trình tiến hóa bào thai trong bụng mẹ tương ứng với sự phát triển ngôn ngữ văn chương. Chương này có thể là sự tôn vinh nhưng đồng thời cũng tạo nên khoảng cách với truyền thống trong quá khứ, như T. S. Eliot nói Oxen đã phơi ra "tính không hiệu quả của tất cả các phong cách Anh ngữ". Chương Aeolus khái lược tất cả các biện pháp tu từ, ở đó có ẩn dụ, hoán dụ, prolepsa, epiphora, epimona, chiasmus, diaeresis, từ tượng thanh, điệp âm, antanaclase, epizeuxis,... Chương Sirens đầy dẫy những từ tượng thanh giản lược, các đoạn lặp lại dưới dạng leitmotif, câu văn tạo nên chủ đề khác thường, gợi nhắc Stuart Gilbert về tẩu pháp trong âm nhạc. Chương Cyclops là câu chuyện mang quan điểm hạn chế và độc đáo, được một người kể lại đầy xúc, cố tình gian xảo cắt gọt thực tế bằng thứ ngôn ngữ chế giễu, khoa trương cùng tư duy đầy thành kiến. Thường bị những đoạn nhấn mạnh ngắt quãng được trích từ sổ ký lục, sử thi, báo chí, tình tiết giật gân hoặc cảm xúc, Cyclops phát triển phong cách cường điệu "khổng lồ" và "chủ nghĩa Gargantua", cuối cùng là nhại lại sự ích kỷ hẹp hòi. Chương Nausicaa thoạt đầu tạo ra thế giới công chính của Gerty MacDowell theo phong cách tình cảm lấy từ tạp chí phụ nữ đương thời hay hình ảnh hôn nhân Công giáo lôi cuốn, nhưng khi chuyển sang độc thoại nội tâm của Leopold Bloom, lời văn trở nên thu hút, mang nhiệt huyết lên đến đỉnh điểm cao trào. Chương Circe là vở kịch dàn dựng theo chủ nghĩa biểu hiện, ngôn từ có sức mạnh mới, tạo ra được thực tế và khải tượng song song với nhau. Ngôn ngữ chương Eumaeus tự cao, sung mãn nhưng sáo rỗng, dùng những cụm từ dài và ngoắt ngoéo, thường là ám chỉ văn chương mà không có giải thích. Bên cạnh bầu không khí quá u ám và tinh thần mệt mỏi của các nhân vật, chương truyện dài quá mức có thể là sự lên án những điển cố xưa từ văn hóa Alexandria. Karen Lawrence coi Eumaeus là sự phá hoại có chủ đích của Joyce nhằm chống lại nguyên tắc cao trào của tiểu thuyết. Ngôn ngữ văn xuôi ở đây kìm hết lại phát biểu của nhân vật, đảo ngược kỹ thuật các chương trước, trong khi ý thức nhân vật chính ngược lại làm xáo trộn cấu trúc nội dung.
Có những đoạn văn mà việc nắm bắt ý nghĩa bằng từ ngữ là dường như vô ích, Karen Lawrence nhận thấy đó là các tiến trình cảm xúc và tâm lý chứ không phải đang diễn đạt điều gì đó. Tiến trình giải thể nhân cách được tiếp tục và tăng cường trong chương Ithaca, nơi các nhân vật dường như chìm vào đại dương ngập tràn chi tiết. Theo Wolfgang Iser, cấu trúc chương gồm một loạt câu hỏi cùng câu trả lời chính xác bằng ngôn ngữ kỹ thuật khô cứng gợi nên ý tưởng rằng câu trả lời không làm phong phú kiến thức thu nhận mà chỉ ra mức độ hạn chế cũng như khó khăn dường nào để nắm bắt chân lý. Joyce nói Ulysses kết thúc tại chương Ithaca vì chương cuối Penelope không có mở đầu hay kết thúc mà lặp lại không ngừng thành chu kỳ. Được cấu trúc trong tám câu quá dài mà không hề chấm câu, Wolfgang Iser nhận xét đoạn Molly Bloom độc thoại trong Penelopexóa bỏ hoàn toàn thuyết viễn tưởng hay thuyết định mệnh mà quá khứ vẫn được tiếp tục tái tạo liên hồi đến vô tận. Theo Harry Levin, Ulysses đã bỏ qua thủ tục kể chuyện thông thường mà mời gọi độc giả chia sẻ dòng trải nghiệm không khác biệt, xóa nhòa đối tượng và từ ngữ dùng để mô tả đối tượng đó. Anthony Burgess nhận xét trong các tác phẩm của Joyce, ngôn từ và chủ đề đã trở thành một thể thống nhất không thể tách rời. Mấu chốt của Odysseus nằm ở chỗ linh hồn ở mỗi giai đoạn đều có một ngôn ngữ riêng.

### Liên văn bản. Ám chỉ văn học và thần thoại
Tiểu thuyết Ulysses là một trong những ví dụ phức tạp nhất về liên văn bản trong lịch sử văn học, nó sao chép Odyssey của Homeros rồi liên tục tiến hành chỉnh sửa. Việc Telemachus đi tìm cha cũng giống như Stephen cố gắng xác định cha mẹ thuộc linh nơi Leopold Bloom. Hải trình của Odysseus tương tự như Bloom lang thang ở Dublin, "đại dương vật chất" bị một Poseidon tàn nhẫn cai trị. Hơn nữa, vai người chồng của nhân vật chính bị hàng loạt "kẻ cầu hôn" đe dọa, những người khao khát có được yêu Penelope - Molly Bloom. Giống như Penelope, Molly chỉ sống trong bầu không khí gia đình nhỏ bé, cách xa thế giới "nghiêm trọng" và căng thẳng của nam giới, thậm chí còn nói: "Tôi không thể chịu nổi những chuyện về chính trị". Cũng dệt và cắt những sợi dây tình ái nhưng khác với nhân vật trong thần thoại Hy Lạp, Molly không thể khuất phục trước những tiến bộ thời đại về tình dục. Trong bản gốc Odyssey, Penelope giúp chồng chiến thắng những kẻ cầu hôn nhưng trong tiểu thuyết Ulysses của Joyce, thông qua dòng ý thức, chiến thắng này là về mặt tinh thần khi Molly gạt Boylan ra khỏi đầu để quay lại với Bloom. Tính liên văn bản kết nối ở mức chi tiết: trong chương Cyclops, điếu thuốc trên tay Bloom gợi nhớ lại khúc gỗ đang cháy Odysseus dùng chọc mù Polyphemus; trong Circe, tú bà Bella Cohen bị ví như một mụ phù thủy biến đàn ông thành lợn. Nhà văn cũng rất quan tâm đến từ nguyên của những cái tên trong sử thi Hy Lạp. Từ "Telemachus" ghép từ tele (xa) với machos (trận chiến) nghĩa là "chiến đấu từ xa", gợi ra số phận Stephen Dedalus quyết định cô lập chính mình trong tháp ngà nghệ thuật, tránh xa những đam mê vụn vặt và sự dữ vô nghĩa của thế gian. Ông còn nghĩ ra từ nguyên khá khó hiểu "Outis + Zeus", trong đó "Outis" ("không ai cả") là cái tên Odysseus xưng ra với Cyclops, từ đó dường như nhằm phủ nhận thần tính nhân vật tối cao đỉnh Olympia. Do đó, Ulysses vẽ ra một vị thần từ bỏ bản tính mà rơi vào cám dỗ vật chất, thậm chí ông liên kết chủ đề này ngay với sự hy sinh của Chúa Giêsu. Ám chỉ thần thoại rõ ràng nhất của Joyce chính là tên nhân vật Stephen Dedalus, tương ứng kiến trúc sư huyền thoại Daedalus, gợi lên vận mệnh nghệ thuật, đồng thời là mê cung không lối ra hay nguy cơ bị hủy diệt khi bay tới mặt trời.
Ngoài thần thoại Hy Lạp, Joyce cũng sử dụng nhiều hình ảnh lấy từ truyện dân gian Ireland, Kinh Thánh và văn học cổ điển,... Trong chương Telemachus, việc bà vú già xuất hiện trước cửa nhà Dedalus và Mulligan sáng ngày 16 tháng 6 tương ứng với câu chuyện nữ thần Athena biến thành bà già đến viếng thăm Telemachus đoạn đầu Odyssey. Nhưng ở khía cạnh khác, bà có thể được so sánh với biểu tượng của chủ nghĩa dân tộc Ireland Kathleen Ní Houlihan già cả nghèo nàn nhưng đã kêu gọi thanh niên chiến đấu giải phóng Ireland. Nhân vật Do Thái Leopold Bloom có xu hướng được liên kết với những hình tượng trong Kinh Thánh. Chương Eumeus mô tả Bloom giống như người Samari nhân lành khi bước ra từ nhà chứa của Bella Cohen "ông phủi hết rác bụi trên quần áo Stephen, đồng thời đưa cho mũ và gậy, động viên anh ấy." Với chương Scylla and Caribda, Buck Mulligan so sánh Bloom với người Do Thái lang thang, nhưng cũng ví với hình ảnh người thủy thủ già của Coleridge. Ở cuối chương Cyclops, Bloom rời khỏi hiện trường theo cách siêu thực, bay lên trời trong một cỗ xe lửa giống như Elijah, tái xác nhận nguồn gốc Do Thái của mình trước kẻ thù (chống Do Thái). Con trai Bloom là Rudy chết ngay sau khi sinh được coi như con chiên hiến tế theo truyền thống Abraham. Xác được bọc trong "áo lông cừu", đến chương Circe, Bloom ảo giác nhìn thấy con mình giống như "chiên con". Một ám chỉ mới về Do Thái là hình ảnh cậu bé cầm sách đọc từ phải sang trái. Liên tục là các ám chỉ về hiến sinh: chương Ithaca nói Rudy sinh ngày 29 tháng 12 ngay sau Lễ kỷ niệm tàn sát hài nhi. Theo một truyền thuyết tiền Homerus, Odysseus toan giết con trẻ mình là Telemachus để phát điên, rồi không phải tham gia Chiến tranh thành Troia vì ông không muốn phải ra tay làm đổ huyết vô tội. Chủ nghĩa hòa bình của Odysseus được đồng nhất với Leopold Bloom ở chỗ cần phải giết một sinh tế vô tội để trả giá. Theo José Lanters, cả Stephen Dedalus và Rudy đều là những vị cách của Telemachus, tạo ra thế lưỡng nan cho Ulysses: Stephen là Telemachus thoát chết, còn Rudy lại là sinh tế trong truyện thần thoại.
Trong Finnegans Wake, Joyce đặt ra bản ballad Ireland kể về Tim Finnegan, một thợ nề chết do ngã cầu thang. Finnegan sống lại nhờ bạn bè vô tình đổ rượu whisky lên xác, vì rượu whisky là "uisce beatha" (nước sự sống trong tiếng Ireland). Câu chuyện dường như nhắm vào cách giải thích thơ ngây về đức tin Kitô giáo quan niệm cái chết và phục sinh, được tác giả dùng làm cớ diễn đạt tính chu kỳ lịch sử. Nguồn cảm hứng khác là Quyển sách của cái chết cùng thần thoại Ai Cập nói về sự phục sinh của Osiris. Frank Budgen đã phát hiện sự tương đồng của tác phẩm với thi ca cổ Bắc Âu, đặc biệt là Edda mô tả ngày hủy diệt Ragnarök lại kéo theo quá trình sáng tạo mới.
Ám chỉ văn học trong tác phẩm của Joyce cũng nhiều như thần thoại vậy. Giống như trong Thần khúc, Dante cùng Vergilius đi từ địa ngục lên thiên đàng, Bloom và Stephen tại chương Ithaca cùng chiêm ngưỡng "cây thiên đường đầy trái ướt".  Chương Circe được so sánh với cảnh Đêm Valpurgia trong Faust, hay với tiểu thuyết Venus im Pelz của Sacher-Masoch hoặc La Tentation de Saint Antoine của Flaubert. Trong Finnegans Wake, Joyce viết lại truyện ngụ ngôn Aesop Kiến và cào cào dưới tựa đề The Ondt and the Gracehoper, một kiểu chơi chữ cho tựa đề Anh ngữ The Ant and the Grasshopper, trong đó ondt xuất phát từ tiếng Đan Mạch có nghĩa là ma quỷ hoặc xấu xa (hoặc đơn giản là nói lái của don't nghĩa là không được hay cấm) còn gracehoper là người khao khát ân điển. Umberto Eco giải thích nhà văn Shem là cào cào, "người nghệ sĩ nhìn tới tương lai, tăng trưởng và phát triển"; còn người đưa thư Shaun là con kiến, bị neo vào chủ nghĩa truyền thống trì trệ. Nhà phê bình România Sandulescu liệt kê hàng trăm ám chỉ văn học từ Finnegans Wake, liên kết với Shakespeare (Hamlet, Macbeth, Othello, Julius Caesar, A Midsummer Night's Dream,...), Ibsen, Dante, Rabelais hoặc Swift.

### Diễn giải
Tác phẩm của James Joyce là đối tượng để các hệ thống triết học hoặc tâm lý học thế kỷ 20 nhắm đến phân tích lý giải, chẳng hạn như cấu trúc luận, hậu cấu trúc và giải cấu trúc, phân tâm học, chủ nghĩa nữ quyền, chủ nghĩa hậu thực dân. Thêm vào đó là những diễn giải quan điểm tác giả về các vấn đề như chủ nghĩa dân tộc hoặc Công giáo. Nơi thu hút những tranh luận chính là tạp chí học thuật James Joyce Quarterly do Đại học Tulsa phát hành từ năm 1963. Một đóng góp quan trọng đến từ tạp chí tiên phong tiếng Pháp Tel Quel đã đưa chú giải cấu trúc luận đầu tiên về những tác phẩm của Joyce. Do sự phức tạp của những tác phẩm như Finnegans Wake hay Ulysses, hiện vẫn chưa có ý kiến thống nhất về thông điệp truyền tải, ngữ nghĩa của từ hay thậm chí nhận dạng các nhân vật. Như Richard Ellmann viết ngay ở phần đầu tiểu sử "Chúng ta vẫn đang học hỏi để trở thành người cùng thời với James Joyce."

#### Cấu trúc luận
Cấu trúc luận tìm cách liên hệ tác phẩm của Joyce với các lĩnh vực rộng hơn như ngôn ngữ học cấu trúc do Ferdinand de Saussure phát triển và nhân học cấu trúc của Claude Lévi-Strauss. Hai chuyên ngành đều giả định rằng các hiện tượng ngôn ngữ, tinh thần và xã hội được tổ chức dựa trên những quy luật tiềm thức, do đó "cấu trúc" như ngôn ngữ, nghi lễ tôn giáo, giao tiếp, quan hệ trong gia đình có trước mỗi cá nhân; đa phần là quan hệ đẳng cấu. Chủ nghĩa cấu trúc bắt đầu từ tiền đề rằng đằng sau văn chương dường như hỗn loạn ẩn giấu một "cấu trúc" phức tạp tham chiếu, tham khảo về văn hóa và ngôn ngữ. Các quy luật chi phối cấu trúc này quan trọng hơn là nội dung văn bản hay bất cứ yếu tố riêng lẻ tách biệt khỏi bối cảnh. Clive Hart trong Structure and Motif in Finnegans Wake (Cấu trúc và mô típ trong Finnegans Wake) viết "Không thể coi mô hình cấu trúc trong Finnegans Wake theo con mắt thẩm mỹ chỉ hữu dụng cho tác giả mà không liên quan đến độc giả, vì mô hình này hỗ trợ phần lớn ý nghĩa tác phẩm." Trong Le Poetiche di Joyce, Umberto Eco nhận thấy rằng từ chương Proteus, Ulysses mang đến khả năng "hình thức giữ vai trò chủ đạo và tách biệt rõ ràng khỏi nội dung". Beckett viết về Work in Progress "Ở đây, hình thức là nội dung, nội dung là hình thức... Tác phẩm không viết về cái gì đó mà tự thân chính là cái đó."
Margot Norris coi việc Joyce sử dụng nhiều phong cách văn học khác nhau, cuối cùng là để "tấn công vào quan niệm truyền thống về cấu trúc". Áp dụng điêu luyện nhiều mô hình cấu trúc, nhà văn chứng tỏ rằng không thể chỉ bám vào một cấu trúc ổn định. Robert Scholes coi Joyce là một nhà cấu trúc học avant la lettre (chưa hoàn bị) vì đã bỏ đi tính vị kỷ của mình: dù trong tự truyện, Leopold Bloom và Humphrey Earwicker thấm nhuần cá tính của những người khác hoặc hình tượng văn học hơn là của Joyce. Sự phổ quát hóa bản ngã này là đặc điểm cần thiết cho tư duy cấu trúc luận vốn bác bỏ chủ nghĩa nhân văn châu Âu. Scholes diễn giải rằng cách mạng cấu trúc luận "đã đặt một loại Thiên Chúa trở lại vũ trụ, nhưng không phải là Thiên Chúa giống con người đầy tính ích kỷ, cứ giận dữ khi ý Chúa bị nghịch lại, đó là Thiên Chúa không thể bị châm chọc vì Ngài là nền tảng vũ trụ, là hệ thống tối cao đặt ra khuôn mẫu cho vạn vật".

#### Hậu cấu trúc và giải cấu trúc
Jacques Derrida bác bỏ cấu trúc luận là thần bí siêu hình cũng như triết học châu Âu truyền thống vì chúng áp đặt lên thế giới quan cụ thể và độc đáo. Derrida lấy nhiều ví dụ từ Platon và Rousseau để chứng minh rằng tư tưởng triết học được xây dựng xung quanh phép siêu hình về hiện diện, trong đó nguyên lý nhị phân đối lập thể hiện ở chỗ nếu một yếu tố là "hiện diện" siêu việt thì yếu tố kia chính là "vắng mặt" của nó. Derrida thường chứng tỏ rằng những lý thuýt đó thường bị đảo ngược ngay cả khi độc giả đi theo cách giải cấu trúc, vì ngôn ngữ có tính mơ hồ, một yếu tố trước đây vốn bị xem thường coi nhẹ lại trở nên sáng rõ về sau. Đối với Derrida, Joyce cố gắng tránh khỏi phép siêu hình học về hiện diện bằng cách triệt để áp dụng tính mơ hồ đó, như vậy văn chương có thể được thoải mái diễn giải mà không ủng hộ lập trường nhất định nào. Nhà triết học này coi Edmund Husserl và James Joyce là "hai hình mẫu vĩ đại, hai mô hình tư tưởng, cũng là [...] mối quan hệ giữa ngôn ngữ và lịch sử". Trong khi Husserl chọn một ngôn ngữ đơn nghĩa (univocity) hoàn toàn, có tính khoa học thuần túy, không thể giải cấu trúc, thì Joyce lại chọn lối diễn đạt lập lờ (equivocation) "chồng chất ẩn dụ, mơ hồ và nhiều lớp ngữ nghĩa". Derrida coi tác phẩm của Joyce là "đề án" "xuất phát từ điểm chống lại thuyết lịch sử quyết định với mong muốn thoát ra khỏi cơn ác mộng lịch sử, làm chủ được nó và quay ngược được hiện tại". Một số nhà phê bình phê phán Derrida giải thích về Joyce theo cách rất tài tử; Derrida hiếm khi trực tiếp sử dụng văn bản tác phẩm của Joyce mà lại bắt đầu từ những ấn tượng thông thường hay các nguồn thứ cấp.

#### Phân tâm học
Dù chính Joyce phản đối các kỹ thuật phân tâm học, gọi đó là "một dạng tống tiền, không hơn không kém" nhưng một số nhà phê bình vẫn thử tiếp cận theo chiều hướng này. Jean Kimball giải mã trong Portrait và Ulysses có những dấu hiệu về nỗi ám ảnh khôn nguôi của Stephen đối với hình bóng mẹ mình, Stephen cố giải quyết nỗi ám ảnh này trong Circe. Nhân vật thậm chí còn tuyên bố "amor matris" (tình yêu tử cung) là điều duy nhất có thật trong đời. Theo Kimball, một biểu tượng thú vị là hình ảnh đại bàng (biểu trưng của Roma, gắn với giáo hội Công giáo) trong Portrait được cô Dante mang ra dọa "móc mắt" bọn trẻ không vâng lời, chính là nói về sự áp đặt tình dục của giáo hội, đồng thời nhắc lại hình phạt một số nhân vật ngoại giáo như Prometheus hay Oedipus phải gánh chịu. Margot Norris cho rằng trong Finnegans Wake, mối quan hệ nhân quả của những sự kiện trong tường thuật tiểu thuyết được thay thế bằng các liên tưởng gần kề theo trình tự liên tưởng tự do phân tâm học. Xem xét các chủ đề như huynh đệ tương tàn, mâu thuẫn cha con, loạn luân, tình tay ba, cho thấy gia đình Humphrey Chimpden Earwicker là một hình mẫu về phức cảm Oedipus, bị các nguyên tắc gia trưởng chế ngự, tan nát vì những dằn vặt tội lỗi sâu sắc (nguyên tội hoặc tội loạn luân và sát phụ theo Freud). Derek Attridge nói rằng cốt truyện tiểu thuyết mở ra "giống như giấc mộng" cùng với "sự bùng nổ của thế giới vô trật tự đầy những thú vui thơ ấu và ham muốn tiềm thức". Nhà văn đã dùng tất cả các ví dụ về "giấc mơ điển hình" được Freud mô tả trong Die Traumdeutung (Diễn giải giấc mơ) thành động lực cho Finnegans Wake, phát minh lại ngôn ngữ để tái tạo cơ chế, cô đọng và thay thế giống như trong mơ. Norris cũng nhận thấy dấu hiệu của sự thay thế ngôn ngữ như malapropism, từ ngữ mang nghĩa kép và portmanteau (kết hợp hai từ thành một từ chính). Barbara MacMahon cho rằng ngôn ngữ ngông cuồng của Joyce thực chất là "sự lỡ lời của tiềm thức" (Fehlleistungen) mà Sigmund Freud đề cập, nó vượt qua kiểm soát bản thân, thế giới bị kìm nén của tiềm thức tự vô tình bộc lộ ra ngoài. Cùng Theo ý tưởng này, Colin MacCabe tuyên bố Finnegans Wake là "sự lỡ lời liên tục". Đề xuất của MacMahon có cơ sở từ những lý thuyết do Jacques Lacan và Julia Kristeva đề ra; theo đó, thông qua ngôn ngữ cách tân, chủ nghĩa hiện đại văn học nói chung bày tỏ sự xáo trộn "Thứ tự biểu trưng" (Symbolic Order), là sự xâm lấn của tiềm thức. Tuy nhiên, cách diễn giải bằng phân tâm học nổi tiếng nhất thuộc về Jacques Lacan, người đã dành riêng hội thảo Le sinthome về Joyce năm 1975-1976. Lacan cho rằng đối với Joyce, văn bản có chức năng ngăn ngừa sự hình thành rối loạn tâm thần, là “nút thắt thêm vào" kết nối ba lớp phân tâm học (Thực tồn, Tưởng tượng, Biểu trưng) trong một gút Boromean. Một sinthome như vậy dùng để giải quyết khi "Nom-du-Père" vốn cần thiết cho bất kỳ hoạt động tâm thần bình thường nào lại bị thiếu vắng hoặc thất bại. Jean Guy Godin xác định tập bán tự truyện Portrait đã mô tả cuộc khủng hoảng thơ ấu của nhà văn: nhân vật Stephen cảm thấy buồn chán, ghê tởm trước người cha thất bại, không còn là hình mẫu phù hợp cho anh nữa.

#### Chủ nghĩa nữ quyền

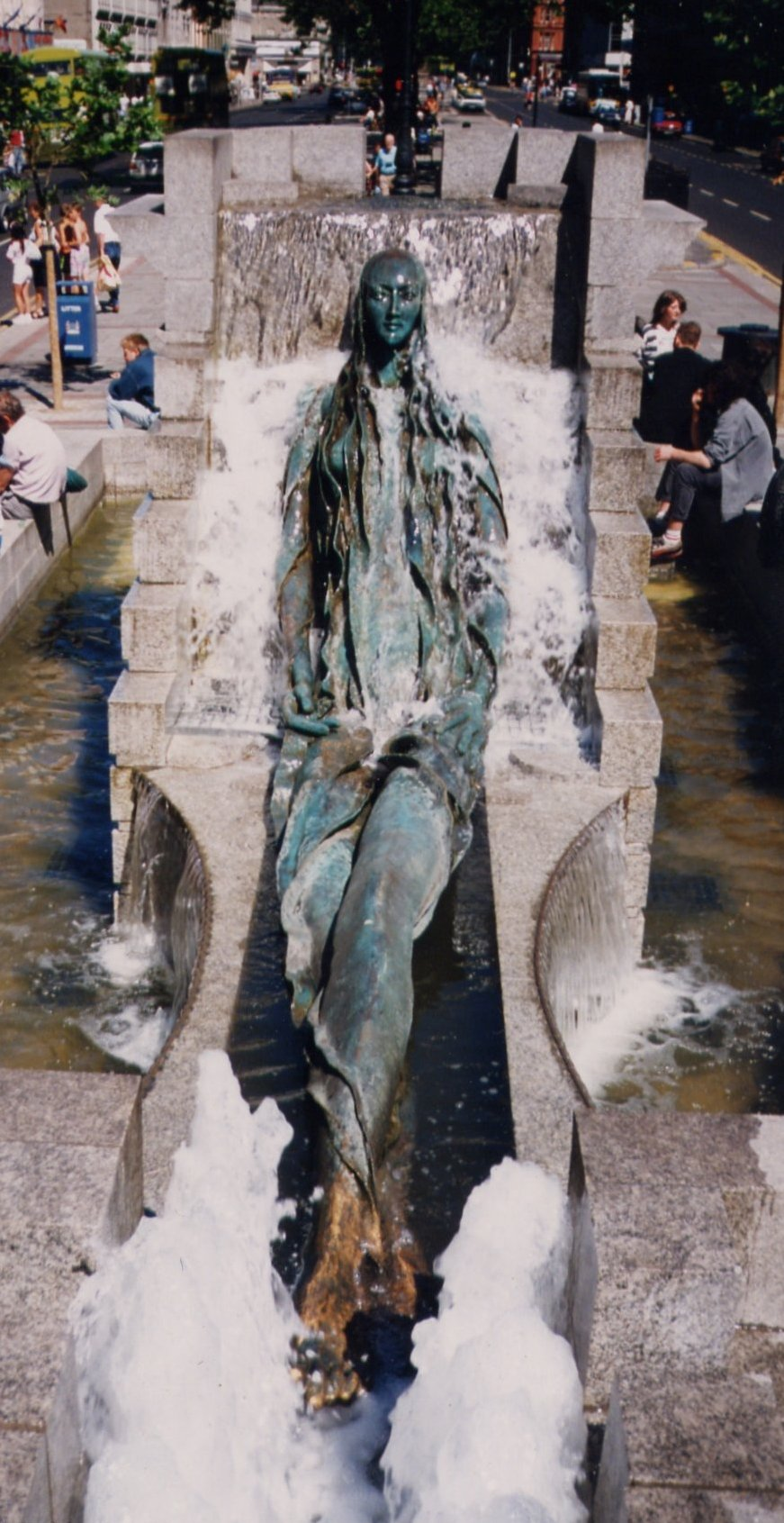
Đài phun nước Dublin theo hình tượng nhân vật Anna Livia Plurabelle trong Finnegans Wake

Đọc tác phẩm của Joyce theo lăng kính chủ nghĩa nữ quyền cố gắng thiết lập vai trò nữ nhân vật như Molly Bloom, Issy hay Anna Livia Plurabelle trong thế giới nhà văn. Mặc dù có sự thông cảm và hài hước, Joyce thường bị chỉ trích vì mô tả phụ nữ giới hạn trong hình thể, bị ám ảnh tình dục còn trí tuệ luôn thua kém hơn nam giới. Molly Bloom cho thấy sự thiếu hụt về tri thức so với chồng mình khi hỏi "luân hồi" là gì trong Calypso, thậm chí còn có khuynh hướng phản trí tuệ trong Penelope với lời nói đối lập hoàn toàn với bản độc thoại đầy tri thức của Stephen Dedalus trong Proteus. Sự hiện diện của những nhân vật nữ trí thức (Molly Ivors trong The Dead) là rất mờ nhạt, chỉ thoáng qua ngoài lề. Khởi đầu từ mối quan hệ giữa Gabriel Conroy với Molly Ivors, Marian Eide trực cảm được nỗi sợ của nhân vật nam khi bị trí tuệ nữ giới thay thế cũng như soán ngôi nam tính. Do đó, sự kỳ thị nữ giới (được gán cho Joyce) tác động tới việc mở rộng nữ quyền cũng như xác định lại vai trò trong bình đẳng giới. Khi đề cập đến một số chỉ trích của Gertrude Stein, ông nói "Tôi ghét phụ nữ trí thức", dù những người như Sylvia Beach, Harriet Shaw Weaver, Margaret Anderson, Maria Jolas đã đóng vai trò quan trọng trong việc hỗ trợ sự nghiệp văn chương của ông. Nữ quyền với tiềm năng soán ngôi của nam tính là chủ đề dường như được lặp lại trong Ulysses. Dưới sự quản lý của Bella Cohen, Leopold Bloom biến thành phụ nữ giống như Teiresias (Circe) trong thần thoại; Molly Bloom trong cơn mê khao khát đã tự vấn chính mình: "Mình sẽ không nói không nếu được làm đàn ông một lần còn hơn là một phụ nữ xinh đẹp" (Penelope). Đối vưới trường hợp này, Joseph Campbell nhấn mạnh hơn về khía cạnh bí truyền: Circe là nghi lễ khai tâm để Bloom quay trở lại giai đoạn song tính (Androgyny) ban sơ. Bằng cách tiếp cận thần thoại tương tự, Nor Hall thử liên kết Anna Livia Plurabelle với những nữ thần tiền Cơ Đốc như Demeter, Hecate hoặc Artemis.
Theo Margot Norris, gia đình trong Finnegans Wake có cấu trúc thứ bậc, người cha ở trên cùng đại diện cho luật lệ và truyền lại thẩm quyền cho con trai. Norris nhận thấy Anna Livia Plurabelle không gì khác hơn là mẫu phụ nữ hiện lên trong tâm trí đàn ông khi mơ. Trong tác phẩm của Joyce, nhân vật nữ thường chỉ là những công cụ đơn thuần hoặc gắn bó chặt chẽ trong mối liên hệ với các nhân vật nam: là tiên nữ muse hay nymph đến trợ giúp, hoặc mẹ, vợ, con gái, bồi bàn hay gái điếm. Florence Howe tin rằng văn xuôi của Joyce tiếp tục đặt phụ nữ "khác lạ" giống như toàn bộ truyền thống văn học vẫn xoay quanh nam giới. Carolyn Heilburn phê phán nhà văn không có khả năng tưởng tượng ra "một người phụ nữ nằm ngoài các quy tắc truyền thống" hay cao hơn để "phụ nữ như hình mẫu của nhân loại". Mary Ellmann nhận định chương Penelope bao hàm một khuôn mẫu cũ kỹ khi gán nữ tính với thuyết phi lý, rằng Molly Bloom không thể kiểm soát tư tưởng mình giống như không thể tác động vào kinh nguyệt vậy.
Trên thực tế, một số độc giả nữ nhạy cảm có thể thấy bị xúc phạm khi đọc cách Molly tự do thể hiện những ảo tưởng tình dục của cô. Mary Collum mô tả đoạn độc thoại nội tâm ấy là sự "bày tỏ tâm trí kỳ quặc, tạo nên từ con khỉ cái đã hư hỏng do tiếp xúc với con người", "chương này không dành cho người thường mà giống như phòng thí nghiệm". Mặt khác, Hélène Cixous coi chương này là sự kết tinh của đam mê và trí tưởng tượng đa hình, một minh chứng thực sự về "văn chương nữ tính" (écriture féminine) chống lại lối diễn ngôn gia trưởng phụ quyền. Theo cách hiểu này, Molly Bloom không còn là một phụ nữ đa tình tục tĩu nữa mà chính là đang từ chối khuôn sáo gia trưởng về đức hạnh và trong trắng. Maud Ellmann cho rằng khác truyền thống văn học luôn gán đàn ông với trí tuệ, phụ nữ với xác thịt, Ulysses đảo ngược điều đó khi miêu tả Leopold Bloom ở tất cả phạm trù xác thịt như ăn uống, vệ sinh hay thủ dâm, còn Molly lại hiện ra "qua suy nghĩ trong sáng, không phụ thuộc vào người dẫn truyện".

## Di sản

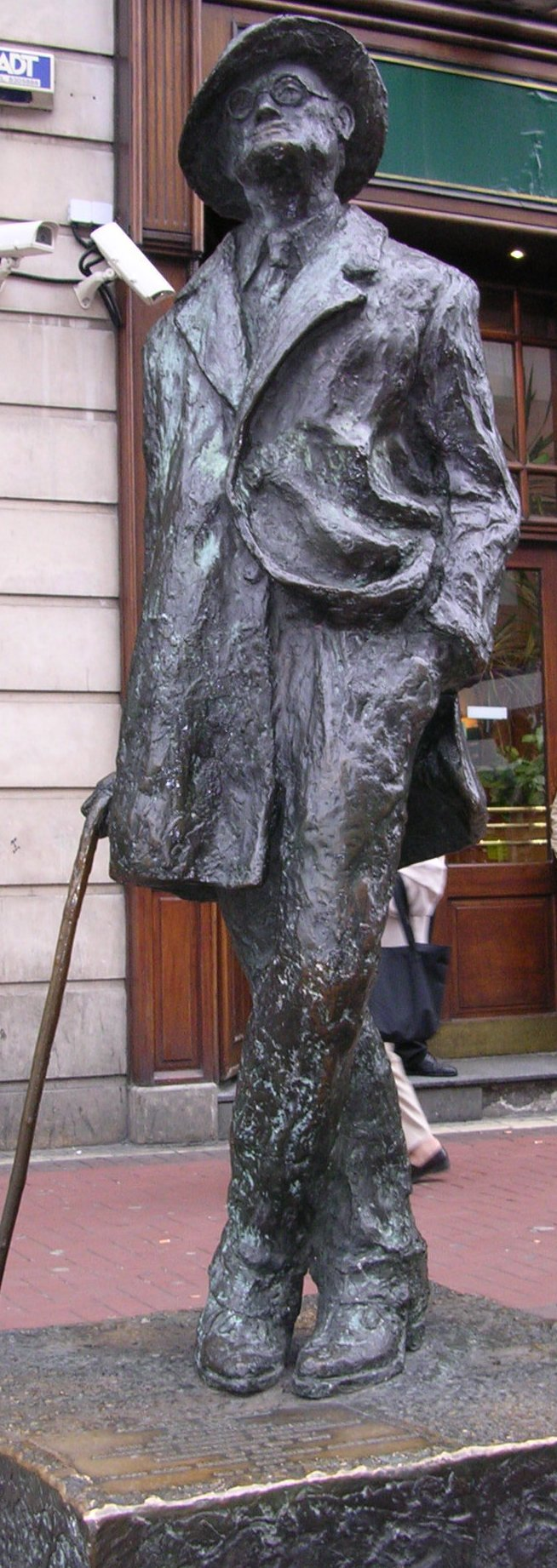
Tượng James Joyce trên phố North Earl, Dublin

Các tác phẩm của Joyce vẫn còn ảnh hưởng sâu sắc đến nền văn hóa đương đại. Ulysses là hình mẫu cho các tiểu thuyết gia, đặc biệt về sự khám phá sức mạnh của ngôn ngữ. Sự nhấn mạnh vào chi tiết cuộc sống thường ngày mở ra khả năng biểu đạt mới cho các tác giả, họa sĩ và nhà làm phim. Ulysses luôn có vị trí trong lòng độc giả khi thường giữ thứ hạng cao trong danh sách 'Sách hay'. Những đổi mới của Joyce vượt ra ngoài văn học Anh: văn của ông là nguồn cảm hứng cho các nhà văn Mỹ Latinh, Finnegans Wake trở thành một trong những tác phẩm then chốt cho chủ nghĩa hậu cấu trúc tại Pháp. Nhà vật lý Murray Gell-Mann cũng lấy từ quark trong cụm Three Quarks for Muster Mark của Finnegans Wake để đặt tên cho một trong những hạt cơ bản.
Tác phẩm của Joyce có kết thúc mở tạo ra khả năng diễn giải lại liên tục. Chúng truyền cảm hứng cho ngày càng nhiều các nhà phê bình văn học toàn cầu. Số lượng tác phẩm không lớn (ba tiểu thuyết, một tập truyện ngắn, một vở kịch, hai tập thơ nhỏ) nhưng những nghiên cứu về Joyce đã tạo ra hơn 15.000 bài báo, sách chuyên khảo, luận án, bản dịch và ấn bản.
Trong văn hóa đại chúng, cuộc đời và tác phẩm của Joyce được tưởng niệm vào Bloomsday (ngày Blooms) 16 tháng 6  hàng năm tại Dublin cùng nhiều thành phố khác trên thế giới.

### Bảo tàng và trung tâm nghiên cứu
Thư viện Quốc gia Ireland hiện giữ bộ sưu tập lớn những tài liệu liên quan đến Joyce như bản thảo và sổ ghi chép, đa phần được số hóa đưa lên mạng trực tuyến. Thư viện liên doanh với Đại học Cao đẳng Dublin lập nên Bảo tàng Văn học Ireland (Museum of Literature Ireland - MoLI liên hệ với nhân vật Molly Bloom), triển lãm chủ yếu về Joyce và tác phẩm, có riêng một bộ sưu tập nhỏ cố định những thứ liên quan đến Joyce, đồng thời còn mượn từ vật phẩm từ hai bên, trong đó có "Bản sao số 1" tiểu thuyết Ulyssess. Các trung tâm dành riêng về Joyce ở Dublin gồm Trung tâm James Joyce ở Phố North Great George, Tháp James Joyce và Bảo tàng ở Sandycove (tháp Martello là nơi nhà văn từng sống, cũng như bối cảnh mở đầu trong Ulysses), Bảo tàng văn sĩ Dublin.

### Tạp chí
- Attridge, Derek (2013). "Finnegans awake: The dream of interpretation" [Finnegans awake: giấc mơ diễn giải]. James Joyce Quarterly (bằng tiếng Anh). Quyển 50 số 1/2. tr. 185–202. doi:10.1353/jjq.2012.0072. JSTOR 24598778. S2CID 170426109.
- Chun, Eunkyung (2015). "Finnegans Wake: A postmodern vision of world literature" [Finnegans Wake: Tầm nhìn hậu hiện đại về văn học thế giới]. Journal of Irish Studies (bằng tiếng Anh). Quyển 30. tr. 71–76. JSTOR 43737511.
- Clark, John Earl (1968). "James Joyce's Exiles" [Exiles của James Joyce]. James Joyce Quarterly (bằng tiếng Anh). Quyển 6 số 1. tr. 69–78. JSTOR 25486739.
- Downes, Gareth Joseph (2003). "The heretical Auctoritas of Giordano Bruno: The significance of the brunonian presence in James Joyce's "The Day of the Rabblement" and Stephen Hero" [Dị giáo Auctoritas của Giordano Bruno: Tầm quan trọng của Bruno hiện diện trong "The Day of the Rabblement" và  Stephen Hero của James Joyce]. Joyce Studies Annual (bằng tiếng Anh). Quyển 14. tr. 37–73. doi:10.1353/joy.2004.0003. JSTOR 26285203. S2CID 162878408.
- Doyle, Paul A. (1965). "Joyce's Miscellaneous Verse" [Thơ góp nhặt của Joyce]. James Joyce Quarterly (bằng tiếng Anh). Quyển 2 số 2. tr. 90–96. JSTOR 25486486.
- Emerson, Kent (2017). "Joyce's Ulysses: A database narrative" [Ulysses của Joyce: Truyện kể về cơ sở dữ liệu]. Joyce Studies Annual (bằng tiếng Anh). tr. 40–64. JSTOR 26798610.
- Finneran, Richard J. (1974). "James Joyce and James Stephens: The Record of a Friendship with Unpublished Letters from Joyce to Stephens" [James Joyce và James Stephens: Ghi chép về tình bạn với những bức thư không công bố của Joyce gửi Stephens]. James Joyce Quarterly (bằng tiếng Anh). Quyển 11 số 3. University of Tulsa.
- Fludernik, Monika (1986). ""Ulysses" and Joyce's change of artistic aims: external and internal evidence" [Ulysses và mục đích thay đổi nghệ thuật của Joyce: ngoại chứng và nội chứng]. James Joyce Quarterly (bằng tiếng Anh). Quyển 23 số 2. tr. 173–186. JSTOR 25476719.
- Goldwasser, Thomas A. (1979). "Who Was Vladimir Dixon? Was He Vladimir Dixon?" [Vladimir Dixon là ai? Anh ta có phải là Vladimir Dixon không?]. James Joyce Quarterly (bằng tiếng Anh). Quyển 16 số 3. University of Tulsa.
- Groden, Michael (2007). "Joyce at work on "Cyclops": Toward a biography of "Ulysses"" [Joyce sáng tác trên "Cyclops": Hướng tới tiểu sử Ulysses]. James Joyce Quarterly (bằng tiếng Anh). Quyển 44 số 2. tr. 217–245. doi:10.1353/jjq.2007.0035. JSTOR 25571018. S2CID 162357164.
- Halper, Nathan (1979). "The life chronology of Dubliners (II)" [Niên đại cuộc đời của Dubliners (II)]. James Joyce Quarterly (bằng tiếng Anh). Quyển 16 số 4. tr. 473–477. JSTOR 25476225.
- Hegglund, Jon (2003). "Ulysses and the Rhetoric of Cartography" [Ulysses và lối tu từ về phép vẽ bản đồ]. Twentieth Century Literature (bằng tiếng Anh). Quyển 49 số 2. tr. 164–192. JSTOR 3176000.
- Kimball, Jean (1980). "Freud, Leonardo, and Joyce: The Dimensions of a Childhood Memory" [Freud, Leonardo và Joyce: Chiều kích ký ức tuổi thơ]. James Joyce Quarterly (bằng tiếng Anh). Quyển 17 số 2. tr. 165-182.
- Kimpel, Ben D. (1975). "Joyce's exile: The voice of Ulysses" [Sự tha hương của Joyce: Tiếng nói trong Ulysses]. James Joyce Quarterly (bằng tiếng Anh). Quyển 9 số 3. tr. 283–319. JSTOR 45108722.
- Kumar, Shiv K. (1957). "Space-time polarity in Finnegans Wake" [Phân cực không-thời gian trong Finnegans Wake]. Modern Philology (bằng tiếng Anh). Quyển 53 số 4. tr. 230–233. doi:10.1086/389169. JSTOR 434978. S2CID 162207656.
- Levitt, Morton P. (2006). "Beyond Dublin: Joyce and Modernism" [Vượt trên Dublin: Joyce và chủ nghĩa hiện đại]. Journal of Modern Literature (bằng tiếng Anh). Quyển 22 số 2. tr. 385–394. JSTOR 3831743.
- MacMahon, Barbara (1995). "The Freudian Slip Revisited: A Case of Mistaken Identity in "Finnegans Wake"" [Xem lại Freudian Slip: trường hợp nhận dạng nhầm trong Finnegans Wake]. Language & Communication (bằng tiếng Anh). Quyển 15 số 4. tr. 289-328.
- Osteen, Mark (1995b). ""A Splendid Bazaar": The shopper's guide to the New Dubliners" [Chợ tốt: Hướng dẫn của người mua về Dubliners Mới] (PDF). Studies in Short Fiction (bằng tiếng Anh). Quyển 32. tr. 483–496. Bản gốc (PDF) lưu trữ ngày 22 tháng 9 năm 2021 – qua markosteen.files.wordpress.com.
- Rabaté, Jean-Michele (1989). "Bruno no, Bruno ii: Note on a contradiction in Joyce" [Bruno no, Bruno ii: Ghi chú về mâu thuẫn ở Joyce]. James Joyce Quarterly (bằng tiếng Anh). Quyển 27 số 1. tr. 31–39. JSTOR 25485004.
- Rando, David P. (2016). "The future of Joyce's A Portrait: The Künstlerroman and hope" [Tương lai tác phẩm A Portrait của Joyce: Künstlerroman và hy vọng.]. Dublin James Joyce Journal (bằng tiếng Anh). Quyển 9. tr. 47–67. doi:10.1353/djj.2016.0003. S2CID 29727253. Lưu trữ bản gốc ngày 7 tháng 3 năm 2020.
- Scholes, Robert (1972). "Ulysses: A Structuralist Perspective" [Ulysses: quan điểm cấu trúc luận]. James Joyce Quarterly (bằng tiếng Anh). Quyển 10 số 1. tr. 161-171. JSTOR 25487030.
- Schotter, Jesse (2010). "Verbivocovisuals: James Joyce and the Problem of Babel" [Verbivocovisuals: James Joyce và vấn đề (tháp) Babel]. James Joyce Quarterly (bằng tiếng Anh). Quyển 48 số 1. tr. 89–109. doi:10.1353/jjq.2010.0045. JSTOR 41429838. S2CID 154293772.
- Shelton, Jen (1999). "Issy's Footnote: Disruptive Narrative and the Discursive Structure of Incest in Finnegans Wake" [Chú thích cuối trang của Issy: Tường thuật gây rối và cấu trúc gián đoạn của loạn luân trong Finnegans Wake]. ELH - English Literary History (bằng tiếng Anh). Quyển 66 số 1. The Johns Hopkins University Press. JSTOR 30032068.
- Thompson, William Irwin (1964). "The language of Finnegans Wake" [Ngôn ngữ Finnegans Wake]. Sewanee Review (bằng tiếng Anh). Quyển 72 số 1. tr. 78–90. JSTOR 27540957.
- Walzl, Florence L. (1977). "The life chronology of Dubliners" [Niên đại cuộc đời của Dubliners]. James Joyce Quarterly (bằng tiếng Anh). Quyển 14 số 4. tr. 408–415. JSTOR 25476081.
- Wykes, David (1968). "The Odyssey in Ulysses" [Odyssey trong Ulysses]. Texas Studies in Literature and Language (bằng tiếng Anh). Quyển 10 số 2. tr. 301–316. JSTOR 40753991.